# Liste der Tomatensorten/S
Erläuterungen und Quellen: Siehe Hauptartikel!
| Tomatensorte                                                                                     | Bild                                                | Beschreibung | Quellen                                  |
| ------------------------------------------------------------------------------------------------ | --------------------------------------------------- | --- | ---------------------------------------- |
| S 1                                                                                              |                                                     | Züchter: Fotev Yurij Valentinovich | j                                        |
| S 251                                                                                            |                                                     | Züchter: James R. Myers | j, o                                     |
| S 285                                                                                            |                                                     | Züchter: James R. Myers | j, o                                     |
| S 377                                                                                            |                                                     | | j                                        |
| S 50252                                                                                          |                                                     | | j                                        |
| S 5135                                                                                           |                                                     | | j                                        |
| S 808                                                                                            |                                                     | | j                                        |
| S Strain                                                                                         |                                                     | | j                                        |
| S. C. 2121                                                                                       |                                                     | | j                                        |
| S. Pierre (oder: S. Pietro)                                                                      |                                                     | Züchter: Semenarna Ljubljana (Si) | j                                        |
| S30                                                                                              |                                                     | | n                                        |
| Saab Cra                                                                                         |                                                     | Züchter: Campanelli Gabriele, Ferrari Valentino, Marinucci Rocco | j                                        |
| Saada                                                                                            |                                                     | Züchter: Sakata Seed America Inc | j                                        |
| Saadreo                                                                                          |                                                     | | o                                        |
| Saba                                                                                             |                                                     | | j                                        |
| Sabala                                                                                           |                                                     | Züchter: Borowiak Jadwiga, Horodecka Elzbieta, Tkacz Krystina | j, o                                     |
| Sabbia                                                                                           |                                                     | | j                                        |
| Sabel                                                                                            |                                                     | | j                                        |
| Sabel'Ka                                                                                         |                                                     | Züchter: Andreeva Evgeniya Nikolaevna, Nazina Sofiya Luisovna, Bogdanov Kirill Borisovich, Ushakova Mariya Ivanovna | c, d, j                                  |
| Sabina                                                                                           |                                                     | Züchter: Hort Seed Mediterrani S.L. | j                                        |
| Saboia                                                                                           |                                                     | Züchter: Rijk Zwaan Zaadteelt En Zaadhandel Bv (Nl) | j                                        |
| Saborini                                                                                         |                                                     | Züchter: Hm Clause Sa (Fr) | j                                        |
| Saborissimo                                                                                      |                                                     | | j                                        |
| Sabre                                                                                            |                                                     | | c, d                                     |
| Sabres                                                                                           |                                                     | | j                                        |
| Sabrina                                                                                          |                                                     | Züchter: Gsn Semences Sas (Fr) | j                                        |
| Sabrosito                                                                                        |                                                     | Züchter: Peotec Seeds Srl | j                                        |
| Sabroso                                                                                          |                                                     | Züchter: Enza Zaden Beheer B.V. | j                                        |
| Sacadura                                                                                         |                                                     | | j, o                                     |
| Sacak                                                                                            |                                                     | | j                                        |
| Sacarino                                                                                         |                                                     | | j                                        |
| Sacca                                                                                            |                                                     | | c, d                                     |
| Sachalin                                                                                         |                                                     | | m                                        |
| Sachar Belyy                                                                                     |                                                     | | c                                        |
| Sacharnaja Sliva Krasnaja (oder: Sacharnaja Sliwa Krasnaja)                                      |                                                     | | c, d                                     |
| Sacharnaja Sliwa Malinovaja                                                                      |                                                     | | c                                        |
| Sacharnij Pudowischok                                                                            |                                                     | | c                                        |
| Sacharnji Bison                                                                                  |                                                     | | c                                        |
| Sacharnji Zheltji                                                                                |                                                     | | c                                        |
| Sacher                                                                                           |                                                     | Züchter: Yuksel Seeds Ltd. | c, d, j, o                               |
| Sacher F1                                                                                        |                                                     | | f                                        |
| Sacos                                                                                            |                                                     | | j                                        |
| Sacred Path                                                                                      |                                                     | | c, d                                     |
| Sadabahar                                                                                        |                                                     | | j                                        |
| Saddaya                                                                                          |                                                     | | j, o                                     |
| Sadeen                                                                                           |                                                     | | j, o                                     |
| Sadeen 21                                                                                        |                                                     | | j                                        |
| Sadeen 95                                                                                        |                                                     | | j                                        |
| Sadeen 96                                                                                        |                                                     | | j                                        |
| Sadeen F1                                                                                        |                                                     | Züchter: Enza Zaden | j, k                                     |
| Sadet                                                                                            |                                                     | | j                                        |
| Sadig                                                                                            |                                                     | | j                                        |
| Sadiq                                                                                            |                                                     | | j                                        |
| Sadko                                                                                            |                                                     | Züchter: Motov Viktor Mihajlovich, Vlasova E'Leonora Alekseevna, Ostanina Olga Borisovna, Motova Margarita Viktorovna, Gus'Kova Lyudmila Alekseevna | c, d, j                                  |
| Sadko Red                                                                                        |                                                     | | d                                        |
| Saeta                                                                                            |                                                     | | j                                        |
| Saeuerling                                                                                       |                                                     | | g, h                                     |
| Saeulentomate Aus Polen                                                                          |                                                     | | c                                        |
| Safa                                                                                             |                                                     | Züchter: S.A.I.S. Societá Agricola Italiana Sementi | j                                        |
| Safaix                                                                                           |                                                     | | j                                        |
| Safari                                                                                           |                                                     | Züchter: Hebrew Uni/Hazera | c, d, f, j                               |
| Safeena                                                                                          |                                                     | Züchter: Hm Clause Sa (Fr) | j                                        |
| Safety                                                                                           |                                                     | Züchter: Kogi Katsukuni, Taniguchi Shigeru, Aoki Sawayuki, Kondo Koichi, Yoshida Tsutomu | j, o                                     |
| Safi                                                                                             |                                                     | Züchter: Tezier Sa (Fr) | j                                        |
| Safina                                                                                           |                                                     | Züchter: Zeraim Gedera Ltd (Il) | j                                        |
| Safir (oder: A 1012 Fi)                                                                          |                                                     | | j                                        |
| Safran                                                                                           |                                                     | | j                                        |
| Safwa                                                                                            |                                                     | | j                                        |
| Sagaro                                                                                           |                                                     | Züchter: Semillas Fito, S.A. | j, o                                     |
| Sagatan                                                                                          |                                                     | Züchter: Syngenta Crop Protection Ag | j, o                                     |
| Sagittarius                                                                                      |                                                     | | c, d                                     |
| Saglam                                                                                           |                                                     | | j                                        |
| Sagunto                                                                                          |                                                     | Züchter: Harris Moran Seed Company (Usa) (Us) | j                                        |
| Sahalin                                                                                          |                                                     | Züchter: Nastenko Nataliya Viktorovna, Kachajnik Vladimir Georgievich, Kandoba Aleksej Viktorovich | j                                        |
| Sahand                                                                                           |                                                     | | j                                        |
| Sahar Belyj                                                                                      |                                                     | Züchter: Lukiyanenko Anatolij Nikitovich, Dubinin Sergej Vladimirovich, Dubinina Irina Nikolaevna | j                                        |
| Sahar Korichnevyj                                                                                |                                                     | Züchter: Lukiyanenko Anatolij Nikitovich, Dubinin Sergej Vladimirovich, Dubinina Irina Nikolaevna | j                                        |
| Sahar Krasnyj                                                                                    |                                                     | Züchter: Lukiyanenko Anatolij Nikitovich, Dubinin Sergej Vladimirovich, Dubinina Irina Nikolaevna | j                                        |
| Sahar Malinovyj                                                                                  |                                                     | Züchter: Lukiyanenko Anatolij Nikitovich, Dubinin Sergej Vladimirovich, Dubinina Irina Nikolaevna | j                                        |
| Sahar Rozovyj                                                                                    |                                                     | Züchter: Lukiyanenko Anatolij Nikitovich, Dubinin Sergej Vladimirovich, Dubinina Irina Nikolaevna | j                                        |
| Sahara                                                                                           |                                                     | Züchter: Gavrish Sergej Fedorovich, Morev Viktor Vasilievich, Amcheslavskaya Elena Valentinovna, Volok Olga Anatolievna, Aleksandrov Mihail Aleksandrovich | j                                        |
| Saharnaya Nastasiya                                                                              |                                                     | Züchter: Gavrish Sergej Fedorovich, Morev Viktor Vasilievich, Amcheslavskaya Elena Valentinovna, Degovtsova Tatiyana Vladimirovna, Volok Olga Anatolievna, Artemieva Galina Mihajlovna, Redichkina Tatiyana Aleksandrovna                                                                                        | j                                        |
| Saharnyj Bizon (oder: Sakharnyi Bizon)                                                           |                                                     | Züchter: Nastenko Nataliya Viktorovna, Kachajnik Vladimir Georgievich, Gul'Kin Mihail Nikolaevich, Kuz'Mina Tatiyana Nikolaevna | d, j                                     |
| Saharnyj Pudovichok (oder: Sakharnyi Pudovichok)                                                 |                                                     | Züchter: Dederko Vladimir Nikolaevich, Postnikova Olga Valentinovna | d, e, j                                  |
| Saharnyj Velikan                                                                                 |                                                     | | j                                        |
| Saharok                                                                                          |                                                     | Züchter: Hovrin Aleksandr Nikolaevich, Tereshonkova Tatiyana Arkadievna, Klimenko Nikolaj Nikolaevich, Kostenko Aleksandr Nikolaevich | j                                        |
| Sahel                                                                                            |                                                     | Züchter: Syngenta Seeds B.V. | j, o                                     |
| Sahmat                                                                                           |                                                     | | j                                        |
| Sahra 5888                                                                                       |                                                     | | j                                        |
| Sahsuvar                                                                                         |                                                     | | j                                        |
| Sahver                                                                                           |                                                     | | j                                        |
| Saian                                                                                            |                                                     | Züchter: Isi Sementi Spa | j                                        |
| Saib                                                                                             |                                                     | Züchter: S.A.I.S. Societá Agricola Italiana Sementi | j                                        |
| Saidan                                                                                           |                                                     | | j                                        |
| Saint Jean D'Angely                                                                              |                                                     | | c                                        |
| Saint Pierre                                                                                     | Herkunft: Frankreich. Fruchtgewicht: 150 bis 300 g. | Züchter: Domaine Public (Fr) | c, f, g, h, j, k, l, m, o                |
| Sainte Lucie                                                                                     |                                                     | Züchter: Domaine Public (Fr) | c, d, f, j, k                            |
| Sajonia                                                                                          |                                                     | Züchter: Petoseed Co.Inc. | j, o                                     |
| Sajt                                                                                             |                                                     | Züchter: Alekseev Yurij Borisovich, Balabanyuk Sergej Vitalievich | j                                        |
| Sakalleo                                                                                         |                                                     | Züchter: Zeta Seeds S.L. | j                                        |
| Sakhar Korichnevyy                                                                               |                                                     | | c                                        |
| Sakhara                                                                                          |                                                     | | c, d                                     |
| Sakharnaya Sliva Malinovaya                                                                      |                                                     | | d                                        |
| Sakharnyi Zheltyi                                                                                |                                                     | | d                                        |
| Sakhiya                                                                                          |                                                     | Züchter: Rijk Zwaan Zaadteelt En Zaadhandel B.V. | j, o                                     |
| Sakikoma                                                                                         |                                                     | Züchter: Ishiuchi Denji, Fujino Masatake, Yanokuchi Yukio, Ishii Takanori, Uchiumi Toshiko, Ito Kimio | j, o                                     |
| Sakr                                                                                             |                                                     | | j                                        |
| Sakskij                                                                                          |                                                     | | g, h                                     |
| Saktom 011                                                                                       |                                                     | Züchter: Enomoto Shinya, Kuzuta Yasushi, Iwasaki Shunya | j, o                                     |
| Saktom 012                                                                                       |                                                     | Züchter: Sato Chihiro, Minemura Shinji | j, o                                     |
| Sakura                                                                                           |                                                     | Züchter: Enza Zaden Beheer B.V. (Nl) | j                                        |
| Sal Isidro                                                                                       |                                                     | Züchter: Uniseeds, Nl | j                                        |
| Saladar                                                                                          |                                                     | Züchter: Seminis Vegetable Seeds Inc. | j                                        |
| Salade Vert Lime                                                                                 |                                                     | Züchter: Domaine Public (Fr) | j                                        |
| Saladmaster                                                                                      |                                                     | | c, d                                     |
| Saladyn                                                                                          |                                                     | Züchter: Isi Sementi Spa | j                                        |
| Salahaddin                                                                                       |                                                     | Züchter: Gavrish Sergej Fedorovich, Morev Viktor Vasilievich, Amcheslavskaya Elena Valentinovna, Volok Olga Anatolievna, Al-Anati Rani | j                                        |
| Salamanca                                                                                        |                                                     | | j                                        |
| Salat                                                                                            |                                                     | Züchter: Hristo Atanasov Georgiev, Chavdar Hristov Georgiev | j                                        |
| Salatnaya Nahodka                                                                                |                                                     | Züchter: Ognev Valerij Vladimirovich, Hovrin Aleksandr Nikolaevich, Korchagin Vladimir Vasilievich, Tereshonkova Tatiyana Arkadievna | j                                        |
| Saldo                                                                                            |                                                     | | j                                        |
| Sale                                                                                             |                                                     | | j                                        |
| Salena                                                                                           |                                                     | Züchter: Zeraim Gedera Ltd (Il) | j                                        |
| Salentino                                                                                        |                                                     | | j                                        |
| Sali                                                                                             |                                                     | | j                                        |
| Salima                                                                                           |                                                     | | j                                        |
| Salin (oder: W 435)                                                                              |                                                     | Züchter: Western Seed España, S.A. | j                                        |
| Salin W 435                                                                                      |                                                     | | o                                        |
| Salinas                                                                                          |                                                     | Züchter: Capital Genetic Ebt, S.L. | j, o                                     |
| Salinas Ty                                                                                       |                                                     | Züchter: Eugen Seed S.R.L. | j                                        |
| Salinero                                                                                         |                                                     | | j                                        |
| Salinia                                                                                          |                                                     | | j                                        |
| Salix                                                                                            |                                                     | | j                                        |
| Saljut                                                                                           |                                                     | | c, d                                     |
| Salkito 9 T 8476                                                                                 |                                                     | | j                                        |
| Salky                                                                                            |                                                     | Züchter: Multi Tohum San. Tic. A.S. | j                                        |
| Salky 9 T 0599                                                                                   |                                                     | | j                                        |
| Sallisaw Café (oder: Salisaw Café)                                                               |                                                     | | c, d, e, k                               |
| Sally                                                                                            |                                                     | Züchter: Seminis Veget.Seeds Inc | j, o                                     |
| Sallynas Ty                                                                                      |                                                     | Züchter: Eugen Seed S.R.L. | j                                        |
| Salmor                                                                                           |                                                     | Züchter: Hazera Genetics | j, o                                     |
| Salobre                                                                                          |                                                     | | d                                        |
| Salome                                                                                           |                                                     | Züchter: Enza Zaden B.V. | j                                        |
| Salome 48                                                                                        |                                                     | Züchter: Glasshouse Crops Research | j, o                                     |
| Salomee                                                                                          |                                                     | Züchter: Enza Zaden B.V. | j, o                                     |
| Salomone                                                                                         |                                                     | Züchter: S.A.I.S. - Societa' Agricola Italiana Sementi (It) | j                                        |
| Salper                                                                                           |                                                     | Züchter: Bhn Seed/Research | j, o                                     |
| Salsa                                                                                            |                                                     | Züchter: Vilmorin Sa (Fr) | c, d, j, o                               |
| Salsa F1                                                                                         |                                                     | Züchter: Bhn Seed/Research | d, j                                     |
| Salsabil                                                                                         |                                                     | Züchter: Syngenta Crop Protection Ag | j, o                                     |
| Salsero                                                                                          |                                                     | | j                                        |
| Salsino                                                                                          |                                                     | | j, o                                     |
| Salt Spring Sunrise                                                                              |                                                     | | c, d                                     |
| Saltan                                                                                           |                                                     | | j, o                                     |
| Salto                                                                                            |                                                     | Züchter: Inia/Ivia | j, o                                     |
| Salto 16                                                                                         |                                                     | Züchter: Inia/Ivia | j                                        |
| Salto 17                                                                                         |                                                     | Züchter: Inia/Ivia | j                                        |
| Salus                                                                                            |                                                     | Züchter: Colombo Maurizio, Valanzuolo Stefano | c, d, e, g, h, j                         |
| Saluto                                                                                           |                                                     | | j                                        |
| Salvador                                                                                         |                                                     | Züchter: Novartis Seeds B.V. | j                                        |
| Salvadro                                                                                         |                                                     | | j                                        |
| Salvatore                                                                                        |                                                     | Züchter: Novartis Seeds B.V. | j, o                                     |
| Salvo                                                                                            |                                                     | | j                                        |
| Salvus                                                                                           |                                                     | Züchter: Semo A.S. (Cz) | j                                        |
| Salymia                                                                                          |                                                     | | j                                        |
| Salyut                                                                                           |                                                     | | j                                        |
| Sam Remo                                                                                         |                                                     | | j                                        |
| Samanta                                                                                          |                                                     | Züchter: Nastenko Nataliya Viktorovna, Kachajnik Vladimir Georgievich, Gul'Kin Mihail Nikolaevich | j                                        |
| Samantha                                                                                         |                                                     | | j, o                                     |
| Samar                                                                                            |                                                     | | j                                        |
| Samara                                                                                           |                                                     | Züchter: Gavrish Sergej Fedorovich, Morev Viktor Vasilievich, Amcheslavskaya Elena Valentinovna, Gor'Kovets Sergej Alekseevich, Korolev Vitalij Viktorovich | j                                        |
| Samarcanda                                                                                       |                                                     | Züchter: Zeta Seeds S.L. | j                                        |
| Samarinia                                                                                        |                                                     | | j                                        |
| Samba                                                                                            |                                                     | Züchter: Gavrish Sergej Fedorovich, Morev Viktor Vasilievich, Amcheslavskaya Elena Valentinovna, Volok Olga Anatolievna, Aleksandrov Mihail Aleksandrovich | j                                        |
| Sambek                                                                                           |                                                     | Züchter: Semenova Anna Nikolaevna | j                                        |
| Sambre                                                                                           |                                                     | | j                                        |
| Samia                                                                                            |                                                     | | j                                        |
| Samira                                                                                           |                                                     | Züchter: Graines Gautier Sa (Fr) | j                                        |
| Sammit                                                                                           |                                                     | Züchter: Hihluha Elena Aleksandrovna, Kornilov Aleksandr Stepanovich, Zazherilo Kseniya Olegovna, Yugaj Viktoriya Magilanovna, Zubakov Sergej Alekseevich | j                                        |
| Samoa                                                                                            |                                                     | Züchter: Clause Semences Sa (Fr) | j                                        |
| Samohval                                                                                         |                                                     | Züchter: Dederko Vladimir Nikolaevich, Postnikova Olga Valentinovna | j                                        |
| Samorodok                                                                                        |                                                     | Züchter: Kotel'Nikova Marina Aleksandrovna, Antipova Nadezhda Petrovna | j                                        |
| Samos                                                                                            |                                                     | Züchter: Western Seed Espana S.A. | j                                        |
| Samotsvet                                                                                        |                                                     | Züchter: Lukiyanenko Anatolij Nikitovich, Dubinin Sergej Vladimirovich, Dubinina Irina Nikolaevna | j                                        |
| Samotsvet Izumrudnyj                                                                             |                                                     | Züchter: Lukiyanenko Anatolij Nikitovich, Dubinin Sergej Vladimirovich, Dubinina Irina Nikolaevna | j                                        |
| Samotsvet Luchistyj                                                                              |                                                     | Züchter: Lukiyanenko Anatolij Nikitovich, Dubinin Sergej Vladimirovich, Dubinina Irina Nikolaevna | j                                        |
| Samotsvet Nefritovyj                                                                             |                                                     | Züchter: Lukiyanenko Anatolij Nikitovich, Dubinin Sergej Vladimirovich, Dubinina Irina Nikolaevna | j                                        |
| Samotsvet Zolotoj                                                                                |                                                     | Züchter: Lukiyanenko Anatolij Nikitovich, Dubinin Sergej Vladimirovich, Dubinina Irina Nikolaevna | j                                        |
| Sampei                                                                                           |                                                     | Züchter: S.A.I.S. Societá Agricola Italiana Sementi | j                                        |
| Šampion                                                                                          |                                                     | Züchter: Institute Of Vegetable Crops(Rs) | j                                        |
| Samson                                                                                           |                                                     | Züchter: Kononov Aleksandr Nikolaevich, Krasnikov Leonid Georgievich | c, d, j                                  |
| Samsun                                                                                           |                                                     | | j                                        |
| Samuel                                                                                           |                                                     | | j, o                                     |
| Samuela                                                                                          |                                                     | | j                                        |
| Samuele                                                                                          |                                                     | | j                                        |
| Samuelle                                                                                         |                                                     | | j                                        |
| Samurabe Pomidori                                                                                |                                                     | | g, h                                     |
| Samuraj                                                                                          |                                                     | Züchter: Gavrish Sergej Fedorovich, Morev Viktor Vasilievich, Amcheslavskaya Elena Valentinovna, Volok Olga Anatolievna | c, j                                     |
| San Carlo                                                                                        |                                                     | Züchter: Petoseed Co Inc (Us) | j                                        |
| San Carlo Vf Ps                                                                                  |                                                     | Züchter: Petoseed Co.Inc. | j, o                                     |
| San Carlos Inta                                                                                  |                                                     | Züchter: Est.Exp.Agrop. La Consulta Inta | j                                        |
| San Cayetano Fca                                                                                 |                                                     | | j                                        |
| San Francisco                                                                                    |                                                     | Züchter: Ramiro Arnedo, S.A. | j, o                                     |
| San Francisco Fog                                                                                |                                                     | | c, d, f, k                               |
| San Isidro Fca                                                                                   |                                                     | | j                                        |
| San José Canner                                                                                  |                                                     | | c, g, h                                  |
| San Lorenzo                                                                                      |                                                     | | j                                        |
| San Marcano Laico                                                                                |                                                     | | c                                        |
| San Marsana                                                                                      |                                                     | | c                                        |
| San Marzanella                                                                                   |                                                     | | j                                        |
| San Marzano                                                                                      |                                                     | Züchter: Farao Di Renato Faraone Mennella | j, m, n, o                               |
| San Marzano 113                                                                                  |                                                     | | c                                        |
| San Marzano 2                                                                                    |                                                     | Züchter: Ministero Delle Politiche Agricole E Forestali - Direzione Generale Delle Politiche Agricole Ed Agroindustriali Nazionali | d, j, o                                  |
| San Marzano 3                                                                                    |                                                     | Züchter: Ministero Delle Politiche Agricole E Forestali - Direzione Generale Delle Politiche Agricole Ed Agroindustriali Nazionali | c, d, j                                  |
| San Marzano 4                                                                                    |                                                     | | j                                        |
| San Marzano Baldoni                                                                              |                                                     | | c, g, h                                  |
| San Marzano Bush                                                                                 |                                                     | | d                                        |
| San Marzano Gelb                                                                                 |                                                     | | c                                        |
| San Marzano Gigante                                                                              |                                                     | | c, d, j                                  |
| San Marzano Gigante 2                                                                            |                                                     | Züchter: Ministero Delle Politiche Agricole E Forestali - Direzione Generale Delle Politiche Agricole Ed Agroindustriali Nazionali | j                                        |
| San Marzano Gigante 3                                                                            |                                                     | Züchter: Ministero Delle Politiche Agricole E Forestali - Direzione Generale Delle Politiche Agricole Ed Agroindustriali Nazionali | d, j                                     |
| San Marzano La Padino                                                                            |                                                     | | d                                        |
| San Marzano Lampadina                                                                            |                                                     | Züchter: Franchi Sementi (It) | c, d, e, g, h, j                         |
| San Marzano Lampadina 2                                                                          |                                                     | Züchter: Ministero Delle Politiche Agricole E Forestali - Direzione Generale Delle Politiche Agricole Ed Agroindustriali Nazionali | j                                        |
| San Marzano Lampadina 3                                                                          |                                                     | Züchter: Ministero Delle Politiche Agricole E Forestali - Direzione Generale Delle Politiche Agricole Ed Agroindustriali Nazionali | j                                        |
| San Marzano Large Fruit                                                                          |                                                     | | j                                        |
| San Marzano Large Fruit 2                                                                        |                                                     | Züchter: Ministero Delle Politiche Agricole E Forestali - Direzione Generale Delle Politiche Agricole Ed Agroindustriali Nazionali | j                                        |
| San Marzano Large Fruit 3                                                                        |                                                     | Züchter: Ministero Delle Politiche Agricole E Forestali - Direzione Generale Delle Politiche Agricole Ed Agroindustriali Nazionali | j                                        |
| San Marzano Lungo                                                                                |                                                     | | c, d, j                                  |
| San Marzano Lungo 2                                                                              |                                                     | Züchter: Ministero Delle Politiche Agricole E Forestali - Direzione Generale Delle Politiche Agricole Ed Agroindustriali Nazionali | d, j                                     |
| San Marzano Lungo 3                                                                              |                                                     | Züchter: Ministero Delle Politiche Agricole E Forestali - Direzione Generale Delle Politiche Agricole Ed Agroindustriali Nazionali | j                                        |
| San Marzano Lungo F1                                                                             |                                                     | | f                                        |
| San Marzano Mini (oder: Mini Marzano. Minimarzano. Mini San Marzano)                             |                                                     | | c, d, f, j                               |
| San Marzano Mix                                                                                  |                                                     | | n                                        |
| San Marzano Nano                                                                                 |                                                     | | c, d, j                                  |
| San Marzano P 4                                                                                  |                                                     | | j                                        |
| San Marzano Pink                                                                                 |                                                     | | c, d                                     |
| San Marzano Plum                                                                                 |                                                     | Reifezeit: 80 Tage. | i (31. August 2016)                      |
| San Marzano Redorta                                                                              |                                                     | | c, d, f, k                               |
| San Marzano Redorta Select                                                                       |                                                     | | d                                        |
| San Marzano Scatalone                                                                            |                                                     | | c                                        |
| San Marzano Selezione Degli Ortolani                                                             |                                                     | | j                                        |
| San Marzano Selezione Degli Ortolani 2                                                           |                                                     | Züchter: Ministero Delle Politiche Agricole E Forestali - Direzione Generale Delle Politiche Agricole Ed Agroindustriali Nazionali | j                                        |
| San Marzano Selezione Degli Ortolani 3                                                           |                                                     | Züchter: Ministero Delle Politiche Agricole E Forestali - Direzione Generale Delle Politiche Agricole Ed Agroindustriali Nazionali | j                                        |
| San Marzano Vesuvio                                                                              |                                                     | Züchter: Franchi Sementi (It) | c, j                                     |
| San Marzano Vesuvio 2                                                                            |                                                     | Züchter: Ministero Delle Politiche Agricole E Forestali - Direzione Generale Delle Politiche Agricole Ed Agroindustriali Nazionali | j                                        |
| San Marzano Vesuvio 3                                                                            |                                                     | Züchter: Ministero Delle Politiche Agricole E Forestali - Direzione Generale Delle Politiche Agricole Ed Agroindustriali Nazionali | j                                        |
| San Miguel                                                                                       |                                                     | | c                                        |
| San Pablo                                                                                        |                                                     | | d, j                                     |
| San Pedro                                                                                        |                                                     | | c, d, f, j                               |
| San Pedro Giant                                                                                  |                                                     | | d                                        |
| San Petro                                                                                        |                                                     | | m                                        |
| San Remi                                                                                         |                                                     | | j                                        |
| San Remo                                                                                         |                                                     | Züchter: Seminis Vegetable Seed Ib | j, o                                     |
| San Roque                                                                                        |                                                     | Züchter: Pioneer Hi-Bred International Inc | j, o                                     |
| San Sanych                                                                                       |                                                     | Züchter: Tarasov Yurij Dmitrievich | j                                        |
| San-Marzano-Tomate (oder: San Marzano. Pomodoro San Marzano Dell'Agro Sarnese Nocerino DOP)      |                                                     | Züchter: Franchi Sementi (It) | c, d, g, h, j, k                         |
| Sana                                                                                             |                                                     | Züchter: Gavrish Sergej Fedorovich, Morev Viktor Vasilievich, Amcheslavskaya Elena Valentinovna, Volok Olga Anatolievna | j                                        |
| Sanary                                                                                           |                                                     | Züchter: Graines Gautier Sa (Fr) | j                                        |
| Sanbano                                                                                          |                                                     | Züchter: Syngenta Participations Ag | j                                        |
| Sancho Pansa                                                                                     |                                                     | Züchter: Dubinin Sergej Vladimirovich, Kirillov Mihail Ivanovich, Dubinina Irina Nikolaevna | j                                        |
| Sandalo W 620                                                                                    |                                                     | Züchter: Western Seed Company | j, o                                     |
| Sandburg                                                                                         |                                                     | | c                                        |
| Sander                                                                                           |                                                     | | j                                        |
| Sandin                                                                                           |                                                     | Züchter: Golden Valley Seed | j                                        |
| Sandokan                                                                                         |                                                     | | j, o                                     |
| Sandoline                                                                                        |                                                     | Züchter: Syngenta Crop Protection Ag | j, o                                     |
| Sandoparu                                                                                        |                                                     | Züchter: Oyabu Tetsuya, Okawa Hiroshi, Kato Masashi, Fukuta Shiro, Yabe Kazunori, Yamashita Fumiaki, Sakakibara Masahiro, Asano Yoshiyuki | j, o                                     |
| Sandor                                                                                           |                                                     | | j                                        |
| Sandpoint                                                                                        |                                                     | | c, d, g, h                               |
| Sandrin                                                                                          |                                                     | Züchter: Nirit Seeds Ltd (Il) | j                                        |
| Sandrita                                                                                         |                                                     | | j                                        |
| Sandro                                                                                           |                                                     | Züchter: Petoseed Co.Inc. | j, o                                     |
| Sandstone                                                                                        |                                                     | | j, o                                     |
| Sandul Moldovan                                                                                  |                                                     | | c, d, e, g, h, k                         |
| Sandy                                                                                            |                                                     | Züchter: Vilmorin Sa (Fr) | j, o                                     |
| Sandy’s Chocolate Cherry                                                                         |                                                     | | c, d                                     |
| Saneh                                                                                            |                                                     | Züchter: Rijk Zwaan Zaadteelt En Zaadhandel B.V. | j, o                                     |
| Sang Du Quebec                                                                                   |                                                     | | c, d                                     |
| Sanga                                                                                            |                                                     | | j                                        |
| Sangria                                                                                          |                                                     | Züchter: Tezier Sa (Fr) | j                                        |
| Sangro                                                                                           |                                                     | | j                                        |
| Sanguinaro 69                                                                                    |                                                     | | j                                        |
| Sanibell (oder: Sanibel)                                                                         |                                                     | | j                                        |
| Sanka                                                                                            |                                                     | Züchter: Ooo Mais Selektsiia, 43124, Pmr, Slobodzejskij Raion, P. Slobodzeia, Ul.Lenina, D.103, Moldova. Panchev Yurij Ivanovich, Karbinskaya Elizaveta Naumovna | c, d, j, o                               |
| Sankt Ignatius                                                                                   |                                                     | | c                                        |
| Sankt Ignazius                                                                                   |                                                     | | c                                        |
| Sanmino                                                                                          |                                                     | Züchter: Syngenta Seeds B.V. | j                                        |
| Sannio                                                                                           |                                                     | | j, o                                     |
| Sano                                                                                             |                                                     | Züchter: Western Seed Company | j, o                                     |
| Sanoras                                                                                          |                                                     | | j                                        |
| Sanpo First                                                                                      |                                                     | Züchter: Ito Katsumi, Suzuki Tomohiro, Sugawara Shinji, Yamashita Fumiaki, Takase Naoaki, Sakurai Yozo | j, o                                     |
| Sanpol                                                                                           |                                                     | Züchter: Semillas Fito, S.A. | j, o                                     |
| Sans                                                                                             |                                                     | | j                                        |
| Sans Pareille                                                                                    |                                                     | | g, h                                     |
| Sansibar                                                                                         |                                                     | Züchter: Hild Samen GmbH | j                                        |
| Sanson                                                                                           |                                                     | Züchter: Hazera Genetics | j                                        |
| Sansone                                                                                          |                                                     | | j                                        |
| Sant Jeroni                                                                                      |                                                     | Züchter: F.Casañas, J.Casals, L.Bosch | j                                        |
| Santa                                                                                            |                                                     | | c, d, e, g, h, j                         |
| Santa Ana                                                                                        |                                                     | | c, e, f                                  |
| Santa Ana Beuteltomate                                                                           |                                                     | | d, g, h                                  |
| Santa Anna                                                                                       |                                                     | Züchter: Top Seeds | j                                        |
| Santa Chiara                                                                                     |                                                     | Züchter: Cirio Ricerche S.C.P.A. | j                                        |
| Santa Clara                                                                                      |                                                     | | j                                        |
| Santa Clara Canner                                                                               |                                                     | | c, d, e, g, h, k                         |
| Santa Cruz                                                                                       |                                                     | | g, h                                     |
| Santa Cruz Cada                                                                                  |                                                     | | d                                        |
| Santa Cruz Cado Gigante                                                                          |                                                     | | e                                        |
| Santa Cruz Kada                                                                                  |                                                     | | j                                        |
| Santa Cruz Kada Gigante                                                                          |                                                     | | c                                        |
| Santa Elena                                                                                      |                                                     | | j                                        |
| Santa Fe                                                                                         |                                                     | | j                                        |
| Santa Julia                                                                                      |                                                     | | j                                        |
| Santa Juliana                                                                                    |                                                     | | j                                        |
| Santa Klaus                                                                                      |                                                     | Züchter: Dederko Vladimir Nikolaevich, Postnikova Olga Valentinovna | j                                        |
| Santa Lina                                                                                       |                                                     | | j                                        |
| Santa Lucia                                                                                      |                                                     | Züchter: Petoseed Co.Inc. | j                                        |
| Santa Maria                                                                                      |                                                     | Züchter: Grati, Maria, Md, Uralet, Ludmila, Md, Andriusenco, Vladimir, Md, Chislean, Natalia, Md, Niutin, Yurie, Ru, Grati, Vasile, Md | c, d, j, o                               |
| Santa Monica                                                                                     |                                                     | Züchter: Petoseed Co.Inc. | j                                        |
| Santa Paula                                                                                      |                                                     | | j                                        |
| Santa Sweets                                                                                     |                                                     | | d                                        |
| Santa Victoria                                                                                   |                                                     | Züchter: Sakata Seed Corporation (Jp) | j                                        |
| Santana                                                                                          |                                                     | | j                                        |
| Santanyi                                                                                         |                                                     | Züchter: Hort Seed Mediterrani, S.L | j, o                                     |
| Santarom                                                                                         |                                                     | | c                                        |
| Santasian                                                                                        |                                                     | | j, o                                     |
| Santawest                                                                                        |                                                     | | j                                        |
| Sante                                                                                            |                                                     | | c                                        |
| Santella                                                                                         |                                                     | | j, o                                     |
| Santeramo                                                                                        |                                                     | | j                                        |
| Santiago                                                                                         |                                                     | Züchter: Rogers N.K. Seed Co | d, f, j, o                               |
| Santiago F1                                                                                      |                                                     | | j, o                                     |
| Santiam                                                                                          |                                                     | | b, c, d, e, g, h                         |
| Santiyago                                                                                        |                                                     | Züchter: Gavrish Sergej Fedorovich, Morev Viktor Vasilievich, Amcheslavskaya Elena Valentinovna, Volok Olga Anatolievna | j                                        |
| Santonio                                                                                         |                                                     | Züchter: Gautier Semences Sas (Fr) | j, o                                     |
| Santorange                                                                                       |                                                     | | c, j, o                                  |
| Santorange F1                                                                                    |                                                     | | f                                        |
| Santorini                                                                                        |                                                     | | c, d                                     |
| Santorini Paste                                                                                  |                                                     | | c                                        |
| Santorino                                                                                        |                                                     | | j, o                                     |
| Santos                                                                                           |                                                     | | j                                        |
| Santuzzo                                                                                         |                                                     | | j                                        |
| Santyplum                                                                                        |                                                     | Züchter: Enza Zaden Beheer B.V. | j                                        |
| Sanvira                                                                                          |                                                     | Züchter: Vilmorin Sa (Fr) | j                                        |
| Sanya                                                                                            |                                                     | Züchter: Monahos Grigorij Fedorovich, Din' Suan Tu | j                                        |
| Sanyushka                                                                                        |                                                     | Züchter: Panchev Yurij Ivanovich, Panchev Yurij Yurievich, Tarasov Yurij Dmitrievich | j                                        |
| Sanzana                                                                                          |                                                     | Züchter: Vilmorin Sa (Fr) | j                                        |
| Saphir                                                                                           |                                                     | Züchter: Agri-Saaten GmbH | j, o                                     |
| Saphiro                                                                                          |                                                     | Züchter: De Ruiter Zonen (Nl) | j                                        |
| Sapho                                                                                            |                                                     | Züchter: Graines Gautier Sa (Fr) | j                                        |
| Saphyro                                                                                          |                                                     | Züchter: De Ruiter Zonen (Nl) | j                                        |
| Sapore                                                                                           |                                                     | Züchter: Watanabe Naoki, Osaki Shinsuke, Hagimori Manabu | j, o                                     |
| Sapore Antico                                                                                    |                                                     | Züchter: Campanelli Gabriele, Ferrari Valentino, Marinucci Rocco | j                                        |
| Saporito                                                                                         |                                                     | | j                                        |
| Saporo                                                                                           |                                                     | | j                                        |
| Sapporo                                                                                          |                                                     | Züchter: Gavrish Sergej Fedorovich, Amcheslavskaya Elena Valentinovna, Kapustina Raisa Nikolaevna, Gladkov Dmitrij Sergeevich, Nesterovich Arkadij Nikolaevich, Volkov Aleksandr Aleksandrovich, Semenova Anna Nikolaevna, Artemieva Galina Mihajlovna, Filimonova Yuliya Alekseevna                             | j                                        |
| Sapsan                                                                                           |                                                     | Züchter: Uo Belorusskaia Gosudarstvennaia Selskokhoziajstvennaia Akademiia, 213410, Mogilevskaia Obl., G.Gorki, Ul.Michurina, 5, Belarus; Institut Genetiki I Tsitologii Nan Belarusi, 220072, G.Minsk, Ul.Akademicheskaia, 27, Belarus                                                                          | j, o                                     |
| Sapucay                                                                                          |                                                     | | j                                        |
| Sara                                                                                             |                                                     | Züchter: Geosem Select Ltd. | j                                        |
| Sara Black                                                                                       |                                                     | | c, d                                     |
| Sara F1                                                                                          |                                                     | Züchter: Tezier | j                                        |
| Sara Goldstar                                                                                    |                                                     | | c, d                                     |
| Sara Goldstar Cherry                                                                             |                                                     | | e, g, h                                  |
| Sara Purple                                                                                      |                                                     | | c, d                                     |
| Sara Red                                                                                         |                                                     | | d                                        |
| Sara’s Galapagos                                                                                 |                                                     | | c, d, e, g, h                            |
| Sara’s Galapagos Large                                                                           |                                                     | | d                                        |
| Sarabella                                                                                        |                                                     | | j                                        |
| Sarabello                                                                                        |                                                     | | j                                        |
| Saraceno                                                                                         |                                                     | Züchter: Sativa Seeds & Services S.R.L. | j                                        |
| Saraen                                                                                           |                                                     | Züchter: Yissum Research Dev Of The Hebrew University Of Jerusalem (Il) | j                                        |
| Saraev Bezrassadnyi                                                                              |                                                     | | c, d                                     |
| Saraev Druzhnyi                                                                                  |                                                     | | c, d                                     |
| Saraev Gruntovye                                                                                 |                                                     | | c, d                                     |
| Saraev I-2                                                                                       |                                                     | | c, d                                     |
| Saraev M-22                                                                                      |                                                     | | c, d                                     |
| Saraev Orenburzhets                                                                              |                                                     | | c, d                                     |
| Saraev Otbor                                                                                     |                                                     | | c, d                                     |
| Saraev Otbor 1                                                                                   |                                                     | | d                                        |
| Saraev Rozovyi Novyi                                                                             |                                                     | | d                                        |
| Saraev Shtambovyi                                                                                |                                                     | | c, d                                     |
| Saraev Stoikiy                                                                                   |                                                     | | c, d                                     |
| Saraev Svetloplodnye                                                                             |                                                     | | c, d                                     |
| Sarafin                                                                                          |                                                     | | j                                        |
| Sarah                                                                                            |                                                     | | j, o                                     |
| Sarajevski Jabucar                                                                               |                                                     | Züchter: Federalni Zavod Za Poljoprivredu, Bih | j                                        |
| Sarajewo                                                                                         |                                                     | | n                                        |
| Sarandipity                                                                                      |                                                     | | c, d, e                                  |
| Saratovskiy (oder: Saratowskij)                                                                  |                                                     | | c, d                                     |
| Sardina                                                                                          |                                                     | | j                                        |
| Sardische Fleischtomate                                                                          |                                                     | | f                                        |
| Sardo Di Alghero                                                                                 |                                                     | | j                                        |
| Sardos                                                                                           |                                                     | | j                                        |
| Sarena                                                                                           |                                                     | | j                                        |
| Sárga Trophy                                                                                     |                                                     | | g, h                                     |
| Sargas                                                                                           |                                                     | | j                                        |
| Sargon                                                                                           |                                                     | Züchter: agro-TIP Handels- und Consultingges. mbH | j                                        |
| Sarita                                                                                           |                                                     | Züchter: Geosem Select Ltd. | j, o                                     |
| Šárka                                                                                            |                                                     | | j                                        |
| Sarky                                                                                            |                                                     | | j                                        |
| Sarmat                                                                                           |                                                     | Züchter: Gavrish Sergej Fedorovich, Morev Viktor Vasilievich, Amcheslavskaya Elena Valentinovna, Volok Olga Anatolievna, Nesterovich Arkadij Nikolaevich | j                                        |
| Sarnese                                                                                          |                                                     | Züchter: Cirio, Bertolli, De Rica - C/O Nuovo Crai | j                                        |
| Sarnia                                                                                           |                                                     | Züchter: Graines Gautier Sa (Fr) | j                                        |
| Sarniacross                                                                                      |                                                     | | j, o                                     |
| Sarnowski Polish Plum                                                                            |                                                     | | c, d, e, g, h                            |
| Sarom                                                                                            |                                                     | Züchter: S.A.I.S. Societá Agricola Italiana Sementi | j                                        |
| Sarras                                                                                           |                                                     | | j                                        |
| Sartylia                                                                                         |                                                     | Züchter: Gautier Semences Sas (Fr) | j                                        |
| Saryta                                                                                           |                                                     | | j                                        |
| Sasa                                                                                             |                                                     | | c, e, o                                  |
| Saša                                                                                             |                                                     | | j                                        |
| Sasalate Chinebuli                                                                               |                                                     | Züchter: Nato Kakabadze (Ge); Aleqsandre Saralidze (Ge); Zurab Xonelidze (Ge) | j, o                                     |
| Sasha                                                                                            |                                                     | Züchter: Yuksel Seeds Ltd. | j                                        |
| Sasha Altai                                                                                      |                                                     | | c, k                                     |
| Sasha’s Altai                                                                                    |                                                     | | d, g, h                                  |
| Sasha’s Altai Pride                                                                              |                                                     | | e                                        |
| Sasha’s Pride                                                                                    |                                                     | | d                                        |
| Sashen'Ka                                                                                        |                                                     | Züchter: Lukiyanenko Anatolij Nikitovich, Dubinin Sergej Vladimirovich, Dubinina Irina Nikolaevna | j                                        |
| Saskia                                                                                           |                                                     | Züchter: Seminis Veget.Seeds Inc | j, o                                     |
| Sassari                                                                                          |                                                     | Züchter: Rijk Zwaan Zaadteelt En Zaadhandel B.V. | j                                        |
| Satanas                                                                                          |                                                     | | j                                        |
| Satara                                                                                           |                                                     | | j                                        |
| Satilovskij 35                                                                                   |                                                     | | g, h                                     |
| Satin                                                                                            |                                                     | Züchter: Nunza Bv | j, o                                     |
| Saturn                                                                                           |                                                     | Züchter: Produkcja I Hodowla Roslin Ogrodniczych Krzeszowice Sp. Z O.O. | g, h, j                                  |
| Saturno                                                                                          |                                                     | | j                                        |
| Saturnus                                                                                         |                                                     | | j                                        |
| Satyna                                                                                           |                                                     | Züchter: Gautier Semences Sas (Fr) | j                                        |
| Satyvo                                                                                           |                                                     | Züchter: Sakata Seed America Inc (Us) | j                                        |
| Saucey                                                                                           |                                                     | | c, d                                     |
| Saucy                                                                                            |                                                     | | d                                        |
| Säuerling                                                                                        |                                                     | | e                                        |
| Saul                                                                                             |                                                     | | j                                        |
| Säulentomate Aus Polen                                                                           |                                                     | | f                                        |
| Sausage                                                                                          |                                                     | | c, d                                     |
| Savan Bali                                                                                       |                                                     | | c                                        |
| Savana                                                                                           |                                                     | Züchter: Mario Faraone Mennella | j, o                                     |
| Savant                                                                                           |                                                     | Züchter: S.A.I.S. Societá Agricola Italiana Sementi | j                                        |
| Savantas                                                                                         |                                                     | | j                                        |
| Savaro                                                                                           |                                                     | | c, d                                     |
| Savarona                                                                                         |                                                     | | j                                        |
| Saveol Ananas                                                                                    |                                                     | |                                          |
| Saveol Gelb                                                                                      |                                                     | | c                                        |
| Savignac                                                                                         |                                                     | | c                                        |
| Savine                                                                                           |                                                     | Züchter: Seedcross Inc. | j                                        |
| Savio                                                                                            |                                                     | | j                                        |
| Savor                                                                                            |                                                     | Züchter: Clause Semences Sa (Fr) | j                                        |
| Savor F1                                                                                         |                                                     | | c                                        |
| Savormade                                                                                        |                                                     | | j                                        |
| Savormande                                                                                       |                                                     | | j                                        |
| Savorty                                                                                          |                                                     | Züchter: Tomatech R&D Israel L.T.D. | j, o                                     |
| Savory                                                                                           |                                                     | Züchter: Tomatech R&D Israel L.T.D. | j                                        |
| Savour                                                                                           |                                                     | Züchter: Zeta Seeds, S.L. | j                                        |
| Sawan Bali 1                                                                                     |                                                     | | n                                        |
| Saxo                                                                                             |                                                     | | j                                        |
| Saxon                                                                                            |                                                     | | j                                        |
| Sayonara                                                                                         |                                                     | | j                                        |
| Sb 0022                                                                                          |                                                     | Züchter: Blumen Group S.P.A | j                                        |
| Sb 0024                                                                                          |                                                     | Züchter: Blumen Group S.P.A | j                                        |
| Sc 101                                                                                           |                                                     | | j                                        |
| Sc 301                                                                                           |                                                     | | j                                        |
| Sc 9 011                                                                                         |                                                     | Züchter: Kumagai Masahiro, Enomoto Shinya | j, o                                     |
| Scabitha                                                                                         |                                                     | | c, d, e, f, n                            |
| Scaldis                                                                                          |                                                     | | j                                        |
| Scandica                                                                                         |                                                     | | j                                        |
| Scarab                                                                                           |                                                     | | c, d                                     |
| Scarabeo                                                                                         |                                                     | | j                                        |
| Scarlatto                                                                                        |                                                     | Züchter: S.A.I.S. Societá Agricola Italiana Sementi | j                                        |
| Scarlet                                                                                          |                                                     | Züchter: Pioneer Hi-Bred Italia Servizi Agronomici Srl | g, h, j                                  |
| Scarlet Beauty                                                                                   |                                                     | |                                          |
| Scarlet Beef                                                                                     |                                                     | | c                                        |
| Scarlet Beefsteak                                                                                |                                                     | | d                                        |
| Scarlet Champion                                                                                 |                                                     | | d                                        |
| Scarlet Dawn                                                                                     |                                                     | | g, h                                     |
| Scarlet Du Canada                                                                                |                                                     | | g, h                                     |
| Scarlet Fizz                                                                                     |                                                     | | c, d                                     |
| Scarlet Gem                                                                                      |                                                     | | d                                        |
| Scarlet Heirloom                                                                                 |                                                     | | c, d                                     |
| Scarlet O’Hara                                                                                   |                                                     | | o, j                                     |
| Scarlet Red                                                                                      |                                                     | | j                                        |
| Scarlet Topper                                                                                   |                                                     | | g, h                                     |
| Scarpariello                                                                                     |                                                     | Züchter: Peotec Seeds Srl | j                                        |
| Scatolone                                                                                        |                                                     | | c, e, j                                  |
| Scatolone 2                                                                                      |                                                     | Züchter: Ministero Delle Politiche Agricole E Forestali - Direzione Generale Delle Politiche Agricole Ed Agroindustriali Nazionali | d, j                                     |
| Scatolone 3                                                                                      |                                                     | Züchter: Ministero Delle Politiche Agricole E Forestali - Direzione Generale Delle Politiche Agricole Ed Agroindustriali Nazionali | j                                        |
| Scatto                                                                                           |                                                     | | j                                        |
| Scenario                                                                                         |                                                     | | j                                        |
| Scenic                                                                                           |                                                     | Züchter: Isi Sementi Spa | j                                        |
| Sceriffo                                                                                         |                                                     | | j                                        |
| Schappis Küsnachter Alpenglühn                                                                   |                                                     | | d                                        |
| Schappis Küsnachter Glühen                                                                       |                                                     | | c                                        |
| Scharlachroter Kürbis                                                                            |                                                     | | c                                        |
| Schastie                                                                                         |                                                     | Züchter: Lukiyanenko Anatolij Nikitovich, Dubinin Sergej Vladimirovich, Dubinina Irina Nikolaevna | j                                        |
| Schastie Russkoe                                                                                 |                                                     | Züchter: Lukiyanenko Anatolij Nikitovich, Dubinin Sergej Vladimirovich, Dubinina Irina Nikolaevna | j                                        |
| Schatz 341                                                                                       |                                                     | | c                                        |
| Schelicauski                                                                                     |                                                     | | d                                        |
| Schelisaucki                                                                                     |                                                     | | c                                        |
| Schelkovskij Ranij                                                                               |                                                     | | c                                        |
| Schelkovsky Early                                                                                |                                                     | | d                                        |
| Schellenberg’s Favorite                                                                          |                                                     | | c, d, e, g, h                            |
| Schiavone Italian Paste                                                                          |                                                     | | c, d                                     |
| Schiffchen                                                                                       |                                                     | | c                                        |
| Schilling Giant                                                                                  |                                                     | | d                                        |
| Schimmeig Creg                                                                                   |                                                     | | c, d, g, h                               |
| Schimmeig Greg                                                                                   |                                                     | | m                                        |
| Schimmeig Stoo                                                                                   |                                                     | | d                                        |
| Schimmeig Stoo Striped Hollow                                                                    |                                                     | | g, h                                     |
| Schimmeig Striped Hollow                                                                         |                                                     | | c, g, h                                  |
| Schlatt                                                                                          |                                                     | | c                                        |
| Schlesische Himbeere                                                                             |                                                     | | b, c, d, e, f, n                         |
| Schlomins Illusion                                                                               |                                                     | | c, e                                     |
| Schmalzefein                                                                                     |                                                     | | n                                        |
| Schmatzefein                                                                                     |                                                     | | c, d, e, f, g, h                         |
| Schmidt Orla                                                                                     |                                                     | | c, d, n                                  |
| Schneebeere                                                                                      |                                                     | | n                                        |
| Schneeflocke                                                                                     |                                                     | | c, n                                     |
| Schneekönigin                                                                                    |                                                     | | n                                        |
| Schneewittchen                                                                                   |                                                     | | c, n                                     |
| Schneewittchen Rot                                                                               |                                                     | | m                                        |
| Schneewittchen Weiß                                                                              |                                                     | | m                                        |
| Schnell                                                                                          |                                                     | | j                                        |
| Schnellfruchtende                                                                                |                                                     | | c                                        |
| Schnellfruchtende Aus Wirowsk                                                                    |                                                     | | f, n                                     |
| Schokolade                                                                                       |                                                     | | n                                        |
| Schokoladentomate                                                                                |                                                     | | n                                        |
| Schokoladnji                                                                                     |                                                     | | c                                        |
| Schokorella                                                                                      |                                                     | | c, f                                     |
| Schöne Von Lothringen                                                                            |                                                     | | c, g, h                                  |
| Schönheit Des Nordens                                                                            |                                                     | | c                                        |
| Schtambovi Kartofelnolistnij                                                                     |                                                     | | c                                        |
| Schtambowyj Krupnoplodnyj                                                                        |                                                     | | c                                        |
| Schunters Obate                                                                                  |                                                     | | c                                        |
| Schuntukskij Velikan                                                                             |                                                     | | e, g, h                                  |
| Schüsselfüller                                                                                   |                                                     | | f                                        |
| Schwaerzels Freilandtomate                                                                       |                                                     | | c, d                                     |
| Schwanenflaum                                                                                    |                                                     | | c                                        |
| Schwarze Beere                                                                                   |                                                     | | c, m                                     |
| Schwarze Birne                                                                                   |                                                     | | n                                        |
| Schwarze Eierförmige                                                                             |                                                     | | n                                        |
| Schwarze Indische                                                                                |                                                     | | n                                        |
| Schwarze Kirschtomate                                                                            |                                                     | | n                                        |
| Schwarze Krim                                                                                    |                                                     | | m, n                                     |
| Schwarze Meerer                                                                                  |                                                     | | c                                        |
| Schwarze Mohren                                                                                  |                                                     | | c                                        |
| Schwarze Pflaume                                                                                 |                                                     | | c, e                                     |
| Schwarze Sara (oder: Schwarze Sarah. Sara Black)                                                 |                                                     | | b, c, e, g, h, k, m                      |
| Schwarze Tanne                                                                                   |                                                     | | c, n                                     |
| Schwarze Trüffel                                                                                 |                                                     | | n                                        |
| Schwarzer Peter                                                                                  |                                                     | | n                                        |
| Schwarzer Prinz (oder: Black Prince)                                                             |                                                     | Fruchtgewicht: 70 bis 140 g. Züchter: Domaine Public (Fr) | c, d, e, f, g, h, j, m                   |
| Schwarzer Prinz (oder: Tschernij Prinz. Black Prince)                                            |                                                     | | n                                        |
| Schwarzer Seebär                                                                                 |                                                     | | n                                        |
| Schwarzes Körbchen                                                                               |                                                     | | c                                        |
| Schwarzes Küsschen                                                                               |                                                     | | n                                        |
| Schwarzes Tigerherz                                                                              |                                                     | | c, m                                     |
| Schwarzwälder                                                                                    |                                                     | | c                                        |
| Schweizer Bärenstark                                                                             |                                                     | | c, n                                     |
| Schweizer Rose                                                                                   |                                                     | | n                                        |
| Scialari                                                                                         |                                                     | Züchter: Vilmorin Sa (Fr) | j                                        |
| Sciato                                                                                           |                                                     | | j                                        |
| Scilla                                                                                           |                                                     | | j                                        |
| Scintilla                                                                                        |                                                     | Züchter: Olter Srl | j                                        |
| Scipio                                                                                           |                                                     | | j                                        |
| Scirocco                                                                                         |                                                     | Züchter: Isi Sementi Spa | j                                        |
| Sciumi                                                                                           |                                                     | | j                                        |
| Scoop                                                                                            |                                                     | Züchter: Seminis Vegetable Seeds, Inc. | j, o                                     |
| Scopulina                                                                                        |                                                     | | g, h                                     |
| Scorer                                                                                           |                                                     | | j                                        |
| Scoresby Dwarf                                                                                   |                                                     | | n                                        |
| Scorpio                                                                                          |                                                     | | c, d                                     |
| Scorsby Dwarf                                                                                    |                                                     | | c, d, e, g, h                            |
| Scotia                                                                                           |                                                     | | c, d, e, g, h                            |
| Scotland                                                                                         |                                                     | | g, h                                     |
| Scotland Yellow                                                                                  |                                                     | | c, d                                     |
| Scrigno                                                                                          |                                                     | | j                                        |
| Scudino                                                                                          |                                                     | | j                                        |
| Scx 728                                                                                          |                                                     | | j                                        |
| Sd7003                                                                                           |                                                     | Züchter: Syngenta Crop Protection Ag | j, o                                     |
| Sd8227                                                                                           |                                                     | Züchter: Luis Ortega | j, o                                     |
| Se'Nse'J                                                                                         |                                                     | Züchter: Gavrish Sergej Fedorovich, Morev Viktor Vasilievich, Amcheslavskaya Elena Valentinovna, Degovtsova Tatiyana Vladimirovna, Volok Olga Anatolievna, Artemieva Galina Mihajlovna, Redichkina Tatiyana Aleksandrovna                                                                                        | j                                        |
| Se'Ra                                                                                            |                                                     | Züchter: Gavrish Sergej Fedorovich, Morev Viktor Vasilievich, Amcheslavskaya Elena Valentinovna, Volok Olga Anatolievna, Kilina Nadezhda Vyacheslavovna | j                                        |
| Seache’s Italian                                                                                 |                                                     | | c                                        |
| Seada                                                                                            |                                                     | Züchter: Gavrish Sergej Fedorovich, Morev Viktor Vasilievich, Amcheslavskaya Elena Valentinovna, Volok Olga Anatolievna | j                                        |
| Sean’s Yellow Dwarf                                                                              |                                                     | | c, d                                     |
| Searching For Blue Zebra                                                                         |                                                     | | c, d, f                                  |
| Season                                                                                           |                                                     | | j                                        |
| Season Red                                                                                       |                                                     | | j                                        |
| Seattle Wooly Blue Mammoth                                                                       |                                                     | | f                                        |
| Seattle Best Of All                                                                              |                                                     | | d                                        |
| Seattle’s Blue Wooly Mammoth                                                                     |                                                     | | d                                        |
| Seattle’s Blue Wooly Mammoth F3C                                                                 |                                                     | | c                                        |
| Sebastian                                                                                        |                                                     | | j, o                                     |
| Sebastopol                                                                                       |                                                     | | k                                        |
| Sébastopol                                                                                       |                                                     | | c, d                                     |
| Sebatina                                                                                         |                                                     | | j                                        |
| Sechseckige Aus Belgien                                                                          |                                                     | | f                                        |
| Secolo                                                                                           |                                                     | | j                                        |
| Securitas                                                                                        |                                                     | Züchter: Rijk Zwaan Zaadteelt En Zaadhandel B.V. | j, o                                     |
| Security 28                                                                                      |                                                     | | j                                        |
| Sedef (oder: A 1060 Fi)                                                                          |                                                     | | j                                        |
| Sedir                                                                                            |                                                     | | j                                        |
| Sedoj Ural                                                                                       |                                                     | | c, d                                     |
| Sedra 96                                                                                         |                                                     | | j                                        |
| Seduction                                                                                        |                                                     | Züchter: Syngenta Seeds Bv (Nl) | j                                        |
| Seef                                                                                             |                                                     | | c, n                                     |
| Sef                                                                                              |                                                     | | j                                        |
| Segler                                                                                           |                                                     | | c, d                                     |
| Sejk                                                                                             |                                                     | | c, j, o                                  |
| Šejk                                                                                             |                                                     | Züchter: Semo A.S. (Cz) | j                                        |
| Sekai Ichi                                                                                       |                                                     | | c, d                                     |
| Seker 9T6772                                                                                     |                                                     | | j                                        |
| Sekerly 9T8525                                                                                   |                                                     | | j                                        |
| Selandia                                                                                         |                                                     | | c, d, g, h                               |
| Selduro                                                                                          |                                                     | | j                                        |
| Sele                                                                                             |                                                     | Züchter: Consorzio Semencoop S. Coop.A.R.L. | j                                        |
| Selebryty F1                                                                                     |                                                     | | j, o                                     |
| Seleccao                                                                                         |                                                     | | g, h                                     |
| Select Blue                                                                                      |                                                     | | c                                        |
| Selected Trophy                                                                                  |                                                     | |                                          |
| Selection                                                                                        |                                                     | | g, h                                     |
| Selektion Rutishauser                                                                            |                                                     | | g, h                                     |
| Selendi-1                                                                                        |                                                     | | j                                        |
| Selestina                                                                                        |                                                     | | j                                        |
| Self Pruning                                                                                     |                                                     | | g, h                                     |
| Selfesta                                                                                         |                                                     | Züchter: Christoph Kleinhanns | j, o                                     |
| Selhardy                                                                                         |                                                     | | j                                        |
| Selin                                                                                            |                                                     | | j                                        |
| Selinus-N (oder: Ag 2109)                                                                        |                                                     | | j                                        |
| Selke                                                                                            |                                                     | | d                                        |
| Selma                                                                                            |                                                     | Züchter: S&G Seeds B.V. | c, d, j, o                               |
| Selman                                                                                           |                                                     | | j                                        |
| Selsey Cross                                                                                     |                                                     | | j, o                                     |
| Selvaggio                                                                                        |                                                     | Züchter: Seeds Technologies D.M. Ltd | j                                        |
| Selwin Yellow                                                                                    |                                                     | | c, d                                     |
| Sem 3389                                                                                         |                                                     | Züchter: Monsanto Holland B.V. | j, o                                     |
| Sem' Sorok                                                                                       |                                                     | Züchter: Mashtakov Aleksej Alekseevich, Mashtakova Anna Harlampievna, Mashtakov Nikolaj Alekseevich, Mashtakova Liliya Ivanovna | j                                        |
| Semaking                                                                                         |                                                     | | j                                        |
| Semalate                                                                                         |                                                     | | j                                        |
| Semalus                                                                                          |                                                     | | j                                        |
| Semapeel                                                                                         |                                                     | | j                                        |
| Semaprim                                                                                         |                                                     | | j                                        |
| Semara                                                                                           |                                                     | Züchter: Karel Zavadil C/O Semo S.R.O., Marie Zavadilova C/O Semo S.R.O. | j, o                                     |
| Semarol                                                                                          |                                                     | Züchter: Karel Zavadil C/O Semo S.R.O., Marie Zavadilova C/O Semo S.R.O. | j                                        |
| Sembol                                                                                           |                                                     | | j                                        |
| Semco 99                                                                                         |                                                     | | j                                        |
| Semejnyj                                                                                         |                                                     | Züchter: Motov Viktor Mihajlovich, Vlasova E'Leonora Alekseevna, Motova Margarita Viktorovna | j                                        |
| Semeli                                                                                           |                                                     | Züchter: Golden West Seed Co. Inc. | j                                        |
| Semenarna 22                                                                                     |                                                     | Züchter: Semenarna Ljubljana (Si) | j, o                                     |
| Semenych                                                                                         |                                                     | Züchter: Andreeva Evgeniya Nikolaevna, Sysina Elena Artemievna, Nazina Sofiya Luisovna, Bogdanov Kirill Borisovich, Ushakova Mariya Ivanovna | j                                        |
| Semerka                                                                                          |                                                     | Züchter: Gavrish Sergej Fedorovich, Morev Viktor Vasilievich, Amcheslavskaya Elena Valentinovna, Volok Olga Anatolievna | j                                        |
| Semiglobosa                                                                                      |                                                     | | g, h                                     |
| Semina                                                                                           |                                                     | Züchter: Nicklow’s Vegetables | j                                        |
| Semipalatinskij                                                                                  |                                                     | | c                                        |
| Semipalatinskiy                                                                                  |                                                     | | d                                        |
| Semiramis                                                                                        |                                                     | Züchter: Boaz Kaplan | j, o                                     |
| Semisterilis                                                                                     |                                                     | | g, h                                     |
| Semko 100                                                                                        |                                                     | Züchter: Mashtakov Aleksej Alekseevich, Mashtakova Anna Harlampievna, Strel'Nikova Tamara Romanovna | j, o                                     |
| Semko 101                                                                                        |                                                     | | j                                        |
| Semko 18                                                                                         |                                                     | Züchter: Alekseev Yurij Borisovich | j                                        |
| Semko 2000                                                                                       |                                                     | Züchter: Alekseev Yurij Borisovich | j                                        |
| Semko 2003                                                                                       |                                                     | Züchter: Gavrish Sergej Fedorovich | j                                        |
| Semko 2005                                                                                       |                                                     | Züchter: Alekseev Yurij Borisovich | j, o                                     |
| Semko 2006                                                                                       |                                                     | Züchter: Alekseev Yurij Borisovich | j                                        |
| Semko 2010                                                                                       |                                                     | Züchter: Alekseev Yurij Borisovich | j                                        |
| Semko 2015                                                                                       |                                                     | Züchter: Alekseev Yurij Borisovich | j                                        |
| Semko 2112                                                                                       |                                                     | Züchter: Alekseev Yurij Borisovich | j                                        |
| Semko 25                                                                                         |                                                     | Züchter: Alekseev Yurij Borisovich | j                                        |
| Semko 98                                                                                         |                                                     | Züchter: Mashtakov Aleksej Alekseevich, Mashtakova Anna Harlampievna, Strel'Nikova Tamara Romanovna | j                                        |
| Semko Sindbad                                                                                    |                                                     | Züchter: Gavrish Sergej Fedorovich, Morev Viktor Vasilievich, Amcheslavskaya Elena Valentinovna, Degovtsova Tatiyana Vladimirovna, Volok Olga Anatolievna | j                                        |
| Semko Soyuz                                                                                      |                                                     | Züchter: Mashtakov Aleksej Alekseevich, Mashtakova Anna Harlampievna, Strel'Nikova Tamara Romanovna, Alekseev Yurij Borisovich | j                                        |
| Semon                                                                                            |                                                     | Züchter: Karel Zavadil C/O Semo S.R.O., Marie Zavadilova C/O Semo S.R.O. | j                                        |
| Semsotgrammovji                                                                                  |                                                     | | c                                        |
| Semsotgrammovyi                                                                                  |                                                     | | d                                        |
| Semudgomis Pomidori (oder: Herbsttomate)                                                         |                                                     | | g, h                                     |
| Sen'Or                                                                                           |                                                     | Züchter: Gavrish Sergej Fedorovich, Morev Viktor Vasilievich, Amcheslavskaya Elena Valentinovna | j                                        |
| Sen'Or Pomidor                                                                                   |                                                     | Züchter: Kachajnik Vladimir Georgievich, Gul'Kin Mihail Nikolaevich, Karmanova Olga Alekseevna, Matyunina Svetlana Vladimirovna | j                                        |
| Sena                                                                                             |                                                     | | j                                        |
| Senalda                                                                                          |                                                     | Züchter: Hazera Genetics | j, o                                     |
| Senanque                                                                                         |                                                     | Züchter: Vilmorin Sa (Fr) | j                                        |
| Senator                                                                                          |                                                     | Züchter: Bruinsma Zaden | j                                        |
| Senbernar                                                                                        |                                                     | Züchter: Fotev Yurij Valentinovich | j                                        |
| Sencan-9                                                                                         |                                                     | | j                                        |
| Senda (oder: W 410)                                                                              |                                                     | Züchter: Western Seed España, S.A. | j                                        |
| Seneca                                                                                           |                                                     | Züchter: S.A.I.S. Societá Agricola Italiana Sementi | j                                        |
| Seng 9086                                                                                        |                                                     | Züchter: Syngenta Seeds B.V. | j                                        |
| Seng 9087                                                                                        |                                                     | Züchter: Syngenta Seeds B.V. | j                                        |
| Seng 9088                                                                                        |                                                     | Züchter: Orteg,A Luis | j, o                                     |
| Seng 9103                                                                                        |                                                     | Züchter: Syngenta Seeds B.V. | j                                        |
| Seng 9104                                                                                        |                                                     | Züchter: Syngenta Seeds B.V. | j                                        |
| Seng 9105                                                                                        |                                                     | | j                                        |
| Seng 9106                                                                                        |                                                     | Züchter: Syngenta Seeds B.V. | j                                        |
| Seng 9107                                                                                        |                                                     | | j                                        |
| Seng 9108                                                                                        |                                                     | Züchter: Syngenta Seeds B.V. | j                                        |
| Seng 9110                                                                                        |                                                     | Züchter: Syngenta Seeds B.V. | j                                        |
| Seng 9111                                                                                        |                                                     | Züchter: Syngenta Seeds B.V. | j                                        |
| Seng 9112                                                                                        |                                                     | Züchter: Syngenta Seeds B.V. | j                                        |
| Seng 9113                                                                                        |                                                     | | j                                        |
| Seng 9114                                                                                        |                                                     | Züchter: Syngenta Seeds B.V. | j                                        |
| Seng 9115                                                                                        |                                                     | Züchter: Syngenta Seeds B.V. | j                                        |
| Seng 9116                                                                                        |                                                     | Züchter: Syngenta Seeds B.V. | j                                        |
| Seng 9117                                                                                        |                                                     | Züchter: Syngenta Seeds B.V. | j                                        |
| Seng 9118                                                                                        |                                                     | Züchter: Syngenta Seeds B.V. | j                                        |
| Seng 9155                                                                                        |                                                     | Züchter: Orteg,A Luis | j, o                                     |
| Seng 9156                                                                                        |                                                     | Züchter: Orteg,A Luis | j, o                                     |
| Seng 9160                                                                                        |                                                     | Züchter: Syngenta Crop Protection Ag | j                                        |
| Seng 9161                                                                                        |                                                     | Züchter: Syngenta Crop Protection Ag | j                                        |
| Seng 9162                                                                                        |                                                     | Züchter: Syngenta Crop Protection Ag | j                                        |
| Seng 9168                                                                                        |                                                     | Züchter: Syngenta Seeds, Inc. | j, o                                     |
| Seng 9169                                                                                        |                                                     | Züchter: Syngenta Seeds, Inc. | j, o                                     |
| Seng 9170                                                                                        |                                                     | Züchter: Syngenta Seeds, Inc. | j, o                                     |
| Seng 9171                                                                                        |                                                     | Züchter: Syngenta Seeds, Inc. | j, o                                     |
| Seng 9201                                                                                        |                                                     | Züchter: Syngenta Crop Protection Ag | j, o                                     |
| Seng 9202                                                                                        |                                                     | Züchter: Syngenta Crop Protection Ag | j, o                                     |
| Seng 9203                                                                                        |                                                     | Züchter: Syngenta Crop Protection Ag | j, o                                     |
| Seng 9204                                                                                        |                                                     | Züchter: Syngenta Crop Protection Ag | j, o                                     |
| Seng 9206                                                                                        |                                                     | Züchter: Syngenta Crop Protection Ag | j, o                                     |
| Seng 9207                                                                                        |                                                     | Züchter: Syngenta Crop Protection Ag | j, o                                     |
| Seng 9208                                                                                        |                                                     | Züchter: Syngenta Crop Protection Ag | j, o                                     |
| Seng 9209                                                                                        |                                                     | Züchter: Syngenta Crop Protection Ag | j, o                                     |
| Seng 9225                                                                                        |                                                     | Züchter: Syngenta Crop Protection Ag | j, o                                     |
| Seng 9226                                                                                        |                                                     | Züchter: Syngenta Crop Protection Ag | j, o                                     |
| Seng 9227                                                                                        |                                                     | Züchter: Syngenta Crop Protection Ag | j, o                                     |
| Senkara                                                                                          |                                                     | Züchter: Verschave Philippe | j                                        |
| Senna                                                                                            |                                                     | | j                                        |
| Senorita                                                                                         |                                                     | | j                                        |
| Sensacion                                                                                        |                                                     | Züchter: Enza Zaden B.V. | j, o                                     |
| Sensation                                                                                        |                                                     | | c                                        |
| Sensei                                                                                           |                                                     | Züchter: Enza Zaden B.V. | j, o                                     |
| Senserno                                                                                         |                                                     | Züchter: Rijk Zwaan Zaadteelt En Zaadhandel B.V. | j, o                                     |
| Sensual Love                                                                                     |                                                     | | c, m                                     |
| Sentinel                                                                                         |                                                     | | j                                        |
| Sentini                                                                                          |                                                     | Züchter: Rijk Zwaan Zaadteelt En Zaadhandel B.V. | j                                        |
| Sentino                                                                                          |                                                     | | j                                        |
| Sentyabrina                                                                                      |                                                     | Züchter: Andreeva Evgeniya Nikolaevna, Nazina Sofiya Luisovna, Ushakova Mariya Ivanovna, Andreeva Anzhelika Nikolaevna | j                                        |
| Seny                                                                                             |                                                     | Züchter: Seminis Vegetable Seeds (Nl) | j, o                                     |
| Senza Semi Cour Buo                                                                              |                                                     | | n                                        |
| Sequade                                                                                          |                                                     | | j                                        |
| Sequoia Alpine                                                                                   |                                                     | | c, d                                     |
| Serafino                                                                                         |                                                     | | j                                        |
| Seraköy                                                                                          |                                                     | | j                                        |
| Serbe                                                                                            |                                                     | | c                                        |
| Serbian Oxheart                                                                                  |                                                     | | c, d                                     |
| Serdar                                                                                           |                                                     | | j                                        |
| Serdar 9T8756                                                                                    |                                                     | | j                                        |
| Serdce Ashkhabana                                                                                |                                                     | | c                                        |
| Serdechnyj                                                                                       |                                                     | Züchter: Gavrish Sergej Fedorovich, Morev Viktor Vasilievich, Amcheslavskaya Elena Valentinovna, Degovtsova Tatiyana Vladimirovna, Volok Olga Anatolievna | j                                        |
| Serdechnyj Potseluj                                                                              |                                                     | Züchter: Botyaeva Galina Viktorovna, Postnikova Olga Valentinovna | j                                        |
| Serdika                                                                                          |                                                     | Züchter: Syngenta Seeds Bv (Nl) | j, o                                     |
| Serdika F1                                                                                       |                                                     | | j                                        |
| Serdor                                                                                           |                                                     | Züchter: Clause Semences Sa (Fr) | j                                        |
| Serdtse Ameriki                                                                                  |                                                     | | c, d                                     |
| Serdtse Buivola                                                                                  |                                                     | | d                                        |
| Serdtse Dezdemony                                                                                |                                                     | | c, d                                     |
| Serdtse Krasavitsy                                                                               |                                                     | Züchter: Nastenko Nataliya Viktorovna, Kachajnik Vladimir Georgievich, Gul'Kin Mihail Nikolaevich, Karmanova Olga Alekseevna | j                                        |
| Serdtse Sibiri                                                                                   |                                                     | Züchter: Ognev Valerij Vladimirovich, Korchagin Vladimir Vasilievich, Tereshonkova Tatiyana Arkadievna | j                                        |
| Serdtse Yaponii                                                                                  |                                                     | Züchter: Ivanova Tatiyana Evgenievna, Vasiliev Yurij Vasilievich | j                                        |
| Serdtse Zubra                                                                                    |                                                     | Züchter: Vinogradov Zosim Sergeevich, Tarasov Yurij Dmitrievich | j                                        |
| Serdtseed                                                                                        |                                                     | Züchter: Myazina Lyubov' Anatolievna | j                                        |
| Sereen                                                                                           |                                                     | Züchter: Syngenta Seeds B.V. | j                                        |
| Sereginy                                                                                         |                                                     | | c, d                                     |
| Seren                                                                                            |                                                     | | j                                        |
| Serena                                                                                           |                                                     | Züchter: Petoseed Co.Inc. | j                                        |
| Serenade                                                                                         |                                                     | Züchter: Novartis Seeds Bv (Nl) | j                                        |
| Serenat                                                                                          |                                                     | | j                                        |
| Serendipity                                                                                      |                                                     | | c, d, f                                  |
| Serendipity Striped                                                                              |                                                     | | c, d, k                                  |
| Serenity                                                                                         |                                                     | | c, d                                     |
| Sergej                                                                                           |                                                     | Züchter: Lukiyanenko Anatolij Nikitovich, Dubinin Sergej Vladimirovich, Dubinina Irina Nikolaevna | j                                        |
| Sergio                                                                                           |                                                     | Züchter: Clause (Fr) | j, o                                     |
| Serhat                                                                                           |                                                     | | j                                        |
| Serna                                                                                            |                                                     | Züchter: Egiyan Madlena Egishevna, Goryajnova Olga Dmitrievna | j                                        |
| Seronda                                                                                          |                                                     | Züchter: Rijk Zwaan Zaadteelt En Zaadhandel B.V. | j, o                                     |
| Serpentina                                                                                       |                                                     | | g, h                                     |
| Serpis                                                                                           |                                                     | Züchter: Seminis Veget.Seeds Inc | j, o                                     |
| Serrano                                                                                          |                                                     | Züchter: Semillas Fito, S.A. | j, o                                     |
| Serrat                                                                                           |                                                     | | c, j                                     |
| Serrat F1                                                                                        |                                                     | | d                                        |
| Serrewonder                                                                                      |                                                     | | c                                        |
| Serrex                                                                                           |                                                     | Züchter: Petoseed Co Inc (Us) | j                                        |
| Sertan                                                                                           |                                                     | | j                                        |
| Sertap                                                                                           |                                                     | | j                                        |
| Serteno                                                                                          |                                                     | Züchter: Western Seed Company | j, o                                     |
| Sertina Mt6033                                                                                   |                                                     | | j                                        |
| Sertseyed                                                                                        |                                                     | | c                                        |
| Serttürk 9T2199                                                                                  |                                                     | | j                                        |
| Servane                                                                                          |                                                     | Züchter: Graines Gautier Sa (Fr) | j                                        |
| Server                                                                                           |                                                     | Züchter: Alekseev Yurij Borisovich, Balabanyuk Sergej Vitalievich | j, o                                     |
| Servet                                                                                           |                                                     | | j                                        |
| Servia                                                                                           |                                                     | | j                                        |
| Sesamo                                                                                           |                                                     | Züchter: Western Seed Company | j, o                                     |
| Sesenta                                                                                          |                                                     | Züchter: De Ruiter Seeds | j, o                                     |
| Sestra                                                                                           |                                                     | Züchter: Gavrish Sergej Fedorovich, Dubinin Sergej Vladimirovich | j                                        |
| Sestrenka                                                                                        |                                                     | Züchter: Lukiyanenko Anatolij Nikitovich, Dubinin Sergej Vladimirovich, Dubinina Irina Nikolaevna | j                                        |
| Setcopa                                                                                          |                                                     | | j                                        |
| Seti                                                                                             |                                                     | Züchter: Consorzio Semencoop S. Coop.A.R.L. | j                                        |
| Seto Tty                                                                                         |                                                     | Züchter: Mizuno Takashi | j, o                                     |
| Settler                                                                                          |                                                     | | j                                        |
| Seval                                                                                            |                                                     | Züchter: Multi Tohum San. Tic. A.S. | j                                        |
| Seval Mt6032                                                                                     |                                                     | | j                                        |
| Sevance                                                                                          |                                                     | Züchter: Monsanto Vegetable Ip Management B.V. | j, o                                     |
| Sevcan 9T8746                                                                                    |                                                     | | j                                        |
| Sevda                                                                                            |                                                     | | j                                        |
| Seventy                                                                                          |                                                     | | j                                        |
| Severenok                                                                                        |                                                     | Züchter: Kachajnik Vladimir Georgievich, Chernaya Viktoriya Viktorovna | j                                        |
| Severin                                                                                          |                                                     | Züchter: Tarasov Yurij Dmitrievich | j                                        |
| Severino                                                                                         |                                                     | Züchter: De Ruiter Zonen (Nl) | j                                        |
| Severnaya Koroleva                                                                               |                                                     | Züchter: Myazina Lyubov' Anatolievna | d, j                                     |
| Severnaya Korona                                                                                 |                                                     | Züchter: Myazina Lyubov' Anatolievna | d, e, j                                  |
| Severnaya Krasavitsa                                                                             |                                                     | Züchter: Myazina Lyubov' Anatolievna | d, j                                     |
| Severnaya Malyutka                                                                               |                                                     | Züchter: Kozak Vladimir Ivanovich | j                                        |
| Severnaya Zvezda                                                                                 |                                                     | Züchter: Gilev Mihail Aleksandrovich, Stetskij Aleksej Igorevich | j                                        |
| Severnij                                                                                         |                                                     | | c                                        |
| Severnoe Chudo                                                                                   |                                                     | Züchter: Myazina Lyubov' Anatolievna | j                                        |
| Severnoe Siyanie                                                                                 |                                                     | Züchter: Farber Vladimir Vladimirovich, Smirnova Elena Anatolievna | j                                        |
| Severnye                                                                                         |                                                     | | d                                        |
| Severnyi                                                                                         |                                                     | | d                                        |
| Severnyj E'Kspress                                                                               |                                                     | Züchter: Ignatova Svetlana Ilyinichna, Gorshkova Nina Sergeevna, Moskvicheva Vera Timofeevna, Kvasnikov Boris Vasilievich, Izvekova Lyudmila Ivanovna, Andreeva Emma Nikolaevna, Vostrova Nina Grigorievna | j                                        |
| Severnyj Rumyanets                                                                               |                                                     | Züchter: Ivanova Tatiyana Evgenievna, Vasiliev Yurij Vasilievich, Pushkareva Nataliya Vyacheslavovna, Zver'Kova Veronika Gennadievna | j                                        |
| Severyanin                                                                                       |                                                     | Züchter: Kononov Aleksandr Nikolaevich, Krasnikov Leonid Georgievich | j                                        |
| Severyanka                                                                                       |                                                     | Züchter: Skvortsova Rufina Vasilievna, Kondratieva Irina Yurievna, Kandoba Elena Evgenievna | j                                        |
| Sevil                                                                                            |                                                     | | j                                        |
| Seville Cross                                                                                    |                                                     | | j, o                                     |
| Seviocard                                                                                        |                                                     | Züchter: Syngenta Seeds B.V. | j                                        |
| Sevryuga                                                                                         |                                                     | | d                                        |
| Sewerjuga                                                                                        |                                                     | | c                                        |
| Sewernaja Korolewa                                                                               |                                                     | | c                                        |
| Sewernaja Korona                                                                                 |                                                     | | c                                        |
| Sewernaja Krasawica                                                                              |                                                     | | c                                        |
| Sewernaja Maljutka                                                                               |                                                     | | c, d                                     |
| Sewernje                                                                                         |                                                     | | c                                        |
| Seychelle                                                                                        |                                                     | Züchter: Syngenta Crop Protection Ag | j, o                                     |
| Seyit                                                                                            |                                                     | | j                                        |
| Seyran                                                                                           |                                                     | Züchter: Degreef Paul | j, o                                     |
| Sezam                                                                                            |                                                     | Züchter: Produkcja I Hodowla Roslin Ogrodniczych Krzeszowice Sp. Z O.O. | j                                        |
| Sf 1095                                                                                          |                                                     | Züchter: Orsetti Seed Company, Inc. | j, o                                     |
| Sf 2011                                                                                          |                                                     | Züchter: Orsetti Seed Company, Inc. | j, o                                     |
| Sf 2204                                                                                          |                                                     | Züchter: Orsetti Seed Company, Inc. | j, o                                     |
| Sf 2410                                                                                          |                                                     | Züchter: Orsetti Seed Company, Inc. | j, o                                     |
| Sf 2504                                                                                          |                                                     | Züchter: Orsetti Seed Company, Inc. | j, o                                     |
| Sf 3084                                                                                          |                                                     | | j                                        |
| Sf 3144                                                                                          |                                                     | | j                                        |
| Sf 3197                                                                                          |                                                     | | j                                        |
| Sf 512                                                                                           |                                                     | Züchter: Semillas Fito, S.A. | j                                        |
| Sf 903                                                                                           |                                                     | | j                                        |
| Sfinge                                                                                           |                                                     | Züchter: Royal Seeds S.R.L. | j                                        |
| Sfizio                                                                                           |                                                     | Züchter: Seminis Vegetable Seeds Inc. | j                                        |
| Sfx 127903                                                                                       |                                                     | | c, d                                     |
| Sha Long                                                                                         |                                                     | | j, o                                     |
| Shadow Boxing                                                                                    |                                                     | | e, f                                     |
| Shady Lady                                                                                       |                                                     | Züchter: Sunseeds Ltd | j, o                                     |
| Shady Lady F1                                                                                    |                                                     | | j, k                                     |
| Shagane                                                                                          |                                                     | Züchter: Ovoshchnaia Opytnaia Stantsiia Tskha Im. V.I.Edelshtejna, 127550, G.Moskva, Ul.Pasechnaia, 5, Russia | j, o                                     |
| Shah                                                                                             |                                                     | | c, d                                     |
| Shah (oder: Mikado White)                                                                        |                                                     | | e, f                                     |
| Shah–Mikado Red                                                                                  |                                                     | | m                                        |
| Shah–Mikado White                                                                                |                                                     | | m                                        |
| Shah Potato Leaf (oder: Mikado White Potato Leaf)                                                |                                                     | | d                                        |
| Shaherezada                                                                                      |                                                     | Züchter: Botyaeva Galina Viktorovna, Dederko Vladimir Nikolaevich | j                                        |
| Shahnaz                                                                                          |                                                     | | j                                        |
| Shahrayar                                                                                        |                                                     | | j                                        |
| Shaima                                                                                           |                                                     | | j                                        |
| Shajba                                                                                           |                                                     | Züchter: Kachajnik Vladimir Georgievich, Gul'Kin Mihail Nikolaevich, Karmanova Olga Alekseevna, Matyunina Svetlana Vladimirovna | j                                        |
| Shaker Village                                                                                   |                                                     | | c, d                                     |
| Shakira                                                                                          |                                                     | Züchter: Monsanto Holland Bv, Westeinde 161, 1601 Bm Enkhuizen, The Netherlands | j, o                                     |
| Shakira F1                                                                                       |                                                     | | j                                        |
| Shakti                                                                                           |                                                     | | j                                        |
| Shal                                                                                             |                                                     | | f                                        |
| Shalun                                                                                           |                                                     | Züchter: Domanskaya Majya Konstantinovna, Gubko Valentina Nikolaevna, Orlova Elena Arnol'Dovna, Salmina Irina Semenovna, Chernovolova Olga Alekseevna, Dmitrienko Al'Vina E'Duardovna | j                                        |
| Shams Al Assil                                                                                   |                                                     | | j                                        |
| Shamu                                                                                            |                                                     | Züchter: Tomatech R&D Israel L.T.D. | j, o                                     |
| Shanel                                                                                           |                                                     | Züchter: De Ruiter Seeds B.V., Leeuwenhoekweg 52, P.O. Box 1050, 2660 Bb, Bergschenhoek The Netherlands | j, o                                     |
| Shani                                                                                            |                                                     | Züchter: Nirit Seeds Ltd (Il) | j                                        |
| Shannon                                                                                          |                                                     | Züchter: Nunhems B.V. | c, d, j, o                               |
| Shans                                                                                            |                                                     | Züchter: Lukiyanenko Anatolij Nikitovich, Dubinin Sergej Vladimirovich, Dubinina Irina Nikolaevna | j, o                                     |
| Shanson                                                                                          |                                                     | Züchter: Myazina Lyubov' Anatolievna | j                                        |
| Shanty                                                                                           |                                                     | | j                                        |
| Shany                                                                                            |                                                     | | j                                        |
| Shaolin                                                                                          |                                                     | Züchter: Gavrish Sergej Fedorovich, Morev Viktor Vasilievich, Amcheslavskaya Elena Valentinovna, Degovtsova Tatiyana Vladimirovna, Volok Olga Anatolievna | j                                        |
| Shapiro                                                                                          |                                                     | | j                                        |
| Shapka Marshala                                                                                  |                                                     | | c, d                                     |
| Shapka Monomaha (oder: Shapka Monomakha)                                                         |                                                     | Züchter: Ugarova Svetlana Viktorovna, Dederko Vladimir Nikolaevich, Postnikova Tatiyana Nikolaevna | c, d, e, j                               |
| Sharada                                                                                          |                                                     | Züchter: Hartmut Klein, Glebova Svetlana Leonidovna | j                                        |
| Sharal                                                                                           |                                                     | Züchter: Peotec Seeds Srl | j                                        |
| Sharek                                                                                           |                                                     | Züchter: Hort Seed Mediterrani S.L. | j                                        |
| Sharifa                                                                                          |                                                     | | j                                        |
| Sharik                                                                                           |                                                     | Züchter: Kachajnik Vladimir Georgievich, Kandoba Aleksej Viktorovich | j                                        |
| Sharlotta                                                                                        |                                                     | | j                                        |
| Sharm                                                                                            |                                                     | Züchter: Skvortsova Rufina Vasilievna, L'Vova Alina Yurievna | j                                        |
| Sharon                                                                                           |                                                     | Züchter: Novartis Seeds Bv (Nl) | j                                        |
| Sharona                                                                                          |                                                     | Züchter: Hazera Genetics | j, o                                     |
| Shasta                                                                                           |                                                     | | j                                        |
| Shatilsky                                                                                        |                                                     | | g, h                                     |
| Shatl                                                                                            |                                                     | Züchter: Gavrish Sergej Fedorovich, Morev Viktor Vasilievich, Amcheslavskaya Elena Valentinovna, Volok Olga Anatolievna, Kilina Nadezhda Vyacheslavovna | j, o                                     |
| Shaula                                                                                           |                                                     | Züchter: S&G Seeds B.V. | j                                        |
| Shauru                                                                                           |                                                     | Züchter: Vilmorin Sa (Fr) | j                                        |
| Shaynaya Rosa (oder: Shaynaya Roza)                                                              |                                                     | | c, e                                     |
| Shchedrost                                                                                       |                                                     | Züchter: Lukiyanenko Anatolij Nikitovich, Egiyan Madlena Egishevna, Goryajnova Olga Dmitrievna, Lukiyanenko Oleg Anatolievich | j                                        |
| Shchedryj Kaskad                                                                                 |                                                     | Züchter: Nastenko Nataliya Viktorovna, Kachajnik Vladimir Georgievich, Gul'Kin Mihail Nikolaevich, Karmanova Olga Alekseevna | j                                        |
| Shchedryj Vkus                                                                                   |                                                     | Züchter: Kachajnik Vladimir Georgievich, Gul'Kin Mihail Nikolaevich, Karmanova Olga Alekseevna, Matyunina Svetlana Vladimirovna | j                                        |
| Shchelkovskiy Ranniy                                                                             |                                                     | | d                                        |
| Shchelkunchik                                                                                    |                                                     | Züchter: Skvortsova Rufina Vasilievna, L'Vova Alina Yurievna | j                                        |
| Shcherbet                                                                                        |                                                     | Züchter: Gorshkova Nina Sergeevna, Hovrin Aleksandr Nikolaevich, Tereshonkova Tatiyana Arkadievna, Kostenko Aleksandr Nikolaevich | j                                        |
| Sheboygan                                                                                        |                                                     | | c, d, f                                  |
| Shedevr 1                                                                                        |                                                     | | j, o                                     |
| Shedra Sliva Tarasenka                                                                           |                                                     | | d                                        |
| Shedra Sliwa Tarasenko                                                                           |                                                     | | c                                        |
| Shefa                                                                                            |                                                     | Züchter: Avidov, A. | j, o                                     |
| Sheila                                                                                           |                                                     | Züchter: Sakata Seed Sudamerica Ltd (Br) | j                                        |
| Shelby                                                                                           |                                                     | | j                                        |
| Shelf                                                                                            |                                                     | Züchter: Alekseev Yurij Borisovich | j                                        |
| Shelter                                                                                          |                                                     | | j                                        |
| Shelton                                                                                          |                                                     | | j                                        |
| Shen Fen V 1                                                                                     |                                                     | | j, o                                     |
| Shenghaung Cherry                                                                                |                                                     | | c, d, k                                  |
| Shennon                                                                                          |                                                     | | j                                        |
| Sherhan                                                                                          |                                                     | Züchter: Gavrish Sergej Fedorovich, Kapustina Raisa Nikolaevna, Gladkov Dmitrij Sergeevich, Volkov Aleksandr Aleksandrovich, Semenova Anna Nikolaevna, Artemieva Galina Mihajlovna, Filimonova Yuliya Alekseevna                                                                                                 | j                                        |
| Sheriff                                                                                          |                                                     | Züchter: Ferry Morse Seed Co.(Usa) (Us) | j                                        |
| Sherkan (oder: Sherkhan)                                                                         |                                                     | | c, d                                     |
| Sherpa                                                                                           |                                                     | | j                                        |
| Sherrill                                                                                         |                                                     | | c, d                                     |
| Sherry’s Sweet Heart                                                                             |                                                     | | c, d                                     |
| Sheyenne                                                                                         |                                                     | | c, d, g, h                               |
| Shia Kuan                                                                                        |                                                     | | c, d                                     |
| Shield                                                                                           |                                                     | | j                                        |
| Shifuku                                                                                          |                                                     | | j                                        |
| Shilling Giant                                                                                   |                                                     | | c, d, e, g, h                            |
| Shiloh                                                                                           |                                                     | Züchter: Hazera Seeds B.V. | j                                        |
| Shimerg Creg                                                                                     |                                                     | | n                                        |
| Shimmeig Creg                                                                                    |                                                     | | b, e, f, g, h, j, o                      |
| Shimmeig Striped Hollow                                                                          |                                                     | | f, g, h                                  |
| Shinanoaka                                                                                       |                                                     | Züchter: Kobayashi Tadakazu, Fujimori Motohiro, Baba Hidemi, Serizawa Mitsuaki, Otani Fusao, Oguchi Tomoji | j, o                                     |
| Shincheonggang                                                                                   |                                                     | Züchter: Kim, Il Yong | j, o                                     |
| Shinning Orange                                                                                  |                                                     | | n                                        |
| Ship Saint                                                                                       |                                                     | | j                                        |
| Shipka                                                                                           |                                                     | Züchter: Gavrish Sergej Fedorovich, Morev Viktor Vasilievich, Amcheslavskaya Elena Valentinovna, Volok Olga Anatolievna, Vasilieva Margarita Yurievna | j                                        |
| Shir                                                                                             |                                                     | | j, o                                     |
| Shiraz                                                                                           |                                                     | Züchter: Gavrish Sergej Fedorovich, Morev Viktor Vasilievich, Amcheslavskaya Elena Valentinovna, Degovtsova Tatiyana Vladimirovna, Volok Olga Anatolievna, Gladkov Dmitrij Sergeevich, Volkov Aleksandr Aleksandrovich, Semenova Anna Nikolaevna, Artemieva Galina Mihajlovna, Redichkina Tatiyana Aleksandrovna | j                                        |
| Shiren                                                                                           |                                                     | Züchter: Hazera Genet./Yissum Rese | j, o                                     |
| Shirkan                                                                                          |                                                     | | j, o                                     |
| Shirley                                                                                          |                                                     | Züchter: Zeraim Gedera Ltd. Seed Company | c, d, f, j                               |
| Shirley Amish Red                                                                                |                                                     | | c, d, k                                  |
| Shirley Mystery                                                                                  |                                                     | | c, d                                     |
| Shirley S                                                                                        |                                                     | | c, d                                     |
| Shirvey                                                                                          |                                                     | | d, k                                     |
| Shiva                                                                                            |                                                     | | j                                        |
| Shlomi                                                                                           |                                                     | | j                                        |
| Shoho                                                                                            |                                                     | Züchter: Kobayashi Tadakazu, Baba Hidemi, Yanokuchi Yukio, Oguchi Tomoji, Fujimori Motohiro, Kobayashi Masaru, Okamoto Kiyoshi | j, o                                     |
| Shokoladka                                                                                       |                                                     | Züchter: Lukiyanenko Anatolij Nikitovich, Dubinin Sergej Vladimirovich, Dubinina Irina Nikolaevna | c, e, j                                  |
| Shokoladnoe Chudo                                                                                |                                                     | | d                                        |
| Shokoladnye Yablochki                                                                            |                                                     | Züchter: Kandoba Elena Evgenievna, Kandoba Aleksej Viktorovich | j                                        |
| Shokoladnyj (oder: Shokoladnyi)                                                                  |                                                     | Züchter: Myazina Lyubov' Anatolievna | d, j                                     |
| Short Red Cherry                                                                                 |                                                     | | g, h                                     |
| Short Staged                                                                                     |                                                     | | g, h                                     |
| Shorty                                                                                           |                                                     | | c                                        |
| Shorty’s Italian                                                                                 |                                                     | | c, d                                     |
| Shoshanna                                                                                        |                                                     | Züchter: Erma Zaden | j                                        |
| Shoshone                                                                                         |                                                     | | c, d, g, h                               |
| Shoufuku Power                                                                                   |                                                     | | j                                        |
| Shourouq                                                                                         |                                                     | Züchter: Jaap Hoogstraaten | j                                        |
| Show Star                                                                                        |                                                     | Züchter: Geoponiko Spiti Aebe | j                                        |
| Shriver Tomato                                                                                   |                                                     | | c, d, k                                  |
| Shtambovyi Kartofelnolistnyi 1648                                                                |                                                     | | d                                        |
| Shtorm                                                                                           |                                                     | Züchter: Respublikanskoe Nauchno Proizvodstvennoe Dochernee, Unitarnoe Predpriiatie Institut Ovoshchevodstva, 220028, G.Minsk, Ul.Maiakovskogo, 127A, Belarus | j, o                                     |
| Shugan                                                                                           |                                                     | | c, d                                     |
| Shuho                                                                                            |                                                     | Züchter: Kobayashi Tadakazu, Baba Hidemi, Fujimori Motohiro, Oguchi Tomoji | j, o                                     |
| Shul'Ga                                                                                          |                                                     | Züchter: Gavrish Sergej Fedorovich, Morev Viktor Vasilievich, Amcheslavskaya Elena Valentinovna, Volok Olga Anatolievna, Kilina Nadezhda Vyacheslavovna | j                                        |
| Shumways Sensation                                                                               |                                                     | | g, h                                     |
| Shuntukskij Velikan (oder: Shuntukski Velikan)                                                   |                                                     | Züchter: Kononov Aleksandr Nikolaevich, Krasnikov Leonid Georgievich, Stolpnikova Tamara Vladimirovna | d, j                                     |
| Shustrik                                                                                         |                                                     | Züchter: Sysina Elena Artemievna, Borisov Aleksandr Vladimirovich, Krylov Oleg Nikolaevich, Skachko Vladislav Aleksandrovich, Bartajya Vera Vladimirovna | j                                        |
| Shuttle                                                                                          |                                                     | Züchter: Nunhems B.V. | j                                        |
| Shygan                                                                                           |                                                     | | d                                        |
| Siam                                                                                             |                                                     | | j                                        |
| Sibari                                                                                           |                                                     | | j                                        |
| Sibarita                                                                                         |                                                     | | j                                        |
| Sibel                                                                                            |                                                     | | j                                        |
| Šibenski Šljivar                                                                                 |                                                     | | j                                        |
| Siber                                                                                            |                                                     | Züchter: Zeta Seeds, S.L. | j                                        |
| Siberia                                                                                          |                                                     | | c, d, e, g, h, n                         |
| Siberian Bushy                                                                                   |                                                     | | g, h                                     |
| Siberian Fast Ripening                                                                           |                                                     | | g, h                                     |
| Siberian Giant                                                                                   |                                                     | | d                                        |
| Siberian Golden Pear                                                                             |                                                     | | d, e, g, h, m                            |
| Siberian Panther                                                                                 |                                                     | | c, e                                     |
| Siberian Pink                                                                                    |                                                     | | c, d                                     |
| Siberian Red                                                                                     |                                                     | | c, d, k                                  |
| Siberian Speckled                                                                                |                                                     | | c, d                                     |
| Siberian Tiger                                                                                   |                                                     | | c, d                                     |
| Siberienne Rose                                                                                  |                                                     | Züchter: Domaine Public (Fr) | j                                        |
| Sibirian Golden Pear                                                                             |                                                     | | c                                        |
| Sibirian Tiger Pink                                                                              |                                                     | | f                                        |
| Sibirische (oder: Siberian Tomato)                                                               |                                                     | Züchter: Domaine Public (Fr) | c, d, e, g, h, j                         |
| Sibirische Appeltomaat                                                                           |                                                     | | c, d                                     |
| Sibirische Aurora                                                                                |                                                     | | c                                        |
| Sibirische Frühe                                                                                 |                                                     | | n                                        |
| Sibirische Frühe Rote                                                                            |                                                     | | c                                        |
| Sibirische Lange                                                                                 |                                                     | | n                                        |
| Sibirische Leto                                                                                  |                                                     | | c                                        |
| Sibirische Orange                                                                                |                                                     | | c, d, m                                  |
| Sibirische Schnellreifende (oder: Sibirskij Skorospelij. Sibirische Skorospellij)                |                                                     | | n                                        |
| Sibirische Überraschung                                                                          |                                                     | | n                                        |
| Sibirische Zitronentomate Victory                                                                |                                                     | | c                                        |
| Sibirischer Finger                                                                               |                                                     | | a, c, e, g, h                            |
| Sibirisches Gelbes Herz                                                                          |                                                     | | n                                        |
| Sibirisches Horn                                                                                 |                                                     | | n                                        |
| Sibirisches Ochsenherz                                                                           |                                                     | | c, m                                     |
| Sibirisches Tigerherz                                                                            |                                                     | | c, m                                     |
| Sibirjak                                                                                         |                                                     | | c, d                                     |
| Sibirskaya Trojka (oder: Sibirskaja Troika. Sibirskaya Troika)                                   |                                                     | Züchter: Dederko Vladimir Nikolaevich, Yabrov Aleksandr Alekseevich, Postnikova Olga Valentinovna | c, d, j                                  |
| Sibirskie Ogni                                                                                   |                                                     | Züchter: Kamanin Andrej Aleksandrovich | j                                        |
| Sibirskie Shan'Gi                                                                                |                                                     | Züchter: Postnikova Olga Valentinovna | j                                        |
| Sibirskij E'Kspress                                                                              |                                                     | Züchter: Gilev Mihail Aleksandrovich, Stetskij Aleksej Igorevich | j                                        |
| Sibirskij Gigant (oder: Sibirskiy Gigant)                                                        |                                                     | Züchter: Morev Viktor Vasilievich, Amcheslavskaya Elena Valentinovna, Degovtsova Tatiyana Vladimirovna, Volok Olga Anatolievna, Gavrish Vladimir Fedorovich | c, d, j                                  |
| Sibirskij Kazak                                                                                  |                                                     | Züchter: Nastenko Nataliya Viktorovna, Kachajnik Vladimir Georgievich, Gul'Kin Mihail Nikolaevich | j                                        |
| Sibirskij Kozyr                                                                                  |                                                     | Züchter: Dederko Vladimir Nikolaevich, Postnikova Olga Valentinovna | c, j                                     |
| Sibirskij Malahit                                                                                |                                                     | Züchter: Ugarova Svetlana Viktorovna, Dederko Vladimir Nikolaevich, Postnikova Olga Valentinovna | j                                        |
| Sibirskij Piruet                                                                                 |                                                     | Züchter: Kudryavtseva Galina Aleksandrovna, Fotev Yurij Valentinovich, Kotel'Nikova Marina Aleksandrovna, Kondakov Sergej Nikolaevich | j                                        |
| Sibirskij Ranospelij                                                                             |                                                     | | c                                        |
| Sibirskij Rozovoplodnyj                                                                          |                                                     | Züchter: Potapov Pavel Nikolaevich, Zizina Yana Fedorovna | j                                        |
| Sibirskij Skorospelyj (oder: Sibirskij Skorospelij. Sibirskiy Skorospely. Sibirskiy Skorospelyi) |                                                     | | c, d, e, f, g, h, j                      |
| Sibirskij Skorospelyj 1450                                                                       |                                                     | | g, h                                     |
| Sibirskij Syurpriz (oder: Sibirskij Surpriz. Sibirskiy Surpriz)                                  |                                                     | Züchter: Dederko Vladimir Nikolaevich, Yabrov Aleksandr Alekseevich, Postnikova Olga Valentinovna | c, d, j                                  |
| Sibirskij Velikan                                                                                |                                                     | | j                                        |
| Sibirskij Velikan Rosowji (oder: Sibirskiy Velikan Rozovyi)                                      |                                                     | | c, d, f                                  |
| Sibirskij Zheltyj                                                                                |                                                     | Züchter: Ognev Valerij Vladimirovich, Hovrin Aleksandr Nikolaevich, Maksimov Sergej Vasilievich, Tereshonkova Tatiyana Arkadievna | j                                        |
| Sibirskiy Kozyr                                                                                  |                                                     | | d                                        |
| Sibirskoe Chudo                                                                                  |                                                     | | j                                        |
| Sibirskoe Yabloko                                                                                |                                                     | Züchter: Botyaeva Galina Viktorovna, Dederko Vladimir Nikolaevich | j                                        |
| Sibiryachok                                                                                      |                                                     | Züchter: Kondakov Sergej Nikolaevich, Shevchenko Anna Ivanovna | j                                        |
| Sibiryak                                                                                         |                                                     | Züchter: Gavrish Sergej Fedorovich, Morev Viktor Vasilievich, Amcheslavskaya Elena Valentinovna, Volok Olga Anatolievna | j                                        |
| Siccagno Di Valledolmo                                                                           |                                                     | | d                                        |
| Sicilian Plum                                                                                    |                                                     | | c                                        |
| Sicilian Saucer                                                                                  |                                                     | | c, d                                     |
| Sida Thai                                                                                        |                                                     | | c, e                                     |
| Side                                                                                             |                                                     | Züchter: Sakata Seed Corporation (Jp) | j                                        |
| Sidera                                                                                           |                                                     | | j                                        |
| Siderno                                                                                          |                                                     | Züchter: Mr.J.D.Burrows | j, o                                     |
| Siderno F1                                                                                       |                                                     | | c                                        |
| Sidney                                                                                           |                                                     | Züchter: Hazera Genetics Ltd (Il) | j                                        |
| Sidonia                                                                                          |                                                     | Züchter: Royal Sluis | j                                        |
| Sidra                                                                                            |                                                     | Züchter: Institut Za Povrtarstvo | j, o                                     |
| Siegel Dark Striped                                                                              |                                                     | | c                                        |
| Sieger                                                                                           |                                                     | | c, f, g, h, n                            |
| Siena                                                                                            |                                                     | Züchter: Clause Semences Sa (Fr) | j                                        |
| Sierra                                                                                           |                                                     | | j                                        |
| Sierra Leone                                                                                     |                                                     | | c, d                                     |
| Siesta                                                                                           |                                                     | Züchter: Syngenta Seeds B.V. | j, o                                     |
| Sieviernyi Ekspres F1                                                                            |                                                     | | j, o                                     |
| Sigal                                                                                            |                                                     | Züchter: Yissum Research Developm. | j, o                                     |
| Sigfrid                                                                                          |                                                     | Züchter: Syngenta Crop Protection Ag | j, o                                     |
| Sigi Lst                                                                                         |                                                     | | j, o                                     |
| Sigillo                                                                                          |                                                     | Züchter: Isi Sementi Spa | j                                        |
| Sigma                                                                                            |                                                     | Züchter: Degreef Paul | j, o                                     |
| Sigmabush                                                                                        |                                                     | | j, o                                     |
| Signora                                                                                          |                                                     | | j                                        |
| Sigrid                                                                                           |                                                     | | n                                        |
| Sikano                                                                                           |                                                     | Züchter: Enza Zaden Beheer B.V. | j                                        |
| Silbertanne                                                                                      |                                                     | | c, j, n, o                               |
| Silco                                                                                            |                                                     | | j                                        |
| Sileno                                                                                           |                                                     | | j                                        |
| Siletz                                                                                           |                                                     | | c, d, k                                  |
| Silex                                                                                            |                                                     | Züchter: Semillas Fito, S.A. | j, o                                     |
| Silifka 9 T 7712                                                                                 |                                                     | | j                                        |
| Siluet                                                                                           |                                                     | Züchter: Syngenta Seeds | j, o                                     |
| Siluet F1                                                                                        |                                                     | Züchter: Syngenta | j, k                                     |
| Silvana                                                                                          |                                                     | | j                                        |
| Silveira                                                                                         |                                                     | | j                                        |
| Silver                                                                                           |                                                     | Züchter: H.S.Heinz Company | j, o                                     |
| Silver Rs                                                                                        |                                                     | Züchter: Seminis Veget.Seeds Inc | j                                        |
| Silver Spring                                                                                    |                                                     | Züchter: Mr A.A. Butler | j, o                                     |
| Silver Springs                                                                                   |                                                     | Züchter: Mr A.A. Butler | j                                        |
| Silver Tuckqueen                                                                                 |                                                     | | g, h                                     |
| Silverado                                                                                        |                                                     | Züchter: Ferry Morse Seed Co.(Usa) (Us) | j                                        |
| Silverio                                                                                         |                                                     | | j, o                                     |
| Silvery Fir Tree                                                                                 |                                                     | | d, e, k, n                               |
| Silvestro                                                                                        |                                                     | Züchter: Nieli Tommaso | j                                        |
| Silvia                                                                                           |                                                     | Züchter: Zeraim Gedera Ltd. | j, o                                     |
| Silvine                                                                                          |                                                     | Züchter: Sakata Seed America Inc (Us) | j                                        |
| Simane                                                                                           |                                                     | | j                                        |
| Simba                                                                                            |                                                     | Züchter: Isi Sementi Spa | j                                        |
| Simbol                                                                                           |                                                     | Züchter: Olter Srl | j                                        |
| Simena 914                                                                                       |                                                     | | j                                        |
| Simeone                                                                                          |                                                     | Züchter: Syngenta Seeds B.V. | j                                        |
| Simeria                                                                                          |                                                     | Züchter: Golden West Seed Research Co. | j                                        |
| Simeto                                                                                           |                                                     | Züchter: Nirit Seeds Ltd | j                                        |
| Simge 93                                                                                         |                                                     | | j                                        |
| Simita (oder: T-0167)                                                                            |                                                     | | j                                        |
| Simkob                                                                                           |                                                     | | c, d                                     |
| Simo                                                                                             |                                                     | | c                                        |
| Simona                                                                                           |                                                     | Züchter: Alekseev Yurij Borisovich | j                                        |
| Simpatyaga                                                                                       |                                                     | Züchter: Dederko Vladimir Nikolaevich, Postnikova Olga Valentinovna | j                                        |
| Simplex                                                                                          |                                                     | Züchter: Syngenta Seeds B.V. | j                                        |
| Simply Red                                                                                       |                                                     | | j                                        |
| Simpson Big Yellow                                                                               |                                                     | | c                                        |
| Simpson’s Summer Palace                                                                          |                                                     | | c, d                                     |
| Simsek 131                                                                                       |                                                     | | j                                        |
| Simson                                                                                           |                                                     | Züchter: Clause Semences Sa (Fr) | j                                        |
| Sinatra                                                                                          |                                                     | Züchter: Novartis Seeds B.V. | j, o                                     |
| Sinatra F1                                                                                       |                                                     | Züchter: Novartis Seed Bv (Nl) | j                                        |
| Sincro                                                                                           |                                                     | | j                                        |
| Sindel                                                                                           |                                                     | Züchter: Ensa Zaden Beheer B.V., P.O. Box 7, 1600 Aa Enkhuizen, Haling 1, 1602 Db Enkhuizen, The Netherlands | j, o                                     |
| Sindirella                                                                                       |                                                     | | j                                        |
| Sinedi                                                                                           |                                                     | | j                                        |
| Sinem                                                                                            |                                                     | | j                                        |
| Single Cross                                                                                     |                                                     | Historisch erster F1-Hybrid auf dem Markt. Herkunft 1946. | l                                        |
| Sinichka                                                                                         |                                                     | Züchter: Gavrish Sergej Fedorovich, Kapustina Raisa Nikolaevna, Volkov Aleksandr Aleksandrovich, Semenova Anna Nikolaevna, Artemieva Galina Mihajlovna, Filimonova Yuliya Alekseevna, Redichkina Tatiyana Aleksandrovna                                                                                          | j                                        |
| Sinister Minister                                                                                |                                                     | | c, d                                     |
| Siniy                                                                                            |                                                     | | d, e, g, h                               |
| Sink’s Striped                                                                                   |                                                     | | c, d                                     |
| Sink’s Yellow Tip                                                                                |                                                     | | c, d                                     |
| Sintesti                                                                                         |                                                     | | g, h                                     |
| Sintila 2020                                                                                     |                                                     | | j                                        |
| Sintonia                                                                                         |                                                     | Züchter: Nunhems B.V. | j, o                                     |
| Sinuata                                                                                          |                                                     | | g, h                                     |
| Sinulja                                                                                          |                                                     | | c                                        |
| Sinye                                                                                            |                                                     | | c                                        |
| Sion                                                                                             |                                                     | Züchter: Hebrew Uni/Hazera | j, o                                     |
| Sioux                                                                                            |                                                     | | c, d, e, g, h, j, k, o                   |
| Sioux II                                                                                         |                                                     | | j                                        |
| Sipahi                                                                                           |                                                     | | j                                        |
| Sir Caradoc                                                                                      |                                                     | Züchter: Vilmorin Sa (Fr) | j                                        |
| Sir Elyan                                                                                        |                                                     | Züchter: Vilmorin S.A. | j                                        |
| Sir Ettore                                                                                       |                                                     | Züchter: Vilmorin Sa (Fr) | j                                        |
| Sir Galvan                                                                                       |                                                     | Züchter: Vilmorin Sa | j                                        |
| Sir Lionel                                                                                       |                                                     | Züchter: Vilmorin S.A. | j, o                                     |
| Sir Sagramor                                                                                     |                                                     | Züchter: Vilmorin S.A. | j, o                                     |
| Sirac                                                                                            |                                                     | Züchter: Nunhems B.V. | j, o                                     |
| Sirana                                                                                           |                                                     | | j                                        |
| Sirano                                                                                           |                                                     | Züchter: Alekseev Yurij Borisovich | j                                        |
| Siranzo                                                                                          |                                                     | Züchter: Rijk Zwaan Zaadteelt En Zaadhandel B.V. | j, o                                     |
| Sirbone                                                                                          |                                                     | | j                                        |
| Siremar                                                                                          |                                                     | Züchter: Magnum Seeds Inc. | j, o                                     |
| Sirena                                                                                           |                                                     | Züchter: Seminis Veget.Seeds Inc | j, o                                     |
| Sirenevoe Ozero                                                                                  |                                                     | | c, d                                     |
| Siriana                                                                                          |                                                     | | j                                        |
| Sirio                                                                                            |                                                     | | j                                        |
| Sirios                                                                                           |                                                     | | j                                        |
| Sirma                                                                                            |                                                     | | j                                        |
| Sirocco                                                                                          |                                                     | | j                                        |
| Sirtaki                                                                                          |                                                     | Züchter: Gavrish Sergej Fedorovich, Morev Viktor Vasilievich, Amcheslavskaya Elena Valentinovna, Degovtsova Tatiyana Vladimirovna, Volok Olga Anatolievna, Vasilieva Margarita Yurievna | j                                        |
| Sissi                                                                                            |                                                     | | j                                        |
| Sissy                                                                                            |                                                     | | j                                        |
| Sister Miriam                                                                                    |                                                     | | c, d                                     |
| Sisters                                                                                          |                                                     | | c, d, f, k                               |
| Sitar                                                                                            |                                                     | Züchter: Krishidhan Seeds Europe B.V. | j                                        |
| Sitiens                                                                                          |                                                     | | g, h                                     |
| Sitsilijskij Perchik                                                                             |                                                     | Züchter: Gavrish Sergej Fedorovich, Morev Viktor Vasilievich, Amcheslavskaya Elena Valentinovna, Degovtsova Tatiyana Vladimirovna, Volok Olga Anatolievna | j                                        |
| Siverets                                                                                         |                                                     | Züchter: Sedyakov Mihail Valeriyanovich, Larina Galina Nikolaevna, Kovaleva Nadezhda Vladimirovna | j                                        |
| Sivinar                                                                                          |                                                     | | j                                        |
| Sixpak                                                                                           |                                                     | | j, o                                     |
| Sixtina                                                                                          |                                                     | Züchter: Centre Tech. De Conservation Des Produits Agricoles (Fr), Institut National De La Recherche Agronomique (Fr) | c, j                                     |
| Sixty                                                                                            |                                                     | Züchter: Syngenta Seeds B.V. | j, o                                     |
| Siyayushchij Shar                                                                                |                                                     | Züchter: Nastenko Nataliya Viktorovna, Kachajnik Vladimir Georgievich, Kandoba Aleksej Viktorovich | j                                        |
| Sizilianischer Riese                                                                             |                                                     | | c                                        |
| Sizilia                                                                                          |                                                     | | c                                        |
| Sizilianische Flasche                                                                            |                                                     | | c                                        |
| Sjaleza                                                                                          |                                                     | Züchter: Enza Zaden Beheer B.V. | j                                        |
| Sjampanje                                                                                        |                                                     | | j, o                                     |
| Skala                                                                                            |                                                     | | j                                        |
| Skariai                                                                                          |                                                     | Züchter: Lietuvos Agrariniu Ir Mišku Mokslu Centro Filialas Sodininkystes Ir Daržininkystes Institutas | j, o                                     |
| Skarlet O’Hara                                                                                   |                                                     | Züchter: Tarasov Yurij Dmitrievich | j                                        |
| Skaska                                                                                           |                                                     | | c                                        |
| Skazka                                                                                           |                                                     | | d                                        |
| Skerry Blue                                                                                      |                                                     | | c                                        |
| Skibicki Wczesny                                                                                 |                                                     | | c, d, g, h                               |
| Skif                                                                                             |                                                     | | j                                        |
| Skiff                                                                                            |                                                     | Züchter: Nunhems B.V. | j                                        |
| Skipper                                                                                          |                                                     | | j                                        |
| Skorohod                                                                                         |                                                     | Züchter: Kachajnik Vladimir Georgievich, Gul'Kin Mihail Nikolaevich, Karmanova Olga Alekseevna, Matyunina Svetlana Vladimirovna | j                                        |
| Skorospelka                                                                                      |                                                     | | c, g, h                                  |
| Skorpio                                                                                          |                                                     | | j                                        |
| Skorpion                                                                                         |                                                     | Züchter: Dederko Vladimir Nikolaevich, Postnikova Olga Valentinovna | j                                        |
| Skoulli                                                                                          |                                                     | Züchter: Ak Quality Seeds | j                                        |
| Skykomish                                                                                        |                                                     | | c, d, f                                  |
| Skypink                                                                                          |                                                     | | j                                        |
| Skytengold                                                                                       |                                                     | | c                                        |
| Skyway 687                                                                                       |                                                     | | j                                        |
| Sladkaya Devochka                                                                                |                                                     | Züchter: Lukiyanenko Anatolij Nikitovich, Dubinin Sergej Vladimirovich, Dubinina Irina Nikolaevna | j                                        |
| Sladkaya Grozd                                                                                   |                                                     | Züchter: Lukiyanenko Anatolij Nikitovich, Dubinin Sergej Vladimirovich, Dubinina Irina Nikolaevna | j                                        |
| Sladkaya Vstrecha                                                                                |                                                     | Züchter: Gorshkova Nina Sergeevna, Hovrin Aleksandr Nikolaevich, Maksimov Sergej Vasilievich, Tereshonkova Tatiyana Arkadievna | j                                        |
| Sladkij Bochonok                                                                                 |                                                     | Züchter: Kachajnik Vladimir Georgievich, Gul'Kin Mihail Nikolaevich, Karmanova Olga Alekseevna, Matyunina Svetlana Vladimirovna | j                                        |
| Sladkij Fontan                                                                                   |                                                     | Züchter: Hovrin Aleksandr Nikolaevich, Tereshonkova Tatiyana Arkadievna, Klimenko Nikolaj Nikolaevich, Kostenko Aleksandr Nikolaevich | j                                        |
| Sladkij Krasnyi                                                                                  |                                                     | | c, d                                     |
| Sladkij Malysh                                                                                   |                                                     | Züchter: Tarasov Yurij Dmitrievich | j                                        |
| Sladkij Million                                                                                  |                                                     | Züchter: Mamedov Mubariz Isa Ogly, Kachajnik Vladimir Georgievich, Gul'Kin Mihail Nikolaevich | j                                        |
| Sladkij Shar                                                                                     |                                                     | Züchter: Kotel'Nikova Marina Aleksandrovna, Antipova Nadezhda Petrovna | j                                        |
| Sladkij Zhemchug                                                                                 |                                                     | Züchter: Kachajnik Vladimir Georgievich, Gul'Kin Mihail Nikolaevich, Karmanova Olga Alekseevna, Matyunina Svetlana Vladimirovna | j                                        |
| Sladkoe Serdechko                                                                                |                                                     | Züchter: Kandoba Elena Evgenievna, Kandoba Aleksej Viktorovich | j                                        |
| Sladkoezhka (oder: Sladkojeschka)                                                                |                                                     | Züchter: Lukiyanenko Anatolij Nikitovich, Dubinin Sergej Vladimirovich, Dubinina Irina Nikolaevna | c, d, j                                  |
| Slager                                                                                           |                                                     | | g, h, j                                  |
| Slalom                                                                                           |                                                     | | j, o                                     |
| Slam                                                                                             |                                                     | Züchter: Geneplanta | j                                        |
| Slankard’s                                                                                       |                                                     | | c, d                                     |
| Slanske Bijce Serdse                                                                             |                                                     | | d                                        |
| Slanske Malinowij                                                                                |                                                     | | d                                        |
| Slapukai                                                                                         |                                                     | Züchter: Lietuvos Agrariniu Ir Mišku Mokslu Centro Filialas Sodininkystes Ir Daržininkystes Institutas | j, o                                     |
| Slapukai Bs                                                                                      |                                                     | Züchter: Lietuvos Agrariniu Ir Mišku Mokslu Centro Filialas Sodininkystes Ir Daržininkystes Institutas | j, o                                     |
| Slastena                                                                                         |                                                     | Züchter: Farber Vladimir Vladimirovich, Smirnova Elena Anatolievna | j                                        |
| Slava                                                                                            |                                                     | | c, d, g, g, h, k                         |
| Slava Moldavia                                                                                   |                                                     | | n                                        |
| Slava Moldovy (oder: Slava Moldovi)                                                              |                                                     | Züchter: Pridnestrovskij Niiskh, 3300, G.Tiraspol, Ul.Mira, 50, Moldova | j, o                                     |
| Sláva Porýní                                                                                     |                                                     | | j                                        |
| Slavic Masterpiece                                                                               |                                                     | | d                                        |
| Slavische Tomate                                                                                 |                                                     | | n                                        |
| Slavjanskij Schedevr                                                                             |                                                     | | n                                        |
| Slavyanin                                                                                        |                                                     | Züchter: Kashnova Elena Vasilievna, Andreeva Nadezhda Nikolaevna | d, j                                     |
| Slavyanka                                                                                        |                                                     | Züchter: Andreeva Evgeniya Nikolaevna, Nazina Sofiya Luisovna, Bogdanov Kirill Borisovich, Ushakova Mariya Ivanovna, Oktyabr’Skaya Tatiyana Anatolievna | j                                        |
| Slavyanskij                                                                                      |                                                     | Züchter: Farber Vladimir Vladimirovich, Smirnova Elena Anatolievna | j                                        |
| Slavyanskij Shedevr (oder: Slavyanskiy Shedevr)                                                  |                                                     | Züchter: Vasilevskij Viktor Anatolievich, Nalizhityj Vladimir Maksimovich, Dynnik Anatolij Vasilievich, Kochkin Aleksandr Viktorovich | d, j                                     |
| Slawa Nadrenii Zif                                                                               |                                                     | Züchter: Plantico Hodowla I Nasiennictwo Ogrodnicze Zielonki Sp. Z O.O. | j                                        |
| Slawische Rosa                                                                                   |                                                     | | c                                        |
| Slawisches Meisterstück                                                                          |                                                     | | c                                        |
| Slawjanin                                                                                        |                                                     | | c                                        |
| Slawonisches Ochsenherz                                                                          |                                                     | | c, f                                     |
| Sleaford Abundance                                                                               |                                                     | | j, o                                     |
| Sleeping Lady                                                                                    |                                                     | | c, d, e                                  |
| Sleewuhvidneyeh (oder: Plum Lemon)                                                               |                                                     | | g, h                                     |
| Slicido                                                                                          |                                                     | | j                                        |
| Slimslum                                                                                         |                                                     | | c, m                                     |
| Sliva Gigant                                                                                     |                                                     | | d                                        |
| Slivi Limonje                                                                                    |                                                     | | c                                        |
| Slivka Krasnaya                                                                                  |                                                     | Züchter: Kudryavtseva Galina Aleksandrovna, Fotev Yurij Valentinovich, Altunina Lyubov' Petrovna, Kotel'Nikova Marina Aleksandrovna, Kondakov Sergej Nikolaevich | j                                        |
| Slivka Moskovskaya                                                                               |                                                     | Züchter: Nastenko Nataliya Viktorovna, Kachajnik Vladimir Georgievich, Afonina Irina Mariyanovna | j                                        |
| Slivka Rozovaya                                                                                  |                                                     | Züchter: Gavrish Sergej Fedorovich, Morev Viktor Vasilievich, Amcheslavskaya Elena Valentinovna | j                                        |
| Slivka Zheltaya                                                                                  |                                                     | Züchter: Kudryavtseva Galina Aleksandrovna, Fotev Yurij Valentinovich, Altunina Lyubov' Petrovna, Kotel'Nikova Marina Aleksandrovna, Kondakov Sergej Nikolaevich | j                                        |
| Slivovidnij Polosatij                                                                            |                                                     | | e, g, h                                  |
| Slivovidnyi Polosatyi                                                                            |                                                     | | d                                        |
| Slivovidnyj                                                                                      |                                                     | | g, h                                     |
| Slivovidnyj 59                                                                                   |                                                     | | g, h                                     |
| Slivovite Cervene                                                                                |                                                     | | d                                        |
| Slivowidnij                                                                                      |                                                     | | c                                        |
| Sliwa Gigant                                                                                     |                                                     | | c                                        |
| Sliwkowe                                                                                         |                                                     | | g, h                                     |
| Sliwovidnij Polosatji                                                                            |                                                     | | c                                        |
| Sliwowidnij                                                                                      |                                                     | | c, m                                     |
| Slon Zheltyj                                                                                     |                                                     | Züchter: Lukiyanenko Anatolij Nikitovich, Dubinin Sergej Vladimirovich, Dubinina Irina Nikolaevna | j                                        |
| Slonka                                                                                           |                                                     | Züchter: Instytut Ogrodnictwa | j                                        |
| Slot                                                                                             |                                                     | Züchter: Alekseev Yurij Borisovich | j, o                                     |
| Slovenia                                                                                         |                                                     | | c                                        |
| Slovenian Black                                                                                  |                                                     | | c, d, e                                  |
| Slowenische                                                                                      |                                                     | | n                                        |
| Slumac                                                                                           |                                                     | | j                                        |
| Sm 10                                                                                            |                                                     | | j                                        |
| Smadar                                                                                           |                                                     | Züchter: The Hebrew University Of Jerusalem - Fac Agricul Levi Eshkol (Il) | j                                        |
| Smagly                                                                                           |                                                     | | j                                        |
| Smajlik                                                                                          |                                                     | Züchter: Kachajnik Vladimir Georgievich, Gul'Kin Mihail Nikolaevich, Karmanova Olga Alekseevna, Bulykova Nataliya Vasilievna | j                                        |
| Small Egg                                                                                        |                                                     | | c, n                                     |
| Small Fry                                                                                        |                                                     | | c, j, o                                  |
| Small Fry Vfn                                                                                    |                                                     | | j                                        |
| Small Lap                                                                                        |                                                     | | c, d                                     |
| Small Pink Stripe (oder: Small Pink Stripes)                                                     |                                                     | | c, d, e, g, h                            |
| Smaragd                                                                                          |                                                     | | c, n                                     |
| Smaragdapfel (oder: Isumrudnoje Jabloko)                                                         |                                                     | | c, f, n                                  |
| Smarald                                                                                          |                                                     | Züchter: Agrosel S.R.L. | j                                        |
| Smart                                                                                            |                                                     | Züchter: Isi Sementi Spa | j                                        |
| Smarty                                                                                           |                                                     | | j                                        |
| Smena 47                                                                                         |                                                     | | c, g, h                                  |
| Smeraldo                                                                                         |                                                     | Züchter: Lamboseeds S.R.L. | j, o                                     |
| Smile                                                                                            |                                                     | | j                                        |
| Smiley                                                                                           |                                                     | | c, d                                     |
| Smirne                                                                                           |                                                     | | j                                        |
| Smokey Blue                                                                                      |                                                     | | c, d                                     |
| Smokey Mountain (oder: Smoky Mountain)                                                           |                                                     | | c, d, e, g, h                            |
| Smoothy                                                                                          |                                                     | Züchter: Vilmorin Sa (Fr) | j                                        |
| Smortsze                                                                                         |                                                     | | c                                        |
| Smudge Purple                                                                                    |                                                     | Typ: Fleischtomate | e                                        |
| Smuglyanka                                                                                       |                                                     | Züchter: Nastenko Nataliya Viktorovna, Kachajnik Vladimir Georgievich, Gul'Kin Mihail Nikolaevich | j                                        |
| Snack                                                                                            |                                                     | Züchter: Syngenta Seeds B.V. | j                                        |
| Snag’s Pride                                                                                     |                                                     | | c, d                                     |
| Snake                                                                                            |                                                     | | j                                        |
| Snapper                                                                                          |                                                     | Züchter: Crisp Innovar Ltd | c, d, j, o                               |
| Snegir                                                                                           |                                                     | Züchter: Kononov Aleksandr Nikolaevich, Krasnikov Leonid Georgievich | j                                        |
| Snegirek                                                                                         |                                                     | Züchter: Gavrish Sergej Fedorovich, Kapustina Raisa Nikolaevna, Gladkov Dmitrij Sergeevich, Volkov Aleksandr Aleksandrovich, Semenova Anna Nikolaevna, Artemieva Galina Mihajlovna, Filimonova Yuliya Alekseevna, Redichkina Tatiyana Aleksandrovna                                                              | j                                        |
| Snegopad                                                                                         |                                                     | Züchter: Guseva Lyudmila Ivanovna, Nikulaesh Mihail Dmitrievich, Myazina Lyubov' Anatolievna, Dvornikov Vladimir Prokofievich, Pivovarov Viktor Fedorovich, Mamedov Mubariz Isa Ogly, Zhavoronkov Vladimir Anatolievich                                                                                          | j                                        |
| Snegovik                                                                                         |                                                     | Züchter: Myazina Lyubov' Anatolievna | j                                        |
| Snegurochka                                                                                      |                                                     | Züchter: Kondratieva Irina Yurievna, Kandoba Elena Evgenievna | j                                        |
| Snezhana                                                                                         |                                                     | Züchter: Domanskaya Majya Konstantinovna, Gubko Valentina Nikolaevna, Zalivakina Valentina Fedorovna, Kamanin Andrej Aleksandrovich, Orlova Elena Arnol'Dovna | j                                        |
| Snezhnaia Skazka                                                                                 |                                                     | Züchter: Kfkh Svetlana, 630132, G.Novosibirsk, Ul.Cheliuskintsev, D. 15, K. 32, Russia | j, o                                     |
| Snezhnaya Koroleva                                                                               |                                                     | Züchter: Myazina Lyubov' Anatolievna | j                                        |
| Snezhnaya Skazka                                                                                 |                                                     | Züchter: Dederko Vladimir Nikolaevich, Postnikova Olga Valentinovna | j                                        |
| Snezhno Belyi                                                                                    |                                                     | | d                                        |
| Snezhnyj Bars                                                                                    |                                                     | Züchter: Nastenko Nataliya Viktorovna, Kachajnik Vladimir Georgievich, Kandoba Aleksej Viktorovich | j                                        |
| Snob                                                                                             |                                                     | | j                                        |
| Snow Cherry                                                                                      |                                                     | | d                                        |
| Snow Fairy                                                                                       |                                                     | | c, d                                     |
| Snow Prince                                                                                      |                                                     | | d                                        |
| Snow White                                                                                       |                                                     | | d, f, k, n                               |
| Snow White Cherry                                                                                |                                                     | | e, g, h, m                               |
| Snowball                                                                                         |                                                     | | c, d, f, g, h, k, m                      |
| Snowberry (oder: Snow Berry)                                                                     |                                                     | Züchter: Domaine Public (Fr) | c, d, j, m                               |
| Snowstorm                                                                                        |                                                     | | c, d                                     |
| Snowy Peach                                                                                      |                                                     | | d                                        |
| Snyder Pink Climber                                                                              |                                                     | | d                                        |
| Soave                                                                                            |                                                     | Züchter: Zeraim Gedera Ltd (Il) | j, o                                     |
| Soberano                                                                                         |                                                     | | j                                        |
| Sobeto                                                                                           |                                                     | Züchter: Vandenberg Bv | j, o                                     |
| Soblazn                                                                                          |                                                     | Züchter: Andreeva Evgeniya Nikolaevna, Nazina Sofiya Luisovna, Ushakova Mariya Ivanovna, Andreeva Anzhelika Nikolaevna | j                                        |
| Sochulak                                                                                         |                                                     | | c, d                                     |
| Socrates                                                                                         |                                                     | | j                                        |
| Sodagar                                                                                          |                                                     | | j                                        |
| Sodruzhestvo                                                                                     |                                                     | Züchter: Kondratieva Irina Yurievna, L'Vova Alina Yurievna, Ahmedova Bade Abdulovna, Engalychev Myazar Rinatovich | j                                        |
| Soffio                                                                                           |                                                     | | j                                        |
| Soffo                                                                                            |                                                     | | j                                        |
| Sofia                                                                                            |                                                     | Züchter: Clause Semences Sa (Fr) | c, d, g, h, j                            |
| Sofiador                                                                                         |                                                     | | j                                        |
| Sofiarem                                                                                         |                                                     | | j                                        |
| Sofievka                                                                                         |                                                     | Züchter: Gavrish Sergej Fedorovich, Morev Viktor Vasilievich, Amcheslavskaya Elena Valentinovna, Degovtsova Tatiyana Vladimirovna, Volok Olga Anatolievna, Gladkov Dmitrij Sergeevich, Volkov Aleksandr Aleksandrovich, Semenova Anna Nikolaevna, Redichkina Tatiyana Aleksandrovna                              | j                                        |
| Sofijska Konserva                                                                                |                                                     | | g, h                                     |
| Sofiya                                                                                           |                                                     | Züchter: Lukiyanenko Anatolij Nikitovich, Dubinin Sergej Vladimirovich, Dubinina Irina Nikolaevna | j                                        |
| Sogno                                                                                            |                                                     | Züchter: Western Seed International B.V. | j                                        |
| Soho                                                                                             |                                                     | | j                                        |
| Sojourner                                                                                        |                                                     | | c, e, g, h                               |
| Sojourner South American (oder: Sojourner Southamerican)                                         |                                                     | | c, d                                     |
| Sojus Nr. 3                                                                                      |                                                     | | c                                        |
| Sokal                                                                                            |                                                     | Züchter: Plantico Hodowla I Nasiennictwo Ogrodnicze Zielonki Sp. Z O.O. | j                                        |
| Sokol                                                                                            |                                                     | Züchter: Kozak Vladimir Ivanovich, Meshkov Aleksej Viktorovich, Pustovalova Svetlana Valentinovna, Terehova Vera Ivanovna, Myagkova Marina Aleksandrovna | j                                        |
| Sokol’Skij                                                                                       |                                                     | Züchter: Gladkov Dmitrij Sergeevich, Semenova Anna Nikolaevna, Deripaska Oleg Vladimirovich, Dreeris Ral'F Fal'Kovich | j                                        |
| Sokolinyj Klyuv                                                                                  |                                                     | Züchter: Nastenko Nataliya Viktorovna, Kachajnik Vladimir Georgievich, Gul'Kin Mihail Nikolaevich | j                                        |
| Sokrat                                                                                           |                                                     | Züchter: Gavrish Sergej Fedorovich, Morev Viktor Vasilievich, Amcheslavskaya Elena Valentinovna | j                                        |
| Sol Gold                                                                                         |                                                     | | c                                        |
| Sol'Nyj Nomer                                                                                    |                                                     | Züchter: Fotev Yurij Valentinovich, Kotel'Nikova Marina Aleksandrovna, Kondakov Sergej Nikolaevich | j                                        |
| Solairo                                                                                          |                                                     | | j                                        |
| Solan                                                                                            |                                                     | Züchter: Agrogene Inc | j, o                                     |
| Solana                                                                                           |                                                     | Züchter: Hazera Genetics | j                                        |
| Solania                                                                                          |                                                     | Züchter: Mfm International S.R.L. | j                                        |
| Solano                                                                                           |                                                     | Züchter: Semillas Almeria I+D, S.L. | j, o                                     |
| Solanum Centrale                                                                                 |                                                     | | c                                        |
| Solanum Racemiregum                                                                              |                                                     | | c                                        |
| Solanum Sisymbriifolium                                                                          |                                                     | | c                                        |
| Solanum Spontaneum                                                                               |                                                     | | c, e, g, h                               |
| Solar (oder: Sunny)                                                                              |                                                     | Züchter: Alekseev Yurij Borisovich | g, h, j                                  |
| Solar Fire F1                                                                                    |                                                     | | c, d                                     |
| Solar Flare                                                                                      |                                                     | | c, d, e                                  |
| Solara                                                                                           |                                                     | | j                                        |
| Solarino                                                                                         |                                                     | Züchter: "Rijk Zwaan Zaadteelt & Zaadhandel, B.V. | j, o                                     |
| Solaris                                                                                          |                                                     | Züchter: Liliya Zagorcheva, Lilyana Stamova | j                                        |
| Soldacki                                                                                         |                                                     | Züchter: Domaine Public (Fr) | c, d, e, f, g, h, j, k                   |
| Soldi                                                                                            |                                                     | | j                                        |
| Soldoro                                                                                          |                                                     | | j, o                                     |
| Sole                                                                                             |                                                     | | j                                        |
| Soleado                                                                                          |                                                     | | j                                        |
| Soleane                                                                                          |                                                     | Züchter: Graines Gautier Sa (Fr) | j                                        |
| Solearis                                                                                         |                                                     | | j, o                                     |
| Soledad                                                                                          |                                                     | | j                                        |
| Soleil                                                                                           |                                                     | | c, d, j                                  |
| Soleil Rouge                                                                                     |                                                     | | c                                        |
| Solemat                                                                                          |                                                     | Züchter: Petoseed Co Inc (Us) | j                                        |
| Solemio                                                                                          |                                                     | | j                                        |
| Solena                                                                                           |                                                     | Züchter: Produkcja I Hodowla Roslin Ogrodniczych Krzeszowice Sp. Z O.O. | j                                        |
| Solenero                                                                                         |                                                     | Züchter: Mariagrazia Antonelli, Eva Borghesi, Alfredo Fabi, Silvia Gonzali, Fernando Malorgio, Andrea Mazzucato, Alberto Pardossi, Nicola Pecchioni, Pierdomenico Perata, Maurizio Enea Picarella, Enrico Santangelo, Gian Piero Soressi, Leonardo Varvaro                                                       | j, o                                     |
| Solenero Mini                                                                                    |                                                     | Züchter: Mariagrazia Antonelli, Eva Borghesi, Alfredo Fabi, Silvia Gonzali, Fernando Malorgio, Andrea Mazzucato, Alberto Pardossi, Nicola Pecchioni, Pierdomenico Perata, Maurizio Enea Picarella, Enrico Santangelo, Gian Piero Soressi, Leonardo Varvaro                                                       | j, o                                     |
| Solentos                                                                                         |                                                     | | j                                        |
| Solero                                                                                           |                                                     | Züchter: De Ruiter Seeds | j, o                                     |
| Solerosso                                                                                        |                                                     | | j, o                                     |
| Solerosso F1                                                                                     |                                                     | Züchter: Nunhems | k                                        |
| Solevita                                                                                         |                                                     | | j                                        |
| Solfeggio                                                                                        |                                                     | Züchter: Hazera Genetics | j, o                                     |
| Solguld                                                                                          |                                                     | | c, d, e, g, h                            |
| Solguld Busk                                                                                     |                                                     | | g, h                                     |
| Soliance                                                                                         |                                                     | Züchter: Monsanto Holland B.V. | j, o                                     |
| Soliaris                                                                                         |                                                     | Züchter: Pridnestrovskij Niiskh, 3300, G.Tiraspol, Ul.Mira, 50, Moldova | j, o                                     |
| Solid Gold F1                                                                                    |                                                     | | c, d                                     |
| Solido                                                                                           |                                                     | | j                                        |
| Solimary                                                                                         |                                                     | | c, d                                     |
| Solina                                                                                           |                                                     | | j                                        |
| Solitair                                                                                         |                                                     | | j, o                                     |
| Solitas                                                                                          |                                                     | | j                                        |
| Solmaz                                                                                           |                                                     | | j                                        |
| Solnechnaya Yagoda                                                                               |                                                     | Züchter: Bekov Rustam Hizrievich, Gish Ruslan Ajdamirovich, Sanina Olga Garievna | j                                        |
| Solnechnyj Zajchik                                                                               |                                                     | Züchter: Ignatova Svetlana Ilyinichna, Gorshkova Nina Sergeevna, Tereshonkova Tatiyana Arkadievna | j                                        |
| Solnecnyj                                                                                        |                                                     | | g, h                                     |
| Solntse Pancheva                                                                                 |                                                     | Züchter: Panchev Yurij Ivanovich, Panchev Yurij Yurievich | j                                        |
| Solntse Sibiri                                                                                   |                                                     | | c, d                                     |
| Solntsedar                                                                                       |                                                     | Züchter: Nalizhityj Vladimir Maksimovich, Kochkin Aleksandr Viktorovich, Nasrullaev Niyazi Mehieddin, Zotov Mihail Vladimirovich | j                                        |
| Solnyshko                                                                                        |                                                     | Züchter: Gavrish Sergej Fedorovich, Morev Viktor Vasilievich, Amcheslavskaya Elena Valentinovna, Volok Olga Anatolievna, Nesterovich Arkadij Nikolaevich | j                                        |
| Solocha                                                                                          |                                                     | | c                                        |
| Sologo                                                                                           |                                                     | Züchter: Zeta Seeds, S.L. | j, o                                     |
| Soloha                                                                                           |                                                     | Züchter: Ugarova Svetlana Viktorovna, Dederko Vladimir Nikolaevich, Postnikova Tatiyana Nikolaevna | j                                        |
| Solokha                                                                                          |                                                     | | d                                        |
| Solomon                                                                                          |                                                     | Züchter: Tarasov Yurij Dmitrievich | j                                        |
| Solotaja Kanarejka                                                                               |                                                     | | c                                        |
| Solotaja Kaplja                                                                                  |                                                     | | c, f                                     |
| Solotaja Kist                                                                                    |                                                     | | c                                        |
| Solotaja Korolewa                                                                                |                                                     | | c                                        |
| Solotaja Pulja                                                                                   |                                                     | | c                                        |
| Solotaja Rapsodija                                                                               |                                                     | | c                                        |
| Solotaja Ribka                                                                                   |                                                     | | c, e                                     |
| Solotaja Rybka                                                                                   |                                                     | | n                                        |
| Solotije Kupola                                                                                  |                                                     | | c                                        |
| Solotije Kupola Bicolor                                                                          |                                                     | | c                                        |
| Solotije Kupola Red                                                                              |                                                     | | c                                        |
| Solotoj                                                                                          |                                                     | | c, m                                     |
| Solotoj Bik                                                                                      |                                                     | | c                                        |
| Solotoj Korol                                                                                    |                                                     | | c                                        |
| Solotoj Orech                                                                                    |                                                     | | c                                        |
| Solotoj Petruschok                                                                               |                                                     | | m                                        |
| Solotoj Petuschok                                                                                |                                                     | | n                                        |
| Solotoj Serdse                                                                                   |                                                     | | c                                        |
| Solotoj Wek                                                                                      |                                                     | | c                                        |
| Solotoji Fonarik                                                                                 |                                                     | | c                                        |
| Solovushka                                                                                       |                                                     | Züchter: Ignatova Svetlana Ilyinichna, Gorshkova Nina Sergeevna, Tereshonkova Tatiyana Arkadievna | j                                        |
| Solowuschka                                                                                      |                                                     | | c                                        |
| Solstar                                                                                          |                                                     | | j                                        |
| Soltina                                                                                          |                                                     | Züchter: Syngenta Seeds B.V. | j, o                                     |
| Soltyno                                                                                          |                                                     | Züchter: Gautier Semences Sas (Fr) | j                                        |
| Soluta                                                                                           |                                                     | | g, h                                     |
| Solution                                                                                         |                                                     | | j                                        |
| Solyaris                                                                                         |                                                     | Züchter: Mashtakov Aleksej Alekseevich, Mashtakova Anna Harlampievna, Strel'Nikova Tamara Romanovna, Alekseev Yurij Borisovich | e, j                                     |
| Solymari                                                                                         |                                                     | | c, g, h                                  |
| Sombrero                                                                                         |                                                     | Züchter: De Ruiter Zonen (Nl) | j                                        |
| Somesan                                                                                          |                                                     | | e, g, h                                  |
| Somma                                                                                            |                                                     | | j, o                                     |
| Somma F1                                                                                         |                                                     | | j                                        |
| Son Of Sultan                                                                                    |                                                     | | f                                        |
| Sona                                                                                             |                                                     | | c, d                                     |
| Sonar                                                                                            |                                                     | | j                                        |
| Sonata                                                                                           |                                                     | | j                                        |
| Sonatine                                                                                         |                                                     | | j                                        |
| Sonato                                                                                           |                                                     | | g, h, j                                  |
| Sonet                                                                                            |                                                     | | j                                        |
| Song Hu                                                                                          |                                                     | | g, h                                     |
| Songo                                                                                            |                                                     | Züchter: Nunhems B.V. | j                                        |
| Sonia                                                                                            |                                                     | Züchter: Hebrew Uni/Hazera | j, o                                     |
| Sonia De Buzau                                                                                   |                                                     | | j                                        |
| Sonica                                                                                           |                                                     | | c, d                                     |
| Sonico                                                                                           |                                                     | Züchter: Rijk Zwaan Zaadteelt En Zaadhandel Bv | j                                        |
| Sonja                                                                                            |                                                     | | c, d, e, g, h                            |
| Sonnenanbeterin                                                                                  |                                                     | | n                                        |
| Sonnenaufgang                                                                                    |                                                     | | c                                        |
| Sonnenschein                                                                                     |                                                     | | c                                        |
| Sonnet                                                                                           |                                                     | | j                                        |
| Sonngo                                                                                           |                                                     | Züchter: Nunhems B.V. | j                                        |
| Sonnig                                                                                           |                                                     | | c                                        |
| Sonny                                                                                            |                                                     | | c, d, j                                  |
| Sonny Red                                                                                        |                                                     | | c                                        |
| Sonora                                                                                           |                                                     | Züchter: Hazera Genetics | j, o                                     |
| Sooner                                                                                           |                                                     | | c, d                                     |
| Sopernik                                                                                         |                                                     | Züchter: Dubinin Sergej Vladimirovich, Kirillov Mihail Ivanovich | j                                        |
| Sophie                                                                                           |                                                     | Züchter: Hazera Genetics | j, o                                     |
| Sophie’s Choice                                                                                  |                                                     | | c, d, e, f, k                            |
| Sopogoncich                                                                                      |                                                     | | g, h                                     |
| Soprano                                                                                          |                                                     | Züchter: Syngenta Seeds B.V. | j                                        |
| Soranta                                                                                          |                                                     | Züchter: Western Seed Company | j, o                                     |
| Soray                                                                                            |                                                     | | j                                        |
| Soraya                                                                                           |                                                     | Züchter: Hazera Genetics | j, o                                     |
| Sorbetto                                                                                         |                                                     | Züchter: S.A.I.S. Societá Agricola Italiana Sementi | j                                        |
| Sorent                                                                                           |                                                     | Züchter: La Semiorto Sementi Srl | j                                        |
| Soriano                                                                                          |                                                     | | j                                        |
| Sornino                                                                                          |                                                     | | j                                        |
| Sorraia                                                                                          |                                                     | | j                                        |
| Sorrento                                                                                         |                                                     | Züchter: La Semiorto Sementi Srl | c, d, f, j, o                            |
| Sorrento Groß                                                                                    |                                                     | | n                                        |
| Sorvanets                                                                                        |                                                     | Züchter: Tarasov Yurij Dmitrievich | j                                        |
| Sosulechka                                                                                       |                                                     | Züchter: Andreeva Evgeniya Nikolaevna, Sysina Elena Artemievna, Nazina Sofiya Luisovna, Bogdanov Kirill Borisovich, Ushakova Mariya Ivanovna | c, d, j                                  |
| Sosulka                                                                                          |                                                     | | m                                        |
| Sosulka Belaja (oder: Sosulka Belaya)                                                            |                                                     | | c, d                                     |
| Sosulka Chernaya                                                                                 |                                                     | | c, d                                     |
| Sosulka Oranschewaja (oder: Sosulka Oranzhevaya)                                                 |                                                     | | c, d                                     |
| Sosulka Rosowaja (oder: Sosulka Rozovaya)                                                        |                                                     | | c, d                                     |
| Sota                                                                                             |                                                     | | j                                        |
| Soto                                                                                             |                                                     | Züchter: Seminis Veget.Seeds Inc | j, o                                     |
| Sotochka                                                                                         |                                                     | Züchter: Kachajnik Vladimir Georgievich, Gul'Kin Mihail Nikolaevich, Karmanova Olga Alekseevna, Bernotene Elena Ivanovna | j                                        |
| Souira                                                                                           |                                                     | Züchter: Vilmorin Sa (Fr) | j                                        |
| Sound                                                                                            |                                                     | Züchter: Novartis Seeds Bv (Nl) | j                                        |
| Soupless                                                                                         |                                                     | Züchter: Monsanto Holland B.V. | j                                        |
| Source                                                                                           |                                                     | Züchter: Seminis Vegetable Seeds-Holland Bv (Nl) | j                                        |
| Sourour                                                                                          |                                                     | | j                                        |
| Soussia                                                                                          |                                                     | Züchter: Sakata Seed Corporation (Jp) | j, o                                     |
| Soussia F1                                                                                       |                                                     | | j                                        |
| South American Banana                                                                            |                                                     | | c                                        |
| South American Giant                                                                             |                                                     | | c, d                                     |
| South Tyrolean Beefsteak                                                                         |                                                     | | c, d                                     |
| Southern Night Tomato                                                                            |                                                     | | c, d, f, g, h, k                         |
| Southern Pride                                                                                   |                                                     | | c, d                                     |
| Southern Ripe                                                                                    |                                                     | Züchter: Seminis Vegetable Seeds, Inc. | j, o                                     |
| Southerner                                                                                       |                                                     | | c, d                                     |
| Southland                                                                                        |                                                     | | g, h                                     |
| Southpart                                                                                        |                                                     | | m                                        |
| Southport                                                                                        |                                                     | | c, d                                     |
| Sovenir                                                                                          |                                                     | | j                                        |
| Sovetskij                                                                                        |                                                     | Züchter: Dederko Vladimir Nikolaevich, Postnikova Olga Valentinovna | j                                        |
| Sovetskij 679                                                                                    |                                                     | | c, g, h                                  |
| Soyuz 8                                                                                          |                                                     | | j                                        |
| Soyuz Eleven                                                                                     |                                                     | | f                                        |
| Sozvezdie                                                                                        |                                                     | Züchter: Uo Belorusskaia Gosudarstvennaia Selskokhoziajstvennaia Akademiia, 213410, Mogilevskaia Obl., G.Gorki, Ul.Michurina, 5, Belarus | j, o                                     |
| Sozvezdie Bliznetsy                                                                              |                                                     | Züchter: Dederko Vladimir Nikolaevich, Postnikova Olga Valentinovna | j                                        |
| Sozvezdie Devy                                                                                   |                                                     | Züchter: Dederko Vladimir Nikolaevich, Postnikova Olga Valentinovna | j                                        |
| Sozvezdie Kozeroga                                                                               |                                                     | Züchter: Dederko Vladimir Nikolaevich, Postnikova Olga Valentinovna | j                                        |
| Sozvezdie L'Va                                                                                   |                                                     | Züchter: Dederko Vladimir Nikolaevich, Postnikova Olga Valentinovna | j                                        |
| Sozvezdie Raka                                                                                   |                                                     | Züchter: Dederko Vladimir Nikolaevich, Postnikova Olga Valentinovna | j                                        |
| Sozvezdie Ryby                                                                                   |                                                     | Züchter: Dederko Vladimir Nikolaevich, Postnikova Olga Valentinovna | j                                        |
| Sozvezdie Strel'Tsa                                                                              |                                                     | Züchter: Dederko Vladimir Nikolaevich, Postnikova Olga Valentinovna | j                                        |
| Sozvezdie Vesov                                                                                  |                                                     | Züchter: Dederko Vladimir Nikolaevich, Postnikova Olga Valentinovna | j                                        |
| Sozvezdie Vodolej                                                                                |                                                     | Züchter: Dederko Vladimir Nikolaevich, Postnikova Olga Valentinovna | j                                        |
| Spacestar                                                                                        |                                                     | | j                                        |
| Spadaro                                                                                          |                                                     | | c, d, e, g, h                            |
| Spalier-Gartenfreude                                                                             |                                                     | | j                                        |
| Spanische Aromafleischtomate                                                                     |                                                     | | c, g, h                                  |
| Spanische Baumtomate                                                                             |                                                     | | c                                        |
| Spanish Dancer                                                                                   |                                                     | Züchter: Floranova Ltd. | j                                        |
| Spanish Winter                                                                                   |                                                     | | c, d                                     |
| Spanky                                                                                           |                                                     | | j                                        |
| Spark                                                                                            |                                                     | | g, h, j                                  |
| Spark’s Earliana                                                                                 |                                                     | | g, h                                     |
| Sparkle                                                                                          |                                                     | | j, o                                     |
| Sparks                                                                                           |                                                     | | k                                        |
| Sparks Yellow                                                                                    |                                                     | | c, d                                     |
| Sparsa                                                                                           |                                                     | | g, h                                     |
| Sparta                                                                                           |                                                     | | a, j                                     |
| Spartac                                                                                          |                                                     | | j, o                                     |
| Spartaco                                                                                         |                                                     | Züchter: Sativa Seeds & Services S.R.L. | j                                        |
| Spartacus                                                                                        |                                                     | | j                                        |
| Spartak                                                                                          |                                                     | Züchter: Gavrish Sergej Fedorovich, Morev Viktor Vasilievich, Amcheslavskaya Elena Valentinovna, Volok Olga Anatolievna | j                                        |
| Spartan                                                                                          |                                                     | Züchter: Limagrain Uk Ltd | j, o                                     |
| Spartanburg Climbing                                                                             |                                                     | | c, d                                     |
| Spazio                                                                                           |                                                     | Züchter: Olter Srl | j                                        |
| Spear’s Tennessee Green                                                                          |                                                     | | c, d, e, f, k                            |
| Spear’s Tennessee Green Yellow Strain                                                            |                                                     | Herkunft: Denis Salmon, Vancouver, Kanada | c (31. August 2016)                      |
| Special Turkish                                                                                  |                                                     | | c, d                                     |
| Speciale Serre Froide                                                                            |                                                     | | c                                        |
| Speckled Peach                                                                                   |                                                     | | d, g, h, k                               |
| Speckled Roman                                                                                   |                                                     | Züchter: Domaine Public (Fr) | c, d, j, k                               |
| Speckled Siberian                                                                                |                                                     | | d, k                                     |
| Spectra                                                                                          |                                                     | | j                                        |
| Spectrum 151                                                                                     |                                                     | | j                                        |
| Spectrum 579                                                                                     |                                                     | | j                                        |
| Speedella                                                                                        |                                                     | | j                                        |
| Speedy                                                                                           |                                                     | Züchter: Les Graines Caillard Sa (Fr) | j                                        |
| Speer’s Tennessee Green                                                                          |                                                     | Züchter: Domaine Public (Fr) | j                                        |
| Spejstar                                                                                         |                                                     | | j                                        |
| Spencer                                                                                          |                                                     | | c, j, o                                  |
| Sperls Zukunft                                                                                   |                                                     | | c, g, h                                  |
| Spetsnaz                                                                                         |                                                     | Züchter: Dederko Vladimir Nikolaevich | j                                        |
| Spezial Malinowy                                                                                 |                                                     | | c                                        |
| Sphacelata                                                                                       |                                                     | | g, h                                     |
| Sphaerica                                                                                        |                                                     | | g, h                                     |
| Sphinx                                                                                           |                                                     | Züchter: Western Seed Espana S.A. | j                                        |
| Spica                                                                                            |                                                     | Züchter: L. Daehnfeldt A/S | j, o                                     |
| Spicer                                                                                           |                                                     | | j                                        |
| Spicie                                                                                           |                                                     | | j                                        |
| Spicy                                                                                            |                                                     | | j                                        |
| Spido                                                                                            |                                                     | | j                                        |
| Spin                                                                                             |                                                     | Züchter: Isi Sementi Spa | j                                        |
| Spintoma                                                                                         |                                                     | | g, h                                     |
| Spiridon                                                                                         |                                                     | Züchter: Kashnova Elena Vasilievna, Andreeva Nadezhda Nikolaevna, Dederko Vladimir Nikolaevich, Stolbova Tatiyana Mihajlovna | j                                        |
| Spiridonovskie (oder: Spiridonowskije)                                                           |                                                     | | c, d                                     |
| Spirit                                                                                           |                                                     | Züchter: Nunza Bv | c, j, o                                  |
| Spitfire                                                                                         |                                                     | Züchter: Harris Moran Seed Company (Usa) (Us) | c, d, j                                  |
| Spitze                                                                                           |                                                     | | c, d, k                                  |
| Spitztomate                                                                                      |                                                     | | c                                        |
| Splash Of Cream                                                                                  |                                                     | | b, c, d, e, f, g, h, m                   |
| Splenda                                                                                          |                                                     | | j                                        |
| Splendens                                                                                        |                                                     | | g, h                                     |
| Splendid                                                                                         |                                                     | | j                                        |
| Splendor                                                                                         |                                                     | | j, o                                     |
| Spoon                                                                                            |                                                     | | b, c, d, e, f, g, h, k, n                |
| Spoon II                                                                                         |                                                     | | e                                        |
| Sportivo                                                                                         |                                                     | | a, c, j                                  |
| Spot Yellow                                                                                      |                                                     | | c, d, e                                  |
| Spotter                                                                                          |                                                     | Züchter: Isi Sementi Spa | j                                        |
| Sprague                                                                                          |                                                     | | c, d                                     |
| Spranco                                                                                          |                                                     | | j                                        |
| Sprigel                                                                                          |                                                     | | j                                        |
| Spring Giant                                                                                     |                                                     | | j, o                                     |
| Spring Giant Hybrid                                                                              |                                                     | | j                                        |
| Springo                                                                                          |                                                     | Züchter: Syngenta Seeds B.V. | j, o                                     |
| Springset                                                                                        |                                                     | | j                                        |
| Springset Vf                                                                                     |                                                     | | j                                        |
| Springty                                                                                         |                                                     | Züchter: Yuksel Tohum | j                                        |
| Sprint                                                                                           |                                                     | Züchter: Hristo Georgiev, Chavdar Georgiev | d, g, h, j                               |
| Sprint 2                                                                                         |                                                     | Züchter: Pyshnaya Olga Nikolaevna, Aramov Muzafar Hashimovich, Shelobodkin Aleksej Vladimirovich | j                                        |
| Sprint Ibrido F1                                                                                 |                                                     | | j                                        |
| Sprint Timer                                                                                     |                                                     | | c                                        |
| Sprinter                                                                                         |                                                     | Züchter: Nunhems B.V. | j                                        |
| Sprite                                                                                           |                                                     | | c, d, k                                  |
| Sprut                                                                                            |                                                     | Züchter: Lukiyanenko Anatolij Nikitovich, Dubinin Sergej Vladimirovich, Dubinina Irina Nikolaevna | j, o                                     |
| Sprut Cherri                                                                                     |                                                     | Züchter: Lukiyanenko Anatolij Nikitovich, Dubinin Sergej Vladimirovich, Dubinina Irina Nikolaevna | j                                        |
| Spudakee                                                                                         |                                                     | | c, d                                     |
| Spudakee Purple                                                                                  |                                                     | | c, d                                     |
| Spudatula Black                                                                                  |                                                     | | c, d                                     |
| Spudayellow Strawberry                                                                           |                                                     | | c, d                                     |
| Spugniello                                                                                       |                                                     | | c                                        |
| Spunky                                                                                           |                                                     | | c, d                                     |
| Spunta                                                                                           |                                                     | | j                                        |
| Sputnik                                                                                          |                                                     | Züchter: Ignatova Svetlana Ilyinichna, Gorshkova Nina Sergeevna, Tereshonkova Tatiyana Arkadievna | c, d, e, j, n                            |
| Squarrosa                                                                                        |                                                     | | g, h                                     |
| Ss 1024                                                                                          |                                                     | | j                                        |
| Ss 1216                                                                                          |                                                     | | j                                        |
| St. Ignatius                                                                                     |                                                     | | n                                        |
| St. Ivy                                                                                          |                                                     | | c, d, k                                  |
| St. Marks Plum                                                                                   |                                                     | | c, d                                     |
| St. Pierre                                                                                       |                                                     | Züchter: Semenarna Ljubljana (Si) | b, d, g, h, j                            |
| St. Teresa                                                                                       |                                                     | | d                                        |
| St. Vincent                                                                                      |                                                     | | c                                        |
| Staatmaker                                                                                       |                                                     | | j, o                                     |
| Stab-Obsttomate Aus Taiwan                                                                       |                                                     | | c                                        |
| Stabilis                                                                                         |                                                     | | g, h                                     |
| Stable                                                                                           |                                                     | | g, h                                     |
| Staccato                                                                                         |                                                     | | j                                        |
| Staccato F1                                                                                      |                                                     | | j                                        |
| Stachelbeertomate                                                                                |                                                     | | n                                        |
| Stacos F                                                                                         |                                                     | | j, o                                     |
| Stacos Vf                                                                                        |                                                     | | j, o                                     |
| Stado Begemotov                                                                                  |                                                     | Züchter: Andreeva Evgeniya Nikolaevna, Nazina Sofiya Luisovna, Ushakova Mariya Ivanovna, Andreeva Anzhelika Nikolaevna | j                                        |
| Stage                                                                                            |                                                     | | g, h, j                                  |
| Stajanka                                                                                         |                                                     | | n                                        |
| Stakebreaker                                                                                     |                                                     | | c, d, e, g, h, k                         |
| Stakeless                                                                                        |                                                     | | c, d                                     |
| Stalingradskij                                                                                   |                                                     | | g, h                                     |
| Stallone (oder: Stallion)                                                                        |                                                     | Züchter: Rijk Zwaan Zaadteelt En Zaadhandel B.V. | j, o                                     |
| Stam Bovoy                                                                                       |                                                     | | g, h                                     |
| Stambovye Alpatieva                                                                              |                                                     | | g, h                                     |
| Stambovyj                                                                                        |                                                     | | g, h                                     |
| Staminodia                                                                                       |                                                     | | g, h                                     |
| Stampa                                                                                           |                                                     | Züchter: Rijk Zwaan Zaadteelt En Zaadhandel Bv (Nl) | j                                        |
| Stampede                                                                                         |                                                     | | j                                        |
| Stan                                                                                             |                                                     | | c, d                                     |
| Standard                                                                                         |                                                     | | c, g, h                                  |
| Stanichnik                                                                                       |                                                     | Züchter: Tarasenkov Ivan Illarionovich, Bekov Rustam Hizrievich | j                                        |
| Stanko                                                                                           |                                                     | | j, o                                     |
| Stanley                                                                                          |                                                     | Züchter: Rijk Zwaan Z.Z. B.V. | j, o                                     |
| Star                                                                                             |                                                     | | c, d, e, g, h, j                         |
| Star 8003                                                                                        |                                                     | | j                                        |
| Star 9001 (oder: Red Robin)                                                                      |                                                     | | j, o                                     |
| Star 9002                                                                                        |                                                     | | j, o                                     |
| Star 9003                                                                                        |                                                     | | j, o                                     |
| Star 9004                                                                                        |                                                     | | j, o                                     |
| Star 9006                                                                                        |                                                     | | j, o                                     |
| Star 9008                                                                                        |                                                     | | j, o                                     |
| Star 9009                                                                                        |                                                     | | j, o                                     |
| Star 9010 (oder: Star 9009)                                                                      |                                                     | | j, o                                     |
| Star 9011                                                                                        |                                                     | | j, o                                     |
| Star 9012                                                                                        |                                                     | | j, o                                     |
| Star 9030                                                                                        |                                                     | | j, o                                     |
| Star 9031                                                                                        |                                                     | | j                                        |
| Star 9032                                                                                        |                                                     | | j, o                                     |
| Star 9033                                                                                        |                                                     | | j, o                                     |
| Star 9034                                                                                        |                                                     | | j, o                                     |
| Star 9035                                                                                        |                                                     | | j                                        |
| Star 9036                                                                                        |                                                     | | j, o                                     |
| Star 9037                                                                                        |                                                     | | j, o                                     |
| Star 9038                                                                                        |                                                     | | j, o                                     |
| Star 9039                                                                                        |                                                     | | j, o                                     |
| Star 9051                                                                                        |                                                     | | j                                        |
| Star 9052                                                                                        |                                                     | | j, o                                     |
| Star 9053                                                                                        |                                                     | | j                                        |
| Star 9056                                                                                        |                                                     | | j                                        |
| Star 9057                                                                                        |                                                     | | j, o                                     |
| Star 9058                                                                                        |                                                     | | j, o                                     |
| Star 9059                                                                                        |                                                     | | j, o                                     |
| Star 9061                                                                                        |                                                     | | j, o                                     |
| Star 9062                                                                                        |                                                     | | j, o                                     |
| Star 9063                                                                                        |                                                     | | j, o                                     |
| Star 9064                                                                                        |                                                     | | j, o                                     |
| Star 9065                                                                                        |                                                     | | j, o                                     |
| Star 9066                                                                                        |                                                     | | j, o                                     |
| Star 9068                                                                                        |                                                     | | j, o                                     |
| Star 9069                                                                                        |                                                     | | j, o                                     |
| Star 9080                                                                                        |                                                     | | j                                        |
| Star 9081                                                                                        |                                                     | | j, o                                     |
| Star 9082                                                                                        |                                                     | | j, o                                     |
| Star Gold                                                                                        |                                                     | | j                                        |
| Star Mark                                                                                        |                                                     | | j                                        |
| Star Orange                                                                                      |                                                     | | m                                        |
| Star Plus (oder: Starplus)                                                                       |                                                     | | j                                        |
| Star Rot                                                                                         |                                                     | | m                                        |
| Stara Mechta                                                                                     |                                                     | Züchter: Zhivko Danailov | j                                        |
| Staradine                                                                                        |                                                     | Züchter: Syngenta Seeds B.V. | j                                        |
| Starbak                                                                                          |                                                     | Züchter: De Ruiter Seeds B.V., Leeuwenhoekweg 52, P.O. Box 1050, 2660 Bb, Bergschenhoek The Netherlands | j, o                                     |
| Starbell                                                                                         |                                                     | Züchter: Syngenta Crop Protection Ag | j, o                                     |
| Starbrite                                                                                        |                                                     | | j                                        |
| Starbuck                                                                                         |                                                     | | j                                        |
| Starburst                                                                                        |                                                     | | c, d                                     |
| Stardino                                                                                         |                                                     | Züchter: Syngenta Participations Ag | j                                        |
| Starex                                                                                           |                                                     | | j                                        |
| Starfighter                                                                                      |                                                     | | j                                        |
| Starfire                                                                                         |                                                     | | c, d, g, h                               |
| Starfire Improved                                                                                |                                                     | | d                                        |
| Starfire Isis                                                                                    |                                                     | | c, d                                     |
| Starkero                                                                                         |                                                     | Züchter: Monsanto Vegetable Ip Management B.V. | j, o                                     |
| Starlet                                                                                          |                                                     | Züchter: United Genetics | j                                        |
| Starlett                                                                                         |                                                     | | j                                        |
| Starling                                                                                         |                                                     | | c, d                                     |
| Starlite                                                                                         |                                                     | Züchter: Golden West Seed Research Co. | j                                        |
| Starosta                                                                                         |                                                     | Züchter: Tarasov Yurij Dmitrievich | j                                        |
| Starpack                                                                                         |                                                     | | j                                        |
| Starpak                                                                                          |                                                     | | j                                        |
| Starpeel                                                                                         |                                                     | Züchter: Clause Semences Sa (Fr) | j                                        |
| Starrouz                                                                                         |                                                     | | j                                        |
| Starshot                                                                                         |                                                     | | c                                        |
| Starsol                                                                                          |                                                     | Züchter: Nirit Seeds Ltd | j                                        |
| Start                                                                                            |                                                     | Züchter: Aramov Muzafar Hashimovich, Shelobodkin Aleksej Vladimirovich | j, o                                     |
| Start F1                                                                                         |                                                     | | c, d                                     |
| Start S                                                                                          |                                                     | | j                                        |
| Startenza                                                                                        |                                                     | | j                                        |
| Starventure                                                                                      |                                                     | | j                                        |
| Status                                                                                           |                                                     | Züchter: Golden West Seed Co. Inc. | j                                        |
| Stavrus                                                                                          |                                                     | Züchter: Enza Zaden Beheer B.V. | j                                        |
| Stay Green                                                                                       |                                                     | | j, o                                     |
| Ste. Colombe                                                                                     |                                                     | | c, d, e                                  |
| Steadfast                                                                                        |                                                     | | j, o                                     |
| Steak Sandwich                                                                                   |                                                     | | j                                        |
| Stealth                                                                                          |                                                     | | j                                        |
| Steel                                                                                            |                                                     | Züchter: Syngenta Seeds B.V. | j                                        |
| Stefanesti 22                                                                                    |                                                     | Züchter: Tita Ion | j                                        |
| Stefanesti 24                                                                                    |                                                     | | j                                        |
| Stefani                                                                                          |                                                     | Züchter: Makovei, Milania, Md, Guseva, Liudmila, Md, Beleaev, Pavel, Md, Botnari, Vasile, Md, Stefirta, Anastasia, Md | j, o                                     |
| Stefania                                                                                         |                                                     | | j                                        |
| Stefany                                                                                          |                                                     | Züchter: Clause - Tezier (Fr) | j                                        |
| Stefy                                                                                            |                                                     | Züchter: Tezier Sa (Fr) | j                                        |
| Stella                                                                                           |                                                     | Züchter: Gsn Seeds (Us) | j                                        |
| Stella Ps                                                                                        |                                                     | Züchter: Seminis Veget.Seeds Inc | j                                        |
| Stella Red (oder: Stellared)                                                                     |                                                     | Züchter: Clause - Tezier (Fr) | j, o                                     |
| Stentor                                                                                          |                                                     | Züchter: Hazera Genetics | j, o                                     |
| Stenza                                                                                           |                                                     | Züchter: Enza Zaden Beheer B.V. | j                                        |
| Step Ty                                                                                          |                                                     | | j                                        |
| Stepashka                                                                                        |                                                     | Züchter: Andreeva Evgeniya Nikolaevna, Nazina Sofiya Luisovna, Ushakova Mariya Ivanovna, Andreeva Anzhelika Nikolaevna | j                                        |
| Stephen                                                                                          |                                                     | | g, h                                     |
| Stepnjak                                                                                         |                                                     | | c                                        |
| Stepnoj                                                                                          |                                                     | Züchter: Goryajnova Olga Dmitrievna, Novikov Boris Nikolaevich | j                                        |
| Stepnyak                                                                                         |                                                     | | d                                        |
| Sterilis                                                                                         |                                                     | | g, h                                     |
| Sterling Cross                                                                                   |                                                     | | j, o                                     |
| Sterling Old German                                                                              |                                                     | | c, d                                     |
| Sterling Old Norway                                                                              |                                                     | | c, d, e, g, h                            |
| Stesha                                                                                           |                                                     | Züchter: Panchev Yurij Ivanovich | j                                        |
| Stetson’s Yellow                                                                                 |                                                     | | c, d                                     |
| Steve                                                                                            |                                                     | | c, d                                     |
| Stevens (oder: E 609)                                                                            |                                                     | | j, o                                     |
| Stewart                                                                                          |                                                     | Züchter: Rijk Zwaan Tomato Breeding Department, Rijk Zwaan Zaadteelt En Zaadhandel B.V. | j, o                                     |
| Stick (oder: Locke)                                                                              |                                                     | | b, c, d, e                               |
| Stierherz (oder: Bic'Je Serdze)                                                                  |                                                     | | c                                        |
| Stierherz Kasachstan                                                                             |                                                     | | n                                        |
| Stierherz Rosa                                                                                   |                                                     | | c                                        |
| Stierhoden (oder: Couilles Teaureau)                                                             |                                                     | | n                                        |
| Stilo                                                                                            |                                                     | Züchter: Ergon International N.V. | j                                        |
| Sting                                                                                            |                                                     | Züchter: Isi Sementi Spa | j                                        |
| Stirn Des Bullen                                                                                 |                                                     | | c                                        |
| Stm 5206                                                                                         |                                                     | | j                                        |
| Sto Pudov                                                                                        |                                                     | Züchter: Nastenko Nataliya Viktorovna, Kachajnik Vladimir Georgievich, Astahova Olga Vladislavovna | j                                        |
| Stoikij                                                                                          |                                                     | | c, d                                     |
| Stoke’s Green                                                                                    |                                                     | | c, d                                     |
| Stokes County                                                                                    |                                                     | | c, d                                     |
| Stokesdale                                                                                       |                                                     | | g, h                                     |
| Stolypin                                                                                         |                                                     | Züchter: Nastenko Nataliya Viktorovna, Kachajnik Vladimir Georgievich, Gul'Kin Mihail Nikolaevich | j                                        |
| Stombovyj Karlik 1185                                                                            |                                                     | | g, h                                     |
| Stone                                                                                            |                                                     | | c, d, g, h, j, k                         |
| Stone Flower (oder: Kamennyi Tsvetok)                                                            |                                                     | | e                                        |
| Stonor                                                                                           |                                                     | | g, h                                     |
| Stonor’s Exhibition                                                                              |                                                     | | c, e, g, h                               |
| Stonor’s M. P.                                                                                   |                                                     | | g, h                                     |
| Stor Gul                                                                                         |                                                     | | c, d, k                                  |
| Storadzh                                                                                         |                                                     | Züchter: Uo Belorusskaia Gosudarstvennaia Selskokhoziajstvennaia Akademiia, 213410, Mogilevskaia Obl., G.Gorki, Ul.Michurina, 5, Belarus; Institut Genetiki I Tsitologii Nan Belarusi, 220072, G.Minsk, Ul.Akademicheskaia, 27, Belarus                                                                          | j, o                                     |
| Stormer                                                                                          |                                                     | | j, o                                     |
| Storna                                                                                           |                                                     | | j                                        |
| Stozhary                                                                                         |                                                     | Züchter: Gavrish Sergej Fedorovich, Morev Viktor Vasilievich, Amcheslavskaya Elena Valentinovna, Volok Olga Anatolievna | j                                        |
| Strabena                                                                                         |                                                     | Züchter: Monsanto Vegetable Ip Management B.V. | j                                        |
| Strada                                                                                           |                                                     | Züchter: Clause Semences Sa (Fr) | j                                        |
| Strain B                                                                                         |                                                     | | j                                        |
| Strateg                                                                                          |                                                     | Züchter: Gavrish Sergej Fedorovich, Morev Viktor Vasilievich, Amcheslavskaya Elena Valentinovna, Degovtsova Tatiyana Vladimirovna, Volok Olga Anatolievna, Gladkov Dmitrij Sergeevich, Artemieva Galina Mihajlovna, Redichkina Tatiyana Aleksandrovna                                                            | j                                        |
| Stratos                                                                                          |                                                     | Züchter: Isi Sementi Spa | j                                        |
| Strauchtomate                                                                                    |                                                     | | c, d, e                                  |
| Straus                                                                                           |                                                     | Züchter: Ignatova Svetlana Ilyinichna, Gorshkova Nina Sergeevna | j                                        |
| Strawberry                                                                                       |                                                     | | d                                        |
| Strawberry Margarita                                                                             |                                                     | | c, d, e                                  |
| Strawberry Tiger                                                                                 |                                                     | | c, d                                     |
| Strawberry Wedge                                                                                 |                                                     | | e                                        |
| Streak Lightning                                                                                 |                                                     | | c, d                                     |
| Stream                                                                                           |                                                     | | j                                        |
| Strega                                                                                           |                                                     | Züchter: Alekseev Yurij Borisovich | j                                        |
| Streifei                                                                                         |                                                     | | c, f                                     |
| Strelka                                                                                          |                                                     | Züchter: Pivovarov Viktor Fedorovich, Vlasov Aleksandr Stepanovich, Vlasova Tatiyana Gennadievna | j                                        |
| Stresa                                                                                           |                                                     | | j                                        |
| Striata                                                                                          |                                                     | | g, h                                     |
| Striated Roma                                                                                    |                                                     | | c, d                                     |
| Strillo                                                                                          |                                                     | Züchter: Sativa Seeds & Services S.R.L. | j                                        |
| Striped Cavern (oder: Striped Carven)                                                            |                                                     | Züchter: Projekt Culinaris - Saatgut für Lebensmittel Dr. Bernd Horneburg | c, d, g, h, j, k, m, o                   |
| Striped Dino Eggs                                                                                |                                                     | | g, h                                     |
| Striped Egg                                                                                      |                                                     | | c                                        |
| Striped German (oder: Old German)                                                                |                                                     | Reifezeit: 75 Tage. | c, d, e, f, g, h, i (31. August 2016), k |
| Striped German Gelb                                                                              |                                                     | | n                                        |
| Striped Hollow                                                                                   |                                                     | | e                                        |
| Striped Of Sarnath                                                                               |                                                     | | c                                        |
| Striped Oxheart                                                                                  |                                                     | | g, h                                     |
| Striped Pink                                                                                     |                                                     | | c                                        |
| Striped Ripped                                                                                   |                                                     | | c                                        |
| Striped Roman                                                                                    |                                                     | | b, c, d, e, g, h, n                      |
| Striped Roman Yellow                                                                             |                                                     | | c                                        |
| Striped Students                                                                                 |                                                     | | c, d                                     |
| Striped Stuffer                                                                                  |                                                     | Züchter: Domaine Public (Fr) | c, d, j, n                               |
| Striped Stuffer German                                                                           |                                                     | | d                                        |
| Striped Sweetheart                                                                               |                                                     | | c, d                                     |
| Striped Sweetheart Dark                                                                          |                                                     | | c, d                                     |
| Striped Turkish                                                                                  |                                                     | | c, b, d, e, f, g, h                      |
| Stripes Of Yore                                                                                  |                                                     | | c, d, e                                  |
| Strizh                                                                                           |                                                     | Züchter: Ignatova Svetlana Ilyinichna, Kvasnikov Boris Vasilievich, Solomatina Elena Nikolaevna | j                                        |
| Stromboli                                                                                        |                                                     | Züchter: Clause Semences Sa (Fr) | j                                        |
| Strombolino                                                                                      |                                                     | | j, o                                     |
| Studio                                                                                           |                                                     | | j                                        |
| Stuffing                                                                                         |                                                     | | c, d                                     |
| Stuhmer                                                                                          |                                                     | | c, d                                     |
| Stummerer                                                                                        |                                                     | Züchter: AUSTROSAAT. Österreichische Samenzucht- u. Handels-Aktiengesellschaft | j                                        |
| Stump Of The World                                                                               |                                                     | | c, d, e, f, g, h, k                      |
| Stupendo                                                                                         |                                                     | Züchter: Syngenta Crop Protection Ag | j                                        |
| Stupice                                                                                          |                                                     | | j, k, n                                  |
| Stupicke                                                                                         |                                                     | | c, d, e, f, g, h                         |
| Stupicke Polni Rane                                                                              |                                                     | | c, d, j                                  |
| Stupicke Rane                                                                                    |                                                     | | g, h                                     |
| Stupicke Sklenikove                                                                              |                                                     | | c, d, j                                  |
| Stupsnase                                                                                        |                                                     | | c, e                                     |
| Sturt Desert Pea                                                                                 |                                                     | | d                                        |
| Stuse                                                                                            |                                                     | | c, d                                     |
| Style                                                                                            |                                                     | Züchter: De Ruiter Zonen (Nl) | j                                        |
| Stylo                                                                                            |                                                     | Züchter: Isi Sementi Spa | j                                        |
| Styria                                                                                           |                                                     | | j                                        |
| Styx Ty                                                                                          |                                                     | Züchter: Kim, Il Yong | j, o                                     |
| Su 48                                                                                            |                                                     | Züchter: Shinohara Shigeru | j                                        |
| Su Fen 8 Hao                                                                                     |                                                     | | j, o                                     |
| Suan                                                                                             |                                                     | | j                                        |
| Subarctic (oder: Subarktik)                                                                      |                                                     | Züchter: Lukiyanenko Anatolij Nikitovich, Dubinin Sergej Vladimirovich, Dubinina Irina Nikolaevna | g, h, j                                  |
| Subarctic Cherry                                                                                 |                                                     | Züchter: Purdue Research Foundation | c, d, e, g, h, j, n, o                   |
| Subarctic Delight                                                                                |                                                     | | g, h                                     |
| Subarctic Maxi                                                                                   |                                                     | | c, d, e, g, h, n                         |
| Subarctic Mida                                                                                   |                                                     | | c, g, h                                  |
| Subarctic Midi                                                                                   |                                                     | | g, h, n                                  |
| Subarctic Mini                                                                                   |                                                     | | e, g, h                                  |
| Subarctic Plenty                                                                                 |                                                     | Züchter: Agriculture Canada Research, Domaine Public (Fr) | c, d, e, g, h, j, n, o                   |
| Suberba                                                                                          |                                                     | | j                                        |
| Suberosa                                                                                         |                                                     | | g, h                                     |
| Subliem                                                                                          |                                                     | | j                                        |
| Sublimo                                                                                          |                                                     | | j                                        |
| Submarine Blush                                                                                  |                                                     | | c, d                                     |
| Subrotunda                                                                                       |                                                     | | g, h                                     |
| Subrustica                                                                                       |                                                     | | g, h                                     |
| Subsistens                                                                                       |                                                     | | g, h                                     |
| Succedanea                                                                                       |                                                     | | g, h                                     |
| Succes                                                                                           |                                                     | | j                                        |
| Success                                                                                          |                                                     | Züchter: Monsanto Holland B.V. | c, d, g, h, j, k                         |
| Succession                                                                                       |                                                     | | j                                        |
| Successo                                                                                         |                                                     | | j                                        |
| Sucik                                                                                            |                                                     | Züchter: Syngenta Participations Ag | j                                        |
| Sucram                                                                                           |                                                     | | j, o                                     |
| Sud Australia                                                                                    |                                                     | | g, h                                     |
| Sudar                                                                                            |                                                     | Züchter: Maksimov Sergej Vasilievich, Tereshonkova Tatiyana Arkadievna, Klimenko Nikolaj Nikolaevich, Kostenko Aleksandr Nikolaevich | j                                        |
| Sudarushka                                                                                       |                                                     | Züchter: Gavrish Sergej Fedorovich, Morev Viktor Vasilievich, Amcheslavskaya Elena Valentinovna, Volok Olga Anatolievna, Korol Valentin Grigorievich | j                                        |
| Sude                                                                                             |                                                     | | j                                        |
| Südtiroler Fleischtomate                                                                         |                                                     | | c                                        |
| Suerte                                                                                           |                                                     | | j, o                                     |
| Sufflaminata                                                                                     |                                                     | | g, h                                     |
| Sufflava                                                                                         |                                                     | | g, h                                     |
| Suffulta / 1                                                                                     |                                                     | | g, h                                     |
| Suffusa                                                                                          |                                                     | | g, h                                     |
| Sugar                                                                                            |                                                     | | c, d                                     |
| Sugar Baby (oder: Sugarbaby)                                                                     |                                                     | Züchter: Mfm International S.R.L. | c, d, j                                  |
| Sugar Beefsteak                                                                                  |                                                     | | c, d                                     |
| Sugar Bush                                                                                       |                                                     | | c, d                                     |
| Sugar Cherry                                                                                     |                                                     | | c, d                                     |
| Sugar Daddy                                                                                      |                                                     | | c, d                                     |
| Sugar Drop                                                                                       |                                                     | Züchter: Tomatech R&D Israel L.T.D. | c, d, j, o                               |
| Sugar Giant (oder: Sakharnyy Gigant)                                                             |                                                     | | e                                        |
| Sugar Gloss (oder: Sugargloss)                                                                   |                                                     | | j                                        |
| Sugar Lump                                                                                       |                                                     | | c, d, k                                  |
| Sugar Market                                                                                     |                                                     | | c, d                                     |
| Sugar Plum                                                                                       |                                                     | | d                                        |
| Sugar Plum Gold                                                                                  |                                                     | | c, d                                     |
| Sugar Snack                                                                                      |                                                     | | c, d                                     |
| Sugar Snack F1                                                                                   |                                                     | | d                                        |
| Sugar Snap                                                                                       |                                                     | | j                                        |
| Sugarino                                                                                         |                                                     | Züchter: Rijk Zwaan Zaadteelt En Zaadhandel B.V. | j, o                                     |
| Sugary F1                                                                                        |                                                     | | c, d                                     |
| Sughello                                                                                         |                                                     | | j                                        |
| Sukaina                                                                                          |                                                     | | j                                        |
| Suketto                                                                                          |                                                     | | j                                        |
| Sukro                                                                                            |                                                     | | j, o                                     |
| Sükse 5887                                                                                       |                                                     | | j                                        |
| Sulac                                                                                            |                                                     | | g, h                                     |
| Sulia’s Heart                                                                                    |                                                     | | c, d, e, g, h                            |
| Sullivan                                                                                         |                                                     | | j                                        |
| Sultan                                                                                           |                                                     | Züchter: Bejo Zaden (Nl) | j, o                                     |
| Sultán                                                                                           |                                                     | | j                                        |
| Sultan F1                                                                                        |                                                     | Züchter: Bejo Zaden | k                                        |
| Sultana                                                                                          |                                                     | Züchter: Crisp Innovar Ltd | j                                        |
| Sultane                                                                                          |                                                     | | j                                        |
| Sumador                                                                                          |                                                     | Züchter: Enza Zaden Beheer B.V. | j                                        |
| Sumatra                                                                                          |                                                     | Züchter: Nunza Bv | j, o                                     |
| Sümela                                                                                           |                                                     | | j                                        |
| Summer Cider                                                                                     |                                                     | Züchter: Domaine Public (Fr) | c, d, g, h, j                            |
| Summer Cider Apricot                                                                             |                                                     | | f                                        |
| Summer Classic                                                                                   |                                                     | | j                                        |
| Summer Cocktail                                                                                  |                                                     | | j                                        |
| Summer Fresh                                                                                     |                                                     | Züchter: Golden West Seed Research Co. | j                                        |
| Summer Frolic                                                                                    |                                                     | | j                                        |
| Summer King                                                                                      |                                                     | Züchter: Kim Ji Kwang, Park In Hee, Park Kwon Seo, Seung Yeal-Kyu, Han Kyu Heung, Woo In-Shik, In Um Ryang, Chae Young, Mok Il Jin | j, o                                     |
| Summer Lightning                                                                                 |                                                     | | g, h                                     |
| Summer Sun                                                                                       |                                                     | | o                                        |
| Summer Sunrise                                                                                   |                                                     | | c, d                                     |
| Summer Surprise                                                                                  |                                                     | | c, d                                     |
| Summer Sweet Gold                                                                                |                                                     | | d                                        |
| Summerbrix                                                                                       |                                                     | Züchter: Semillas Fito, S.A. | j, o                                     |
| Summerset                                                                                        |                                                     | | j, o                                     |
| Summerstar                                                                                       |                                                     | | c                                        |
| Summersun (oder: Summer Sun)                                                                     |                                                     | Gelbe Cherrytomate. Fruchtgewicht 9 bis 16 g. Geschmack: süß. Züchter: Hazera Genet./Yissum Rese. | j                                        |
| Summertime Gold                                                                                  |                                                     | | c, d                                     |
| Summertime Gold Improved                                                                         |                                                     | | c, e                                     |
| Summertime Green                                                                                 |                                                     | | c, d                                     |
| Summertime Improved                                                                              |                                                     | | c, d                                     |
| Summerty                                                                                         |                                                     | | j, o                                     |
| Summit                                                                                           |                                                     | | j                                        |
| Summo                                                                                            |                                                     | | j                                        |
| Sumo                                                                                             |                                                     | Züchter: Isi Sementi Spa | d, j                                     |
| Sumochka                                                                                         |                                                     | Züchter: Ivanova Tatiyana Evgenievna | j                                        |
| Sumoist                                                                                          |                                                     | Züchter: Ignatova Svetlana Ilyinichna, Gorshkova Nina Sergeevna | j                                        |
| Sumum                                                                                            |                                                     | | j                                        |
| Sumun                                                                                            |                                                     | Züchter: Western Seed España, S.A. | j, o                                     |
| Sun 105                                                                                          |                                                     | | j                                        |
| Sun 1643                                                                                         |                                                     | Züchter: Sunseeds Company | j, o                                     |
| Sun 6095                                                                                         |                                                     | Züchter: Sunseeds Company | j, o                                     |
| Sun 6109                                                                                         |                                                     | | j                                        |
| Sun 6189                                                                                         |                                                     | | j                                        |
| Sun 6200                                                                                         |                                                     | | j                                        |
| Sun 6216                                                                                         |                                                     | | j                                        |
| Sun 6321                                                                                         |                                                     | | j                                        |
| Sun 6340                                                                                         |                                                     | | j                                        |
| Sun 6366                                                                                         |                                                     | | j                                        |
| Sun 7705                                                                                         |                                                     | | j                                        |
| Sun And Snow                                                                                     |                                                     | | d                                        |
| Sun Baby                                                                                         |                                                     | Züchter: Nickerson Seeds Ltd (Gb) | c, d, e, j                               |
| Sun Baby Cherry                                                                                  |                                                     | | g, h                                     |
| Sun Bell                                                                                         |                                                     | Züchter: Nickerson Seeds Ltd (Gb) | e, j                                     |
| Sun Belle                                                                                        |                                                     | | c, j                                     |
| Sun Cherry                                                                                       |                                                     | | k                                        |
| Sun Cherry Extra Sweet F1                                                                        |                                                     | | c, d                                     |
| Sun Cherry F1                                                                                    |                                                     | | c, d, g, h                               |
| Sun Cherry Premium F1                                                                            |                                                     | | c, d                                     |
| Sun Cherry Pure F1                                                                               |                                                     | | c, d                                     |
| Sun Cherry Smile F1                                                                              |                                                     | | c, d                                     |
| Sun Day                                                                                          |                                                     | | j                                        |
| Sun Drop                                                                                         |                                                     | | m                                        |
| Sun Master                                                                                       |                                                     | | k                                        |
| Sun Sugar                                                                                        |                                                     | | c                                        |
| Sun Surprise                                                                                     |                                                     | | c, d                                     |
| Sunbeam                                                                                          |                                                     | | j                                        |
| Sunbelle Grape                                                                                   |                                                     | | d                                        |
| Sunbrite                                                                                         |                                                     | | j                                        |
| Sunburst                                                                                         |                                                     | | c, d                                     |
| Sunchocola                                                                                       |                                                     | | j, o                                     |
| Suncloud                                                                                         |                                                     | | j                                        |
| Sundae                                                                                           |                                                     | Züchter: Harris Moran Seed (Us) | j                                        |
| Sundance                                                                                         |                                                     | | j, o                                     |
| Sundance Ll                                                                                      |                                                     | | j                                        |
| Sundrop (oder: Sun Drop)                                                                         |                                                     | | c, d, e, g, h                            |
| Sundry                                                                                           |                                                     | | j                                        |
| Sundya                                                                                           |                                                     | | j, o                                     |
| Sunex 6000                                                                                       |                                                     | | j                                        |
| Sunflower                                                                                        |                                                     | | n                                        |
| Sungari                                                                                          |                                                     | Züchter: Maksimov Sergej Vasilievich, Tereshonkova Tatiyana Arkadievna, Klimenko Nikolaj Nikolaevich, Kostenko Aleksandr Nikolaevich | j                                        |
| Sungella                                                                                         |                                                     | | c, d, e, f, g, h, j                      |
| Sungold (oder: Sun Gold)                                                                         |                                                     | Typ: Kirschtomate. Reifezeit: 57 Tage. | d, e, i (31. August 2016), j, o          |
| Sungold F1                                                                                       |                                                     | | c, d, f, g, h                            |
| Sungold Rot                                                                                      |                                                     | | c                                        |
| Sungold Select                                                                                   |                                                     | | b, c, d, f, g, h                         |
| Sungold Select II                                                                                |                                                     | | d, e                                     |
| Sungold Select Red                                                                               |                                                     | | c                                        |
| Sungold X Mom’s                                                                                  |                                                     | | c, d                                     |
| Sungold X Mom’s F3 Gold Cherry                                                                   |                                                     | | c                                        |
| Sungold X Mom’s F3 Pink Cherry                                                                   |                                                     | | c, d                                     |
| Sungold X Mom’s F3 Red Cherry                                                                    |                                                     | | c, d                                     |
| Sungreen                                                                                         |                                                     | | j, o                                     |
| Sungreen Garden                                                                                  |                                                     | | c, d                                     |
| Sunita                                                                                           |                                                     | | j                                        |
| Suniva                                                                                           |                                                     | | j                                        |
| Sunjay                                                                                           |                                                     | | j                                        |
| Sunlemon                                                                                         |                                                     | | j, o                                     |
| Sunlight                                                                                         |                                                     | | c, d, e, g, h                            |
| Sunlight Dwarf                                                                                   |                                                     | | d                                        |
| Sunmech                                                                                          |                                                     | | j                                        |
| Sunny                                                                                            |                                                     | Züchter: Asgrow Seed Co., | j, o                                     |
| Sunny Boy                                                                                        |                                                     | | c                                        |
| Sunnybrook Earliana                                                                              |                                                     | | c, g, h                                  |
| Sunpeach                                                                                         |                                                     | | j, o                                     |
| Sunpeel                                                                                          |                                                     | | j                                        |
| Sunrave Ll (oder: Sundance Ll)                                                                   |                                                     | | j, o                                     |
| Sunray                                                                                           |                                                     | | c, d, e, g, h, j                         |
| Sunred                                                                                           |                                                     | | j                                        |
| Sunrise                                                                                          |                                                     | | g, h, j, o                               |
| Sunrise Bumble Bee                                                                               |                                                     | | c, d, e                                  |
| Sunrise F1                                                                                       |                                                     | Züchter: Seminis | k                                        |
| Sunsation                                                                                        |                                                     | | j, o                                     |
| Sunset                                                                                           |                                                     | | c, d, j                                  |
| Sunset Falls                                                                                     |                                                     | Züchter: Floranova Ltd. | j                                        |
| Sunset Falls F1                                                                                  |                                                     | | c, d                                     |
| Sunset Striped                                                                                   |                                                     | | c                                        |
| Sunset’s Red Horizon                                                                             |                                                     | | c, d, k                                  |
| Sunshine                                                                                         |                                                     | | c, d, j, o                               |
| Sunshine Blue                                                                                    |                                                     | | c, d                                     |
| Sunshine Cherry                                                                                  |                                                     | | c, d                                     |
| Sunshine F1                                                                                      |                                                     | Züchter: Seminis | j, k                                     |
| Sunshot                                                                                          |                                                     | | j                                        |
| Sunstart                                                                                         |                                                     | | j, o                                     |
| Sunstart F1                                                                                      |                                                     | | j, o                                     |
| Sunstream                                                                                        |                                                     | Züchter: Enza Zaden Beheer B.V. (Nl) | j                                        |
| Sunstream F1                                                                                     |                                                     | | c                                        |
| Sunstripe                                                                                        |                                                     | | j                                        |
| Sunsugar F1                                                                                      |                                                     | | d, g, h                                  |
| Sunsweet                                                                                         |                                                     | | j                                        |
| Sunviva                                                                                          |                                                     | |                                          |
| Suny                                                                                             |                                                     | | j                                        |
| Suomy                                                                                            |                                                     | Züchter: Syngenta Seeds B.V. | j                                        |
| Supepro                                                                                          |                                                     | Züchter: Vilmorin, S.A. | j                                        |
| Super 528                                                                                        |                                                     | | j                                        |
| Super Beef                                                                                       |                                                     | Züchter: Superior D.O.O | j                                        |
| Super Beefsteak                                                                                  |                                                     | Züchter: W. Atlee Burpee Company | d, j, o                                  |
| Super Beefsteak F1                                                                               |                                                     | | c, d                                     |
| Super Black                                                                                      |                                                     | | c, d                                     |
| Super Bush F1                                                                                    |                                                     | | c, d                                     |
| Super California                                                                                 |                                                     | | g, h, j                                  |
| Super Canner                                                                                     |                                                     | Züchter: Sunseeds Ltd | j                                        |
| Super Cetapar                                                                                    |                                                     | Züchter: Central Cooperativa Nikkei Agricola Ltda | j                                        |
| Super Choice                                                                                     |                                                     | | c, d, k                                  |
| Super Colosse                                                                                    |                                                     | | c                                        |
| Super Export                                                                                     |                                                     | Züchter: Domaine Public (Fr) | j                                        |
| Super Fantastic F1                                                                               |                                                     | | c, d                                     |
| Super Giant                                                                                      |                                                     | | c                                        |
| Super Italian Paste                                                                              |                                                     | | c, d                                     |
| Super Italian Plum                                                                               |                                                     | | g, h                                     |
| Süper Kasirga                                                                                    |                                                     | | j                                        |
| Super Marmande                                                                                   |                                                     | Züchter: Domaine Public (Fr) | c, d, g, h, j, k                         |
| Super Marzano (oder: Supermarzano)                                                               |                                                     | | d, j                                     |
| Super Marzano F1                                                                                 |                                                     | | c, d                                     |
| Super Max                                                                                        |                                                     | | j                                        |
| Super Orange                                                                                     |                                                     | | d                                        |
| Super Pear                                                                                       |                                                     | | j                                        |
| Super Pfefferartige                                                                              |                                                     | | c                                        |
| Super Red                                                                                        |                                                     | | j                                        |
| Süper Red                                                                                        |                                                     | | j                                        |
| Super Rio Pampa                                                                                  |                                                     | | j                                        |
| Super Roma                                                                                       |                                                     | | c, g, h                                  |
| Super Roma Vf                                                                                    |                                                     | Züchter: Sativa Coop (It) | j                                        |
| Super San Marzano                                                                                |                                                     | | c, d, k                                  |
| Super Sioux                                                                                      |                                                     | | c, d, e, g, h, k                         |
| Super Snow White                                                                                 |                                                     | Züchter: Domaine Public (Fr) | d, j, k                                  |
| Super Snow White Cherry                                                                          |                                                     | | c                                        |
| Super Star                                                                                       |                                                     | | j                                        |
| Super Suncherry                                                                                  |                                                     | | j                                        |
| Super Sweet 100 (oder: Supersweet 100)                                                           |                                                     | | c, j                                     |
| Super Sweet 100 F1                                                                               |                                                     | | d                                        |
| Super Sweet F1                                                                                   |                                                     | | c                                        |
| Supera                                                                                           |                                                     | | j, o                                     |
| Superba                                                                                          |                                                     | Züchter: Seed Works India Pvt. Ltd | j                                        |
| Superbec                                                                                         |                                                     | | c, d                                     |
| Superbomba                                                                                       |                                                     | Züchter: Dederko Vladimir Nikolaevich | j                                        |
| Supercesar                                                                                       |                                                     | | j                                        |
| Supercross                                                                                       |                                                     | | j, o                                     |
| Supergol                                                                                         |                                                     | Züchter: Avdeev Yurij Ivanovich, Kigashpaeva Olga Petrovna, Ivanova Lyudmila Mihajlovna, Avdeev Andrej Yurievich | j                                        |
| Supergol Malinovyj                                                                               |                                                     | Züchter: Avdeev Yurij Ivanovich, Kigashpaeva Olga Petrovna, Ivanova Lyudmila Mihajlovna, Avdeev Andrej Yurievich, Shevchenko Galina Nikolaevna | j                                        |
| Superklusha                                                                                      |                                                     | Züchter: Dederko Vladimir Nikolaevich, Postnikova Olga Valentinovna | j                                        |
| Superman                                                                                         |                                                     | | j                                        |
| Supermark                                                                                        |                                                     | | j, o                                     |
| Supermarket                                                                                      |                                                     | | j                                        |
| Supermarket 27162                                                                                |                                                     | | g, h                                     |
| Supermarzano                                                                                     |                                                     | | o                                        |
| Supermech                                                                                        |                                                     | | j                                        |
| Supermodel                                                                                       |                                                     | Züchter: Ugarova Svetlana Viktorovna, Dederko Vladimir Nikolaevich, Postnikova Olga Valentinovna | j                                        |
| Supernova                                                                                        |                                                     | Züchter: Syngenta Seeds B.V. (Nl) | j                                        |
| Superpeel                                                                                        |                                                     | | j, o                                     |
| Superpertsevidnyj                                                                                |                                                     | Züchter: Kfkh Svetlana, 630132, G.Novosibirsk, Ul.Cheliuskintsev, D. 15, K. 32, Russia | j, o                                     |
| Superprecoce Di Marmande                                                                         |                                                     | | j                                        |
| Superprecoce Marmande Vf                                                                         |                                                     | | j                                        |
| Superpriz                                                                                        |                                                     | Züchter: Myazina Lyubov' Anatolievna | j                                        |
| Superpro                                                                                         |                                                     | Züchter: Vilmorin, S.A. | j, o                                     |
| Süperpro                                                                                         |                                                     | | j                                        |
| Superpuma                                                                                        |                                                     | | j                                        |
| Supersonic                                                                                       |                                                     | Reifezeit: 75 Tage. | i (31. August 2016), j, o                |
| Supersonic F1                                                                                    |                                                     | | c, d                                     |
| Supersteak (oder: Super Steak)                                                                   |                                                     | Züchter: W Atlee Burpee Co | c, d, j, k, o                            |
| Supertano                                                                                        |                                                     | | j                                        |
| Supra                                                                                            |                                                     | Züchter: Seminis Vegetable Seed Ib | j                                        |
| Supravite                                                                                        |                                                     | | j                                        |
| Suprella                                                                                         |                                                     | | j                                        |
| Suprema Rr                                                                                       |                                                     | | j, o                                     |
| Supremo                                                                                          |                                                     | Züchter: United Genetics | j                                        |
| Surcal                                                                                           |                                                     | Züchter: Universidad De Almeria | j, o                                     |
| Surecrop                                                                                         |                                                     | | g, h                                     |
| Surender’s Indian Curry                                                                          |                                                     | | c, d                                     |
| Sureset                                                                                          |                                                     | Züchter: Harris Moran Seed Company | j, o                                     |
| Sureset Forcing                                                                                  |                                                     | | g, h                                     |
| Suriana                                                                                          |                                                     | | j                                        |
| Suriia                                                                                           |                                                     | Züchter: Vilmorin, Route Du Manoir, 49250 La Menitre, France | j, o                                     |
| Surina                                                                                           |                                                     | | j                                        |
| Suriya                                                                                           |                                                     | Züchter: Verschave Philippe | j                                        |
| Surprise (oder: Surpriz)                                                                         |                                                     | | c, d, e, g, h, j                         |
| Surprise 48                                                                                      |                                                     | | j, o                                     |
| Surrender’s Indian Curry                                                                         |                                                     | Fruchtgewicht: 45 bis 100 g. Reifezeit: 65 bis 85 Tage | k                                        |
| Surubi                                                                                           |                                                     | | j                                        |
| Surucua                                                                                          |                                                     | | j                                        |
| Surya                                                                                            |                                                     | Züchter: Vilmorin Sa (Fr) | j, o                                     |
| Surya F1                                                                                         |                                                     | Züchter: Vilmorin | k                                        |
| Susana                                                                                           |                                                     | Züchter: (Aro) Volcani Institute | j, o                                     |
| Susanti                                                                                          |                                                     | Züchter: Enza Zaden Beheer B.V. | j, o                                     |
| Sushka                                                                                           |                                                     | Züchter: Gavrish Sergej Fedorovich, Morev Viktor Vasilievich, Amcheslavskaya Elena Valentinovna, Degovtsova Tatiyana Vladimirovna, Volok Olga Anatolievna, Gladkov Dmitrij Sergeevich | j                                        |
| Susie                                                                                            |                                                     | | d                                        |
| Suso                                                                                             |                                                     | Züchter: Rijk Zwaan Zaadteelt En Zaadhandel Bv (Nl) | a, g, h, j                               |
| Süße Adele                                                                                       |                                                     | | n                                        |
| Süße Aus Der Picardie (oder: Dulce De Picardie. Blanche Douce De Picardie)                       |                                                     | Fruchtgewicht: 180 bis 250 g. Reifezeit: 78 bis 80 Tage | c, d                                     |
| Süße Friesin                                                                                     |                                                     | | c, d                                     |
| Süße Gelbe Aus Ungarn                                                                            |                                                     | | n                                        |
| Süsse Von der Krim                                                                               |                                                     | | n                                        |
| Süße Von Der Krim                                                                                |                                                     | | c, f                                     |
| Süße Von Ungarn                                                                                  |                                                     | | c, d                                     |
| Süßes Früchtchen                                                                                 |                                                     | | c                                        |
| Susso                                                                                            |                                                     | | j                                        |
| Sutton                                                                                           |                                                     | | c, d, k                                  |
| Sutton’s Every Day                                                                               |                                                     | | c, g, h                                  |
| Sutton’s Princess Of Wales                                                                       |                                                     | | k                                        |
| Suuzz                                                                                            |                                                     | | j                                        |
| Suvari                                                                                           |                                                     | Züchter: Ergon International N.V. | j                                        |
| Süvari (oder: Clx-37185)                                                                         |                                                     | | j                                        |
| Suzanne                                                                                          |                                                     | | j                                        |
| Suzdal                                                                                           |                                                     | Züchter: Nastenko Nataliya Viktorovna, Kachajnik Vladimir Georgievich, Gul'Kin Mihail Nikolaevich | j                                        |
| Suzette                                                                                          |                                                     | Züchter: Hazera Genetics Ltd (Il) | j                                        |
| Suzi                                                                                             |                                                     | | j                                        |
| Suzukoma                                                                                         |                                                     | Züchter: Yui Susumu, Kataoka Sono, Honjo Masanori, Matsunaga Hiroshi, Ishii Takanori, Kawazu Yoichi, Okamoto Kiyoshi, Yamasaki Atsushi, Yamada Keita, Higashino Yasuhiro, Shibata Atsushi, Muraoka Kenichi, Shiina Kota                                                                                          | j, o                                     |
| Suzy                                                                                             |                                                     | Züchter: Domaine Public (Fr) | j                                        |
| Suzy Mix A                                                                                       |                                                     | | c, d                                     |
| Suzy Mix B                                                                                       |                                                     | | c, d                                     |
| Suzy Mix D                                                                                       |                                                     | | c                                        |
| Sv 0215 Th                                                                                       |                                                     | Züchter: Alan Krivanek, Seminis Vegetable Seeds, Inc. (Monsanto) | j, o                                     |
| Sv 0594 Tc                                                                                       |                                                     | Züchter: Monsanto Holland B.V. | j, o                                     |
| Sv 0599 Tm                                                                                       |                                                     | Züchter: Seminis Vegetable Seeds, Inc. | j, o                                     |
| Sv 0610 Tc                                                                                       |                                                     | Züchter: Monsanto Vegetable Ip Management B.V. | j, o                                     |
| Sv 0946 Ts                                                                                       |                                                     | Züchter: Monsanto Vegetable Ip Management B.V. | j, o                                     |
| Sv 0948 Ts                                                                                       |                                                     | | o                                        |
| Sv 1201 Tc                                                                                       |                                                     | Züchter: Monsanto Vegetable Ip Management B.V. | j, o                                     |
| Sv 1209 Tc                                                                                       |                                                     | | j                                        |
| Sv 1491 Tm                                                                                       |                                                     | Züchter: Monsanto Vegetable Ip Management B.V. Chad Kramer | j, o                                     |
| Sv 1838 Tm                                                                                       |                                                     | | j                                        |
| Sv 2226 Tj                                                                                       |                                                     | Züchter: Monsanto Vegetable Ip Management B.V. | j, o                                     |
| Sv 2756 Tm                                                                                       |                                                     | | o                                        |
| Sv 2794 Td                                                                                       |                                                     | | o                                        |
| Sv 3389 Tm                                                                                       |                                                     | | j                                        |
| Sv 3543 Te                                                                                       |                                                     | | j                                        |
| Sv 3725 Tch                                                                                      |                                                     | | j                                        |
| Sv 3725 Th                                                                                       |                                                     | Züchter: Monsanto Holland B.V. | j, o                                     |
| Sv 4129 Th                                                                                       |                                                     | | j                                        |
| Sv 4224 Th                                                                                       |                                                     | | j                                        |
| Sv 4401 Tj                                                                                       |                                                     | Züchter: Amit Hotzev. | j, o                                     |
| Sv 5004 Th                                                                                       |                                                     | | j                                        |
| Sv 5193 Tj                                                                                       |                                                     | | j                                        |
| Sv 5197 Tp                                                                                       |                                                     | Züchter: Monsanto Vegetable Ip Management B.V. | j, o                                     |
| Sv 5215 Td                                                                                       |                                                     | Züchter: Jaap Hoogstraaten | j                                        |
| Sv 6112 Th                                                                                       |                                                     | | j                                        |
| Sv 6395 Tm                                                                                       |                                                     | Züchter: Giulio Bile | j                                        |
| Sv 6714 Td                                                                                       |                                                     | | j                                        |
| Sv 7020 Ts                                                                                       |                                                     | Züchter: Monsanto Holland B.V. | j, o                                     |
| Sv 7022 Ts                                                                                       |                                                     | Züchter: Monsanto Vegetable Ip Management B.V. | j, o                                     |
| Sv 7808 Th                                                                                       |                                                     | Züchter: Monsanto Holland B.V. | j, o                                     |
| Sv 7841 Th                                                                                       |                                                     | Züchter: Monsanto Holland B.V. | j, o                                     |
| Sv 7844 Th                                                                                       |                                                     | Züchter: Monsanto Vegetable Ip Management B.V. | j, o                                     |
| Sv 7870 Th                                                                                       |                                                     | | j                                        |
| Sv 7886 Th                                                                                       |                                                     | Züchter: Monsanto Vegetable Ip Management B.V. | j, o                                     |
| Sv 7887 Th                                                                                       |                                                     | Züchter: Monsanto Vegetable Ip Management B.V. | j, o                                     |
| Sv 7937 Th                                                                                       |                                                     | | j                                        |
| Sv 8098 Th                                                                                       |                                                     | Züchter: Monsanto Holland B.V. | j, o                                     |
| Sv 8105 Tj                                                                                       |                                                     | Züchter: Monsanto Vegetable Ip Management B.V. | j, o                                     |
| Sv 8206 Th                                                                                       |                                                     | Züchter: Monsanto Vegetable Ip Management B.V. | j                                        |
| Sv 8320 Td                                                                                       |                                                     | | j                                        |
| Sv 8840 Tm                                                                                       |                                                     | Züchter: Monsanto Vegetable Ip Management B.V. Arnon Osri | j, o                                     |
| Svara                                                                                            |                                                     | Züchter: Lietuvos Agrariniu Ir Mišku Mokslu Centro Filialas Sodininkystes Ir Daržininkystes Institutas | j, o                                     |
| Svart                                                                                            |                                                     | | c, d                                     |
| Svea                                                                                             |                                                     | | j                                        |
| Sveikutis                                                                                        |                                                     | Züchter: Lietuvos Agrariniu Ir Mišku Mokslu Centro Filialas Sodininkystes Ir Daržininkystes Institutas | j, o                                     |
| Sveikutis Bs                                                                                     |                                                     | Züchter: Lietuvos Agrariniu Ir Mišku Mokslu Centro Filialas Sodininkystes Ir Daržininkystes Institutas | j, o                                     |
| Svekrov                                                                                          |                                                     | Züchter: Lukiyanenko Anatolij Nikitovich, Dubinin Sergej Vladimirovich, Dubinina Irina Nikolaevna | j                                        |
| Sverana                                                                                          |                                                     | | j                                        |
| Svetlana                                                                                         |                                                     | Züchter: Skvortsova Rufina Vasilievna, Kondratieva Irina Yurievna, Ajrapetova Svetlana Arakelovna, Hachatryan Donara Vartanovna | j                                        |
| Svetlana Red                                                                                     |                                                     | | c, d, k                                  |
| Svetlyachok                                                                                      |                                                     | Züchter: Skvortsova Rufina Vasilievna, Gurkina Lyubov' Kirillovna, L'Vova Alina Yurievna | j                                        |
| Svetoch                                                                                          |                                                     | Züchter: Kondratieva Irina Yurievna, L'Vova Alina Yurievna, Ahmedova Bade Abdulovna, Engalychev Myazar Rinatovich | j                                        |
| Svh 1                                                                                            |                                                     | | j                                        |
| Svitanok                                                                                         |                                                     | | c, g, h                                  |
| Svoi                                                                                             |                                                     | | c, d                                     |
| Svoyak                                                                                           |                                                     | Züchter: Borisov Aleksandr Vladimirovich, Nalizhityj Vladimir Maksimovich, Skachko Vladislav Aleksandrovich, Zhemchugov Dmitrij Vyacheslavovich | j                                        |
| Svyatogor                                                                                        |                                                     | Züchter: Gavrish Sergej Fedorovich, Morev Viktor Vasilievich, Amcheslavskaya Elena Valentinovna, Volok Olga Anatolievna, Korol Valentin Grigorievich | j                                        |
| Svyatozar                                                                                        |                                                     | | j                                        |
| Svyiatoslav F1                                                                                   |                                                     | | j, o                                     |
| Swajawa                                                                                          |                                                     | | m                                        |
| Swander Cherry                                                                                   |                                                     | | c, d, k                                  |
| Swanson                                                                                          |                                                     | Züchter: De Ruiter Seeds B.V. | j                                        |
| Swanson At 28                                                                                    |                                                     | | j                                        |
| Sweedor                                                                                          |                                                     | Züchter: Gautier Semences Sas (Fr) | j                                        |
| Sweet 'N' Neat Red F1                                                                            |                                                     | | d                                        |
| Sweet 'N' Neat Scarlet F1                                                                        |                                                     | | d                                        |
| Sweet 'N' Neat Yellow F1                                                                         |                                                     | | d                                        |
| Sweet ‘N‘ Neat Red F1                                                                            |                                                     | | c                                        |
| Sweet ‘N‘ Neat Scarlet F1                                                                        |                                                     | | c                                        |
| Sweet ‘N‘ Neat Yellow F1                                                                         |                                                     | | c                                        |
| Sweet 100                                                                                        |                                                     | Typ: Kirschtomate. Reifezeit: 65 Tage. Züchter: Goldsmith Seeds Inc | g, h, i (31. August 2016), j, o          |
| Sweet 100 F1                                                                                     |                                                     | | d                                        |
| Sweet Adelaide                                                                                   |                                                     | | c, d                                     |
| Sweet Aperitif                                                                                   |                                                     | | c, d, e, j                               |
| Sweet As Linda                                                                                   |                                                     | | c, d                                     |
| Sweet Baby Girl F1                                                                               |                                                     | | c, d                                     |
| Sweet Beverley (oder: Sweet Beverly)                                                             |                                                     | | c, d, e                                  |
| Sweet Carneros Pink                                                                              |                                                     | | c, d, f                                  |
| Sweet Cassady                                                                                    |                                                     | | c, d, j                                  |
| Sweet Chelsea                                                                                    |                                                     | Züchter: Sakata Seed Corporation | j, k, o                                  |
| Sweet Chelsea F1                                                                                 |                                                     | | c, d                                     |
| Sweet Cherry                                                                                     |                                                     | Züchter: Carl Sperling & Co. (GmbH & Co. KG) | g, h, j, n, o                            |
| Sweet Chocolate                                                                                  |                                                     | | f                                        |
| Sweet Cluster                                                                                    |                                                     | | k                                        |
| Sweet Debut                                                                                      |                                                     | | j                                        |
| Sweet Dreams                                                                                     |                                                     | | c, d                                     |
| Sweet Energy                                                                                     |                                                     | |                                          |
| Sweet Gold                                                                                       |                                                     | Typ: Kirschtomate. Reifezeit: 60 Tage. | c, d, i (31. August 2016), j             |
| Sweet Gold F1                                                                                    |                                                     | | d                                        |
| Sweet Hearts                                                                                     |                                                     | | d                                        |
| Sweet Hearts F1                                                                                  |                                                     | | d                                        |
| Sweet Home                                                                                       |                                                     | | c, d                                     |
| Sweet Horizon                                                                                    |                                                     | | c, d                                     |
| Sweet Inca                                                                                       |                                                     | | c, d                                     |
| Sweet Israeli                                                                                    |                                                     | | c, d, k                                  |
| Sweet King                                                                                       |                                                     | Züchter: Park Kwonseo, Park, In Hee, Lee Hui-Gyeong, Gyoung Je Kim, Mun Haeng Lee, Hwan Gu Lee, Choi Jong-Jin | j, o                                     |
| Sweet Linda                                                                                      |                                                     | | c, d                                     |
| Sweet Memory                                                                                     |                                                     | Züchter: Ishikawa Hiroshi, Watanabe Kazuo, Nakada Satoshi, Koike Riichi, Kondo Koichi, Ariyama Masahiro | j, o                                     |
| Sweet Million                                                                                    |                                                     | Züchter: Sakata Seed Corporation (Jp) | a, c, d, e, g, h, j                      |
| Sweet Million F1                                                                                 |                                                     | | d                                        |
| Sweet Olive                                                                                      |                                                     | Reifezeit: 57 Tage. | c, d, i (31. August 2016), j, o          |
| Sweet Orange Cherry                                                                              |                                                     | | d, k                                     |
| Sweet Orange II                                                                                  |                                                     | | c, d                                     |
| Sweet Orange Roma                                                                                |                                                     | | c, d, k                                  |
| Sweet Ozark Orange                                                                               |                                                     | | c, d, e                                  |
| Sweet Pea                                                                                        |                                                     | | c, d, k                                  |
| Sweet Pea Currant                                                                                |                                                     | | n                                        |
| Sweet Pearl                                                                                      |                                                     | | c                                        |
| Sweet Peel                                                                                       |                                                     | Züchter: Mario Faraone Mennella | j                                        |
| Sweet Process                                                                                    |                                                     | | j                                        |
| Sweet Quartz F1                                                                                  |                                                     | | c, d                                     |
| Sweet Scarlet Dwarf                                                                              |                                                     | | c, d                                     |
| Sweet Seedless F1                                                                                |                                                     | | c, d                                     |
| Sweet Sharon                                                                                     |                                                     | | c, e                                     |
| Sweet Star                                                                                       |                                                     | Züchter: Erma Zaden (Il) | d, j, k                                  |
| Sweet Sue                                                                                        |                                                     | | c, d                                     |
| Sweet Susan                                                                                      |                                                     | Züchter: Tokita Seed Co Ltd | j, o                                     |
| Sweet Tangerine                                                                                  |                                                     | | c                                        |
| Sweet Tangerine F1                                                                               |                                                     | | d                                        |
| Sweet Tiny Tiger                                                                                 |                                                     | | e, n                                     |
| Sweet Treats F1                                                                                  |                                                     | | c, d                                     |
| Sweet Tumbler                                                                                    |                                                     | | c, d                                     |
| Sweet Valentine                                                                                  |                                                     | Züchter: Hem Zaden B.V. | j                                        |
| Sweet Yellow                                                                                     |                                                     | | c                                        |
| Sweet Zebra                                                                                      |                                                     | | c                                        |
| Sweetbaby                                                                                        |                                                     | Züchter: Tezier Sa (Fr) | j                                        |
| Sweetberry                                                                                       |                                                     | Züchter: Zeraim Gedera Ltd (Il) | j, o                                     |
| Sweetelle                                                                                        |                                                     | Züchter: Marion Eble | j, o                                     |
| Sweeter                                                                                          |                                                     | Züchter: Consorzio Sativa Societá Cooperativa Agricola | j                                        |
| Sweetheart                                                                                       |                                                     | Züchter: Agrosel S.R.L. | c, d, j                                  |
| Sweetie (oder: Beefsteak)                                                                        |                                                     | Züchter: Pieterpikzonen B.V. | c, d, e, g, h, j, n                      |
| Sweetor                                                                                          |                                                     | Züchter: Gautier Semences Sas (Fr) | j                                        |
| Sweety                                                                                           |                                                     | | j                                        |
| Swetlana                                                                                         |                                                     | | j                                        |
| Swietoslawski                                                                                    |                                                     | Züchter: Plantico Hodowla I Nasiennictwo Ogrodnicze Swietoslaw Sp. Z O.O. | j                                        |
| Swift                                                                                            |                                                     | | c, g, h, j                               |
| Swing                                                                                            |                                                     | Züchter: Tezier (Fr) | j                                        |
| Swisher Sweet                                                                                    |                                                     | | c, d                                     |
| Swiss                                                                                            |                                                     | | c, d                                     |
| Swiss Alpine                                                                                     |                                                     | | c, d, e, f, g, h                         |
| Switch                                                                                           |                                                     | Züchter: De Ruiter Seeds | j                                        |
| Sx 387                                                                                           |                                                     | Züchter: Syngenta Seeds, Inc. | j, o                                     |
| Sybil                                                                                            |                                                     | Züchter: Syngenta Seeds B.V. | j                                        |
| Sybilla                                                                                          |                                                     | Züchter: S.A.I.S. Societá Agricola Italiana Sementi | j                                        |
| Sychelle                                                                                         |                                                     | Züchter: Syngenta Seeds B.V. | j                                        |
| Sylene                                                                                           |                                                     | Züchter: Petoseed Co Inc (Us) | j                                        |
| Sylvan Gaume                                                                                     |                                                     | | c, d, e, g, h                            |
| Sylvester                                                                                        |                                                     | | j                                        |
| Sylvia                                                                                           |                                                     | | j                                        |
| Sylviana                                                                                         |                                                     | Züchter: Enza Zaden Beheer B.V. | j, o                                     |
| Sylviane                                                                                         |                                                     | Züchter: Petoseed Co Inc (Us) | j                                        |
| Sympathie                                                                                        |                                                     | Züchter: Petoseed Co Inc (Us) | j                                        |
| Symphony                                                                                         |                                                     | Züchter: Tezier Sa (Fr) | j                                        |
| Synda                                                                                            |                                                     | | j                                        |
| Synergie                                                                                         |                                                     | Züchter: Petoseed Co Inc (Us) | j                                        |
| Synok                                                                                            |                                                     | Züchter: Nastenko Nataliya Viktorovna, Kachajnik Vladimir Georgievich, Gul'Kin Mihail Nikolaevich | j                                        |
| Syntesy                                                                                          |                                                     | | j                                        |
| Syntonia                                                                                         |                                                     | Züchter: Seminis Vegetable Seed Ib | j                                        |
| Syrian Potato Leaf                                                                               |                                                     | | c, d                                     |
| Syrie                                                                                            |                                                     | | c, d                                     |
| Syrina                                                                                           |                                                     | | j                                        |
| Syrine                                                                                           |                                                     | Züchter: Rijk Zwaan Zaadteelt En Zaadhandel B.V. | j, o                                     |
| Syrio                                                                                            |                                                     | Züchter: S.A.I.S. Societá Agricola Italiana Sementi | j                                        |
| Syrische                                                                                         |                                                     | | c                                        |
| Syriusz                                                                                          |                                                     | Züchter: Plantico Hodowla I Nasiennictwo Ogrodnicze Zielonki Sp. Z O.O. | g, h, j                                  |
| Syrope                                                                                           |                                                     | Züchter: Nunhems B.V. | j, o                                     |
| Systematic                                                                                       |                                                     | | g, h                                     |
| Syta                                                                                             |                                                     | Züchter: Hm.Clause | j                                        |
| Sytm 004                                                                                         |                                                     | Züchter: Mu Xin | j, o                                     |
| Sytyj Papa                                                                                       |                                                     | Züchter: Kachajnik Vladimir Georgievich, Gul'Kin Mihail Nikolaevich, Karmanova Olga Alekseevna, Bernotene Elena Ivanovna | j                                        |
| Syurpriz                                                                                         |                                                     | Züchter: Avdeev Yurij Ivanovich, Kigashpaeva Olga Petrovna, Ivanova Lyudmila Mihajlovna, Avdeev Andrej Yurievich | j                                        |
| Syurpriz Zheltyj                                                                                 |                                                     | Züchter: Hovrin Aleksandr Nikolaevich, Tereshonkova Tatiyana Arkadievna, Klimenko Nikolaj Nikolaevich, Kostenko Aleksandr Nikolaevich | j                                        |
| Syzranka                                                                                         |                                                     | | d                                        |
| Szabadföldi Korai                                                                                |                                                     | | g, h                                     |
| Szach                                                                                            |                                                     | Züchter: Instytut Ogrodnictwa \Przedsiebiorstwo Nasiennictwa Ogrodniczego I Szkolkarstwa W Ozarowie Mazowieckim Spolka Z O.O. | j                                        |
| Szczeczinek                                                                                      |                                                     | | c                                        |
| Szkarlatna Kula                                                                                  |                                                     | Züchter: Stacja Hodowli Roslin Ogrodniczych Pass | j                                        |